# Île du Levant
Vous lisez un « article de qualité » labellisé en 2018.
Pour les articles homonymes, voir Levant.
L’île du Levant est la fraction la plus orientale de la commune française d’Hyères, commune du département du Var en région Provence-Alpes-Côte d'Azur. Cette île méditerranéenne, la plus orientale de l'archipel des îles d'Hyères, fait face au massif des Maures au large des communes de Bormes-les-Mimosas et du Lavandou, d'où la majorité des dessertes est assurée.
Les premiers écrits considèrent l'archipel dans son ensemble sans faire de part spécifique à l'île. Il revêt un rôle essentiel pour une navigation surtout côtière. L'île du Levant comporte un farot au Moyen Âge central puis un phare au début du XIXe siècle, qui signale au large l'entrée est de la rade d'Hyères. Le sémaphore de même époque, désormais désaffecté, sert aussi aux signaux.
Son rôle stratégique est avéré. Dès l’Antiquité la piraterie sévit et à l’occasion de razzia enlève les habitants de la côte. Pour répondre à ces raids, les Massaliètes — Grecs de Marseille — dotent l'archipel d'une garnison. Plus tard, avec deux autres îles, elle devient un marquisat. Sous Napoléon Ier, devant la suprématie anglaise en haute mer, une batterie insulaire est installée pour permettre au moins la navigation côtière. De nos jours, presque 95 % du territoire appartient à l’Armée qui en a fait le site Méditerranée de la DGA Essais de missiles. Ce domaine militaire, secret de la Défense nationale oblige, est interdit à toute personne non habilitée.
Si la superficie y suffit, le manque de source d'eau et d'une présence humaine continue s'opposent au développement de l’agriculture. Les changements du toponyme de l'île — il ne s'agit pas d'une évolution progressive — témoignent de cette discontinuité. Les premiers occupants connus sont des moines au Ve puis au XIIe siècle. Au XIXe siècle, une colonie pénitentiaire est fondée. Enfin, en 1931, est instauré le naturisme sur le domaine civil volontairement à l’écart de toute emprise extérieure. Cette approche très novatrice à sa création, et qui reste rustique, connaît ensuite d’autres développements de même nature ou différents en France. La fréquentation touristique estivale, sur cette propriété privée ouverte au public, dite domaine naturiste d'Héliopolis, dépend de ce mode de vie.

## Géographie

### Localisation
L'île du Levant est située dans la mer Méditerranée au large des communes de Bormes-les-Mimosas et du Lavandou. De forme allongée, avec une longueur d'environ 7,8 km pour une largeur de 0,6 à 1,6 km — soit 1 001,9 ha —, son orientation est sud-ouest - nord-est. La terre n'est en vue que dans un secteur allant de l'ouest au nord. Ainsi, elle est parallèle aux côtes sud de la France allant d'Hyères à Vintimille.
Plus précisément, il s’agit de la fraction la plus à l’est de la commune d’Hyères à qui elle appartient. Elle forme l’élément le plus oriental des îles d'Hyères qui ferment la rade d'Hyères. Par conséquent, selon le sens des aiguilles d'une montre, l’île de Port-Cros est située à l'ouest, et n'est séparée de l'île du Levant que par la passe des Grottes de 1 km de large. Puis à l'ouest-nord-ouest, à 23,6 km, se trouve le port Saint-Pierre d'Hyères d'où est assurée une liaison. Au nord-nord-ouest, l’élément continental le plus proche appartient à la commune de Bormes-les-Mimosas ; il s’agit du cap Bénat distant d'environ 9,8 km. Au nord se trouve la commune du Lavandou, dont le port est la desserte la plus usuelle. Il n’est éloigné que de 14,5 km soit 35 min de traversée. L’île se situe à la même latitude que le cap Corse — visible en hiver lorsque le ciel est rendu clair par la présence du mistral.

Localisation de l'île du Levant.

### Géologie et relief
- Ca (gneiss à micaschistes) et Cb (gneiss de Bormes)
- Es et Esg (micaschistes)
- ED (micaschistes détritiques)
- Ss (phyllades à chloritoïdes)
- St (paragneiss)
- Fy-z (alluvions)
- failles

Carte géologique de l'île du Levant

Géologiquement, l’île du Levant fait partie intégrante du massif des Maures.
Ce massif est constitué de terrains métamorphisés et plissés lors du cycle hercynien (−400 à −300 Ma). Il est en partie migmatisé, traversé par des granites d'âge carbonifère et recouverts de terrains permo-carbonifères. Ces terrains sont intensément érodés avant le début du Secondaire (environ −245 Ma). Le massif est de nouveau rehaussé lors des phases tectoniques pyrénéo-provençale et alpine, puis l'érosion reprend. Cela explique les collines actuelles entaillées de vallées profondes. Enfin, les glaciations quaternaires (à compter de −2,6 Ma) et leurs variations eustatiques affectent toute la région séparant notamment par un bras de mer les îles d'Hyères du continent. Ainsi à ce moment l'île du Levant s’individualise. Quatre grandes unités métamorphiques et lithologiques se succèdent sur le massif d’ouest en est avec une intensité croissante du métamorphisme. Ce sont l'unité occidentale des Maures, l’unité centrale, celle de la Garde-Freinet et enfin l'unité des gneiss orientaux. L’île du Levant appartient la seconde — aussi dite unité des gneiss de Bormes,.
Le tiers occidental de l’île est composé de gneiss de Bormes (Cb). L’unité de ces orthogneiss appartient au groupe de roches les plus anciennes du massif des Maures. Ces granites datent du cycle cadomien (environ −540 à −500 Ma). Elle est constituée principalement de gneiss œillés, dans lesquels s'intercalent des gneiss micacés ou des micaschistes à grenat-staurolite-disthène (Es et Esg). Il est possible que ces granites constituent la croûte continentale sur laquelle se sont déposées les roches sédimentaires à l'origine des roches métamorphiques paradérivées : schistes (phyllades), micaschistes, etc. D'autres gneiss sont paradérivés : leur protolithe est un grès arkosique issu de l'érosion d'un socle anté-hercynien. La partie plus orientale de l'île comporte des micaschistes à minéraux dominants issus de roches sédimentaires gréso-pélitiques. Ces minéraux (biotite, staurotide, disthène) indiquent un métamorphisme poussé. Il en résulte un faciès schiste vert à amphibolite et  paragneiss (St) retrouvé notamment sur les terrains de l’extrémité est,,.
De ces plissements puis érosions successives, il résulte  un relief accentué et des pentes prononcées, qui rendent l’île assez homogène. De l’altitude moyenne d’une centaine de mètres se détachent à peine les sommets du Maupertuis, Héliopolis — qui culmine à 138 m —, La Madone, La Verrette, Le Courcousson et Le Titan qui constituent une ligne de crête médiane. Seuls au sud-est, les vallons des Roube-Gardes, du Jas-Vieux et du Titan sont moins élevés. Son littoral est constitué côté nord et sud-ouest de falaises de plusieurs dizaines de mètres, ce qui n’est pas le cas au sud. Cette côte ne présente pas de bon abri pour la navigation. Les meilleurs points sont Port Avis et les deux petites baies du Layet et du Liserot,.

### Hydrographie
Aucun cours d’eau permanent ne se trouve sur l’île. Des réseaux de ruisseaux temporaires conservent par endroits des flaques permanentes. Il existe aussi des suintements en fond de vallon ou au bas des falaises. S'adjoignent trois retenues collinaires que sont les étangs du Jas-Vieux (62 000 m3), et du Haut (8 000 m3), qui alimentent le barrage du Bas (12 000 m3),. La petite mare de l'Âne peut aussi être mentionnée.

### Climat
L’île du Levant, ainsi qu'en attestent les relevés météorologiques, se situe dans une des zones les plus chaudes du littoral méditerranéen français, à la limite des étages thermo et méso-méditerranéens. L’ensoleillement y est l’un des plus importants de France. Des conditions climatiques particulières règnent avec des hivers tempérés et une forte humidité relative de l’air, même en période estivale, liées à une situation insulaire et méridionale.
La répartition des précipitations est inégale au cours de l'année. Les trois mois d'été sont marqués par une sécheresse importante, alors que les pluies ont surtout lieu en automne et au printemps. Ces pluies sont alors souvent courtes et intenses, et l'eau ruisselle sans pénétrer dans le sol.
Du fait de sa position insulaire et étant la plus à l'est de l'archipel des îles d'Hyères, aucun relief ne la met à l’abri du vent. De surcroît, appartenant au littoral méditerranéen, deux vents prédominent sachant que seulement 5 % des relevés notent des modes calmes. Le mistral, ici venant du nord-ouest, représente plus d’un tiers d’occurrence. Ce vent régional froid et sec souffle par rafales qui dépassent facilement 100 km/h et à ce titre le font considérer comme un vent violent,. Le levant provenant de l'est, représente un peu moins d’un tiers d’occurrence. Ce vent régional modéré à fort s'avère doux et humide et apporte le plus souvent les nuages et la pluie. Une forme particulière est représentée par le levant blanc qui se manifeste en été et ne s’accompagne pas de pluie. Ce vent est réputé pour soulever la houle,.
| Mois                                             | jan.         | fév.         | mars         | avril        | mai          | juin         | jui.         | août         | sep.         | oct.        | nov.         | déc.       | année     |
| ------------------------------------------------ | ------------ | ------------ | ------------ | ------------ | ------------ | ------------ | ------------ | ------------ | ------------ | ----------- | ------------ | ---------- | --------- |
| Température minimale moyenne (°C)                | 8            | 7,5          | 9,2          | 10,9         | 14,2         | 17,7         | 20,2         | 20,7         | 18           | 15,2        | 11,5         | 9          | 13,5      |
| Température moyenne (°C)                         | 10,2         | 10,2         | 12,1         | 14,1         | 17,5         | 21,3         | 24,1         | 24,5         | 21,3         | 17,7        | 13,8         | 11,1       | 16,5      |
| Température maximale moyenne (°C)                | 12,5         | 12,9         | 15           | 17,2         | 20,8         | 25           | 27,9         | 28,4         | 24,5         | 20,3        | 16,1         | 13,2       | 19,5      |
| Record de froid (°C) date du record              | −6,2 08.1985 | −8,2 10.1986 | 0,8 02.2005  | 2,9 21.1980  | 7 06.1991    | 10 02.1975   | 13,3 17.2000 | 12,7 30.1986 | 9,9 27.2020  | 4,6 28.2012 | 1,1 22.1988  | −1 20.2009 | −8,2 1986 |
| Record de chaleur (°C) date du record            | 20,7 19.2007 | 22,3 23.1990 | 23,3 02.2008 | 25,1 16.2007 | 30,5 27.2022 | 35,8 27.2019 | 35,6 20.2023 | 38,3 07.2003 | 31,2 01.2019 | 27 03.2003  | 23,1 05.2004 | 20 19.1987 | 38,3 2003 |
| Ensoleillement (h)                               | 147,5        | 163,4        |              | 245          | 289,8        | 339,6        | 366,9        |              | 268,4        | 189,3       | 142,6        |            |           |
| Précipitations (mm)                              | 63,9         | 51,2         | 48,4         | 56           | 36,6         | 22,2         | 7            | 14           | 58,6         | 86,3        | 103,8        | 73,5       | 621,5     |
| dont nombre de jours avec précipitations ≥ 1 mm  | 5,9          | 5,4          | 4,6          | 5,8          | 4,3          | 2,3          | 0,8          | 1,5          | 4,2          | 6,5         | 8,1          | 6,4        | 55,7      |
| dont nombre de jours avec précipitations ≥ 5 mm  | 3,4          | 2,7          | 2,4          | 3,2          | 1,7          | 1            | 0,3          | 0,7          | 2,7          | 4           | 4,6          | 3,5        | 30,2      |
| dont nombre de jours avec précipitations ≥ 10 mm | 2            | 1,6          | 1,5          | 1,8          | 1            | 0,5          | 0,2          | 0,4          | 1,8          | 2,6         | 2,8          | 2,1        | 18,2      |

|                                 | Janv  | Fév   | Mars  | Avr   | Mai   | Juin | Juil | Août | Sept  | Oct  | Nov   | Déc  |
| ------------------------------- | ----- | ----- | ----- | ----- | ----- | ---- | ---- | ---- | ----- | ---- | ----- | ---- |
| Vitesse maximale rafales (km/h) | 118,5 | 116,7 | 133,3 | 107,4 | 111,1 | 94,5 | 92,6 | 90,7 | 107,4 | 94,5 | 133,3 | 72,2 |

### Milieux naturels et biodiversité

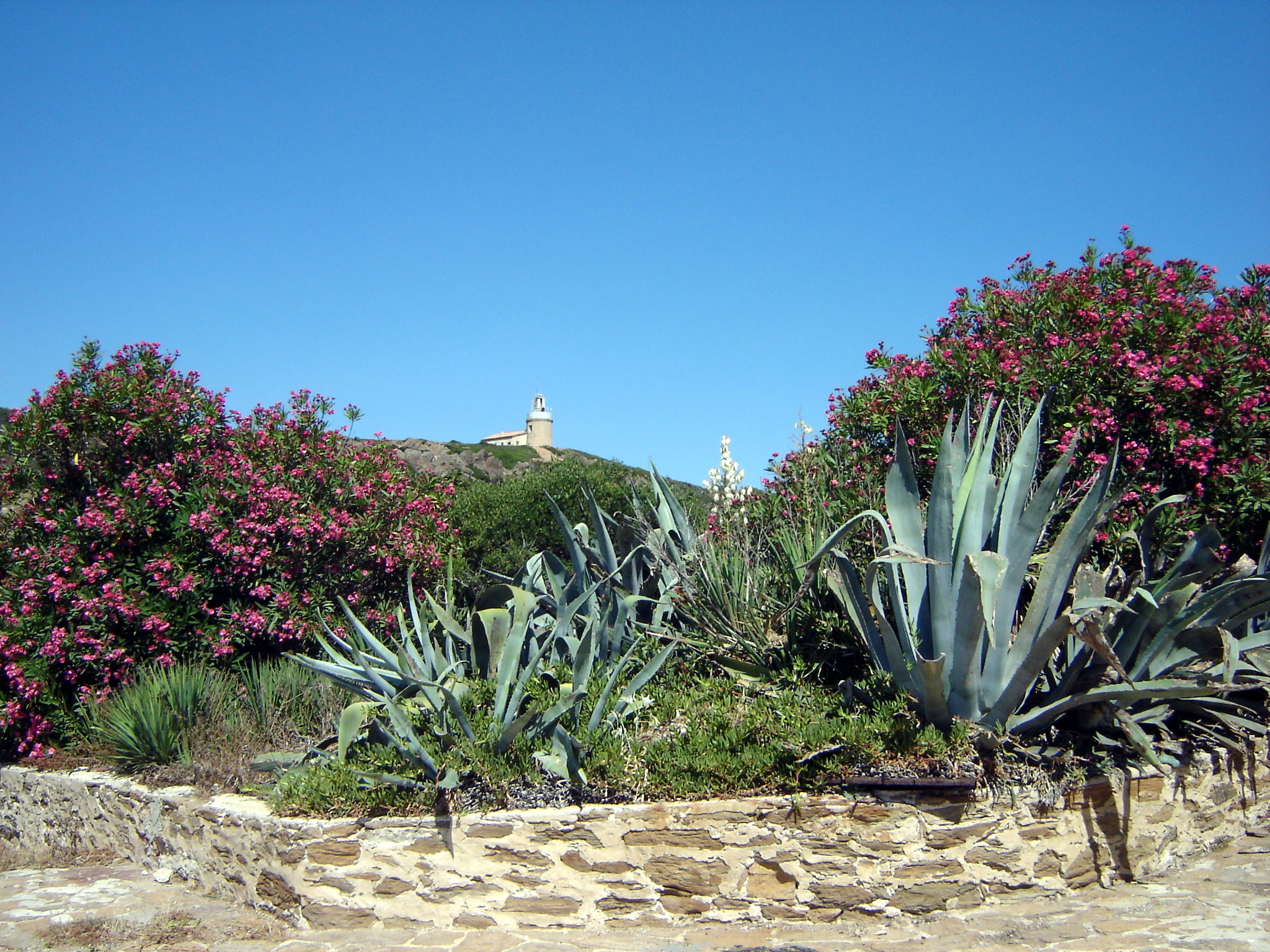
Maquis avec arbousiers. Très au loin, la façade sud-est du sémaphore du Titan, en 2007.

L'île du Levant, dite aire d'adhésion, applique la charte du parc national de Port-Cros ; toutefois, comme elle n'est pas dite cœur du parc, elle n'en fait pas partie. En effet « il y a incompatibilité entre les activités militaires du CELM (centre d'essais et de lancement des missiles) et l'accueil du public ». Cette dernière condition est l'un des préalables à toute appartenance à un parc national.
Le site, faisant partie d'une part de la rade d'Hyères et d'autre part des îles d'Hyères, appartient au réseau Natura 2000,. Par ailleurs l'île constitue une zone naturelle d'intérêt écologique, faunistique et floristique (ZNIEFF) tant continentale (type 2) que marine (type 2). Enfin au sein de l'île est créé le 3 décembre 1993 la réserve naturelle volontaire du domaine des Arbousiers,,. Celle-ci, avec 19,28 ha qui sont d'accès libre, est mitoyenne du domaine naturiste d'Héliopolis. L'ensemble de l'île est considéré comme une zone exceptionnelle et sauvage. Cela est dû à une très faible fréquentation du territoire du fait du statut militaire de sa plus grande partie. D'autre part, le débroussaillage ainsi occasionné favorise le développement de formations basses — pelouses et fruticées — qui n’existent pas sous le couvert forestier. Une mention particulière doit être faite pour le Chardon de Casabona (Ptilostemon casabonae), la Germandrée des chats (Teucrium marum), la Germandrée de Marseille (Teucrium massiliense), l'Orcanette jaune (Alkanna lutea) et le Pied-d'alouette de Requien (Delphinium requienii). Cependant, certaines espèces ornementales, telle que l'Herbe de la pampa (Cortaderia selloana), introduites autrefois, étouffe nombre de ruisseaux de l'île,. Quant à la Posidonie de Méditerranée (Posidonia oceanica), qui forme de vastes herbiers marins, elle bénéficie d’une protection particulière depuis 1988 confirmée par des arrêtés postérieurs. Cette plante est d'une part endémique de certains littoraux méditerranéens, et de l'autre abrite des concentrations naturelles d’espèces animales et végétales.
Sur l'île, résident au moins onze espèces animales patrimoniales. Parmi elles, sept correspondent à des espèces déterminantes. S'y trouve notamment l'essentiel (90 %) de la population française de Puffin yelkouan (Puffinus yelkouan), une colonie d'environ 6 500 couples s'y étant établie, représentant en 2018 un tiers de la population mondiale. Les batraciens hébergent une espèce très localisée, endémique de quelques îles méditerranéennes : il s'agit du Discoglosse sarde (Discoglossus sardus). Chez les reptiles, peut être notée la présence du Phyllodactyle d’Europe (Euleptes europaea) et de la Tortue d'Hermann (Testudo hermanni),. Cette espèce, disparue depuis un siècle et demi en raison d'incendies, y est réintroduite en septembre 1990 en raison du faible risque de ramassage,,.

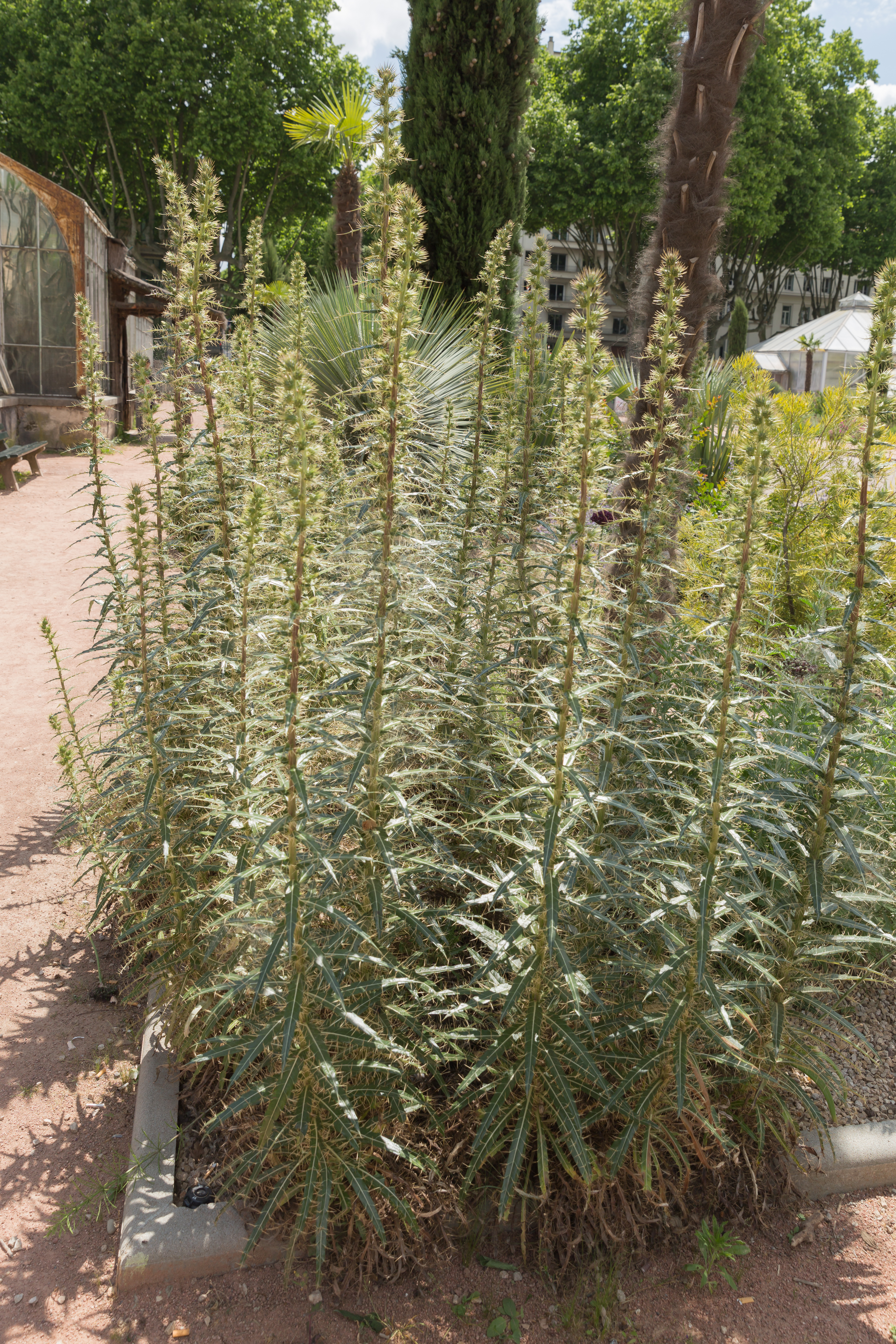
Chardons de Casabona.
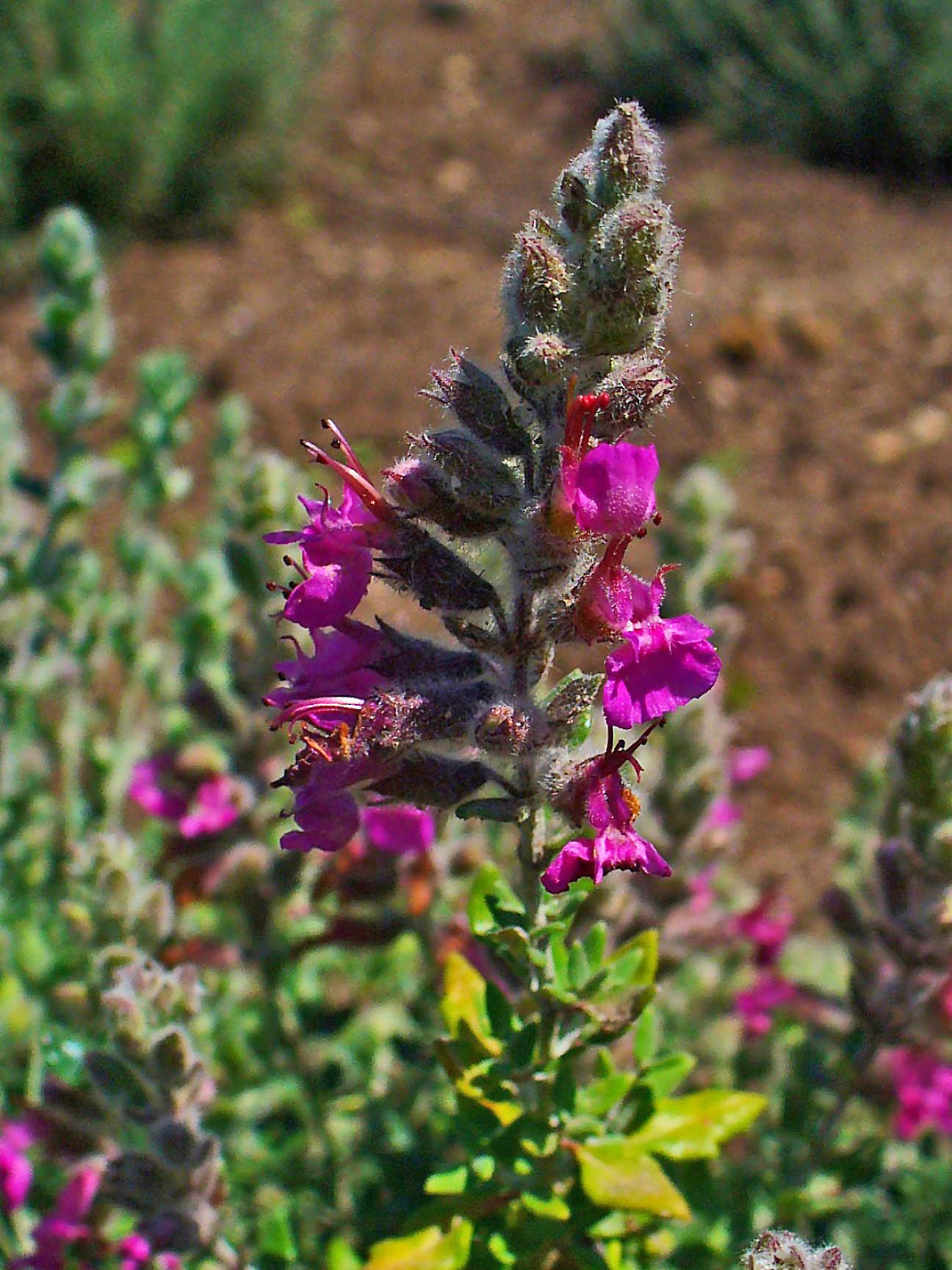
Germandrée des chats.
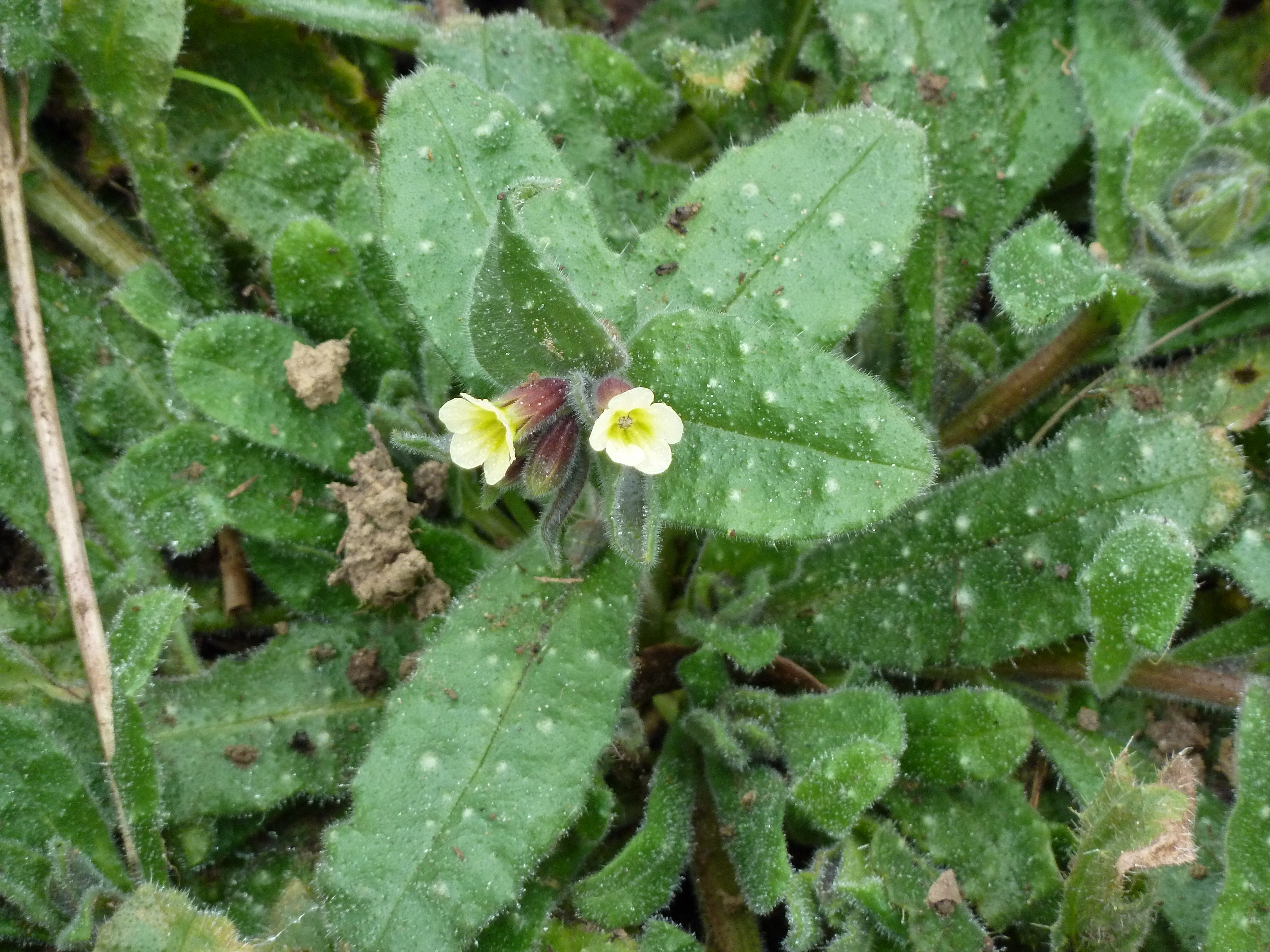
Orcanette jaune.
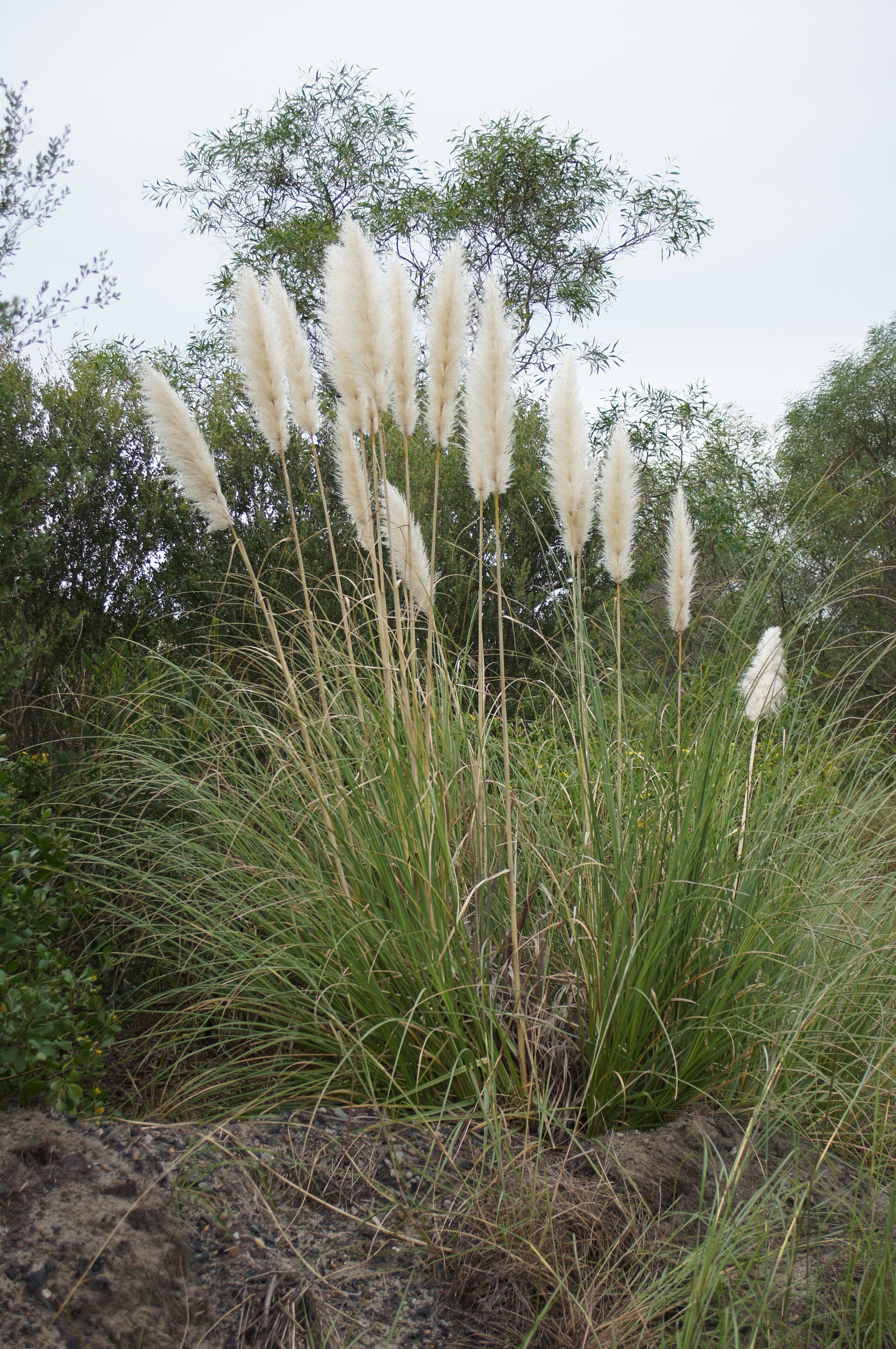
Herbe de la pampa.
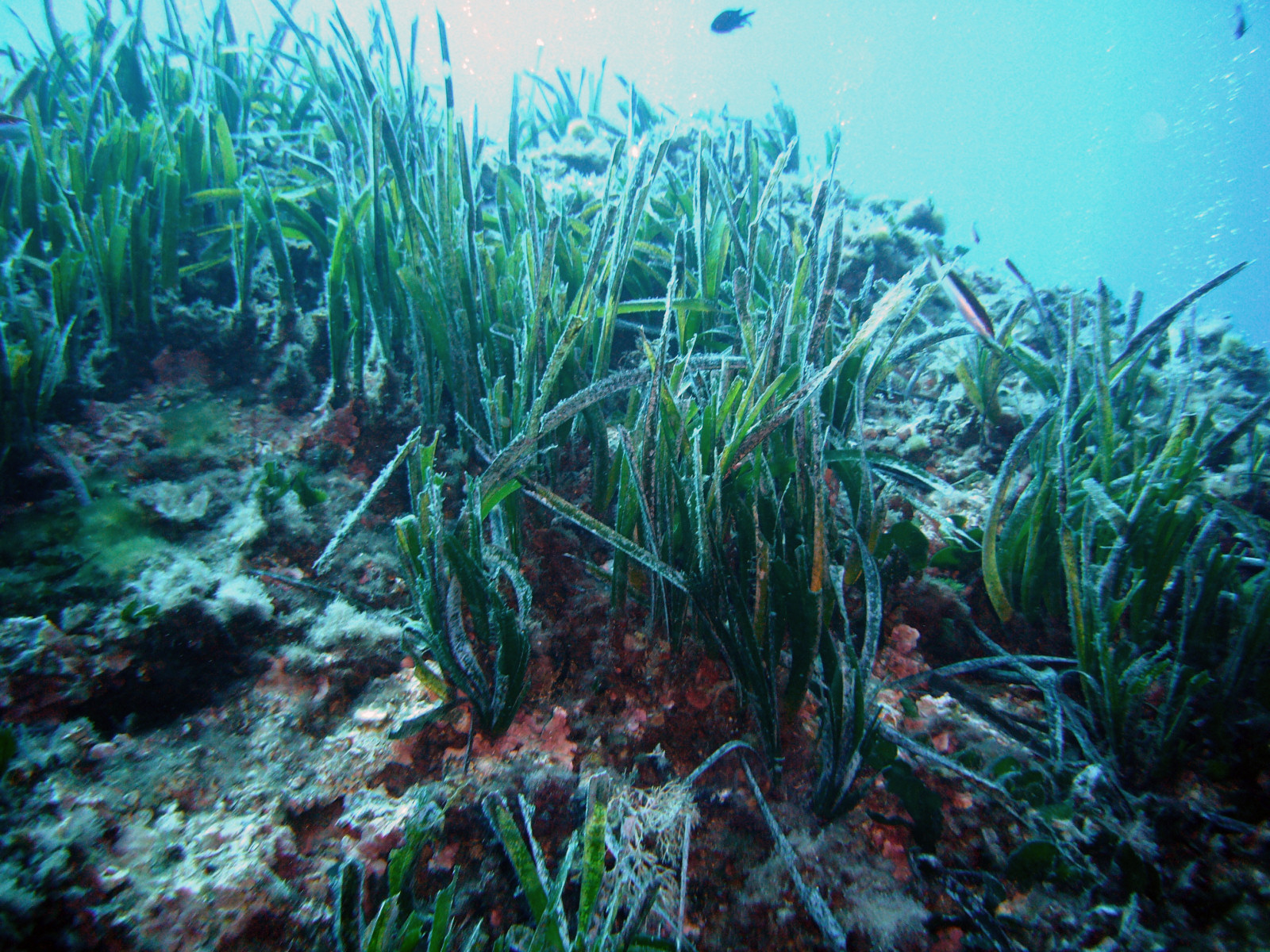
Posidonies de Méditerranée.

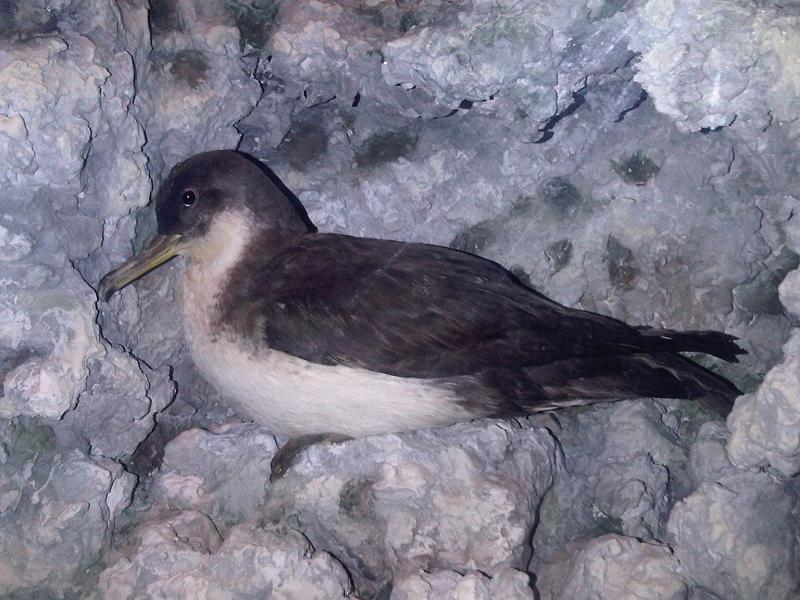
Puffin yelkouan.
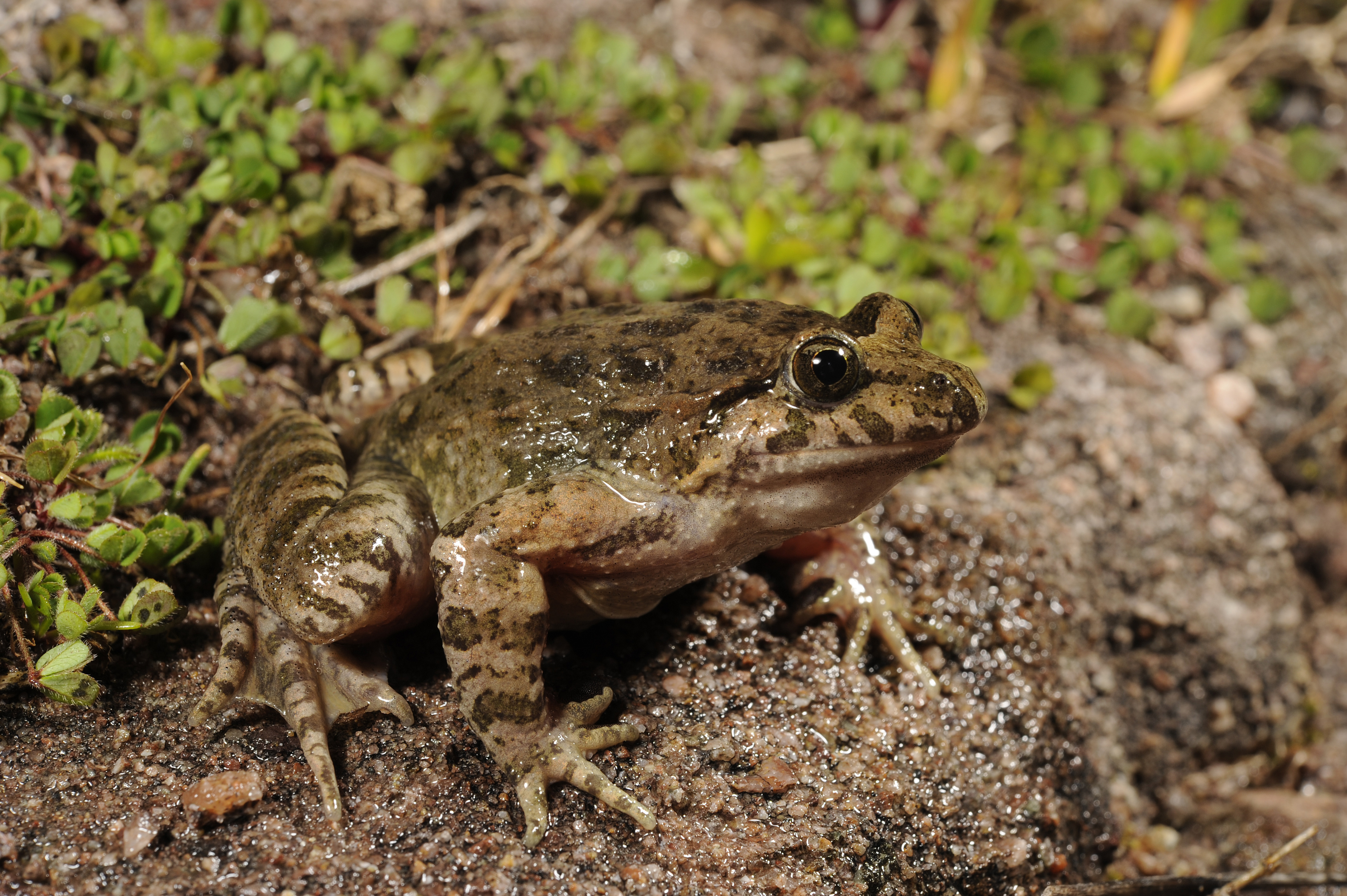
Discoglosse sarde.
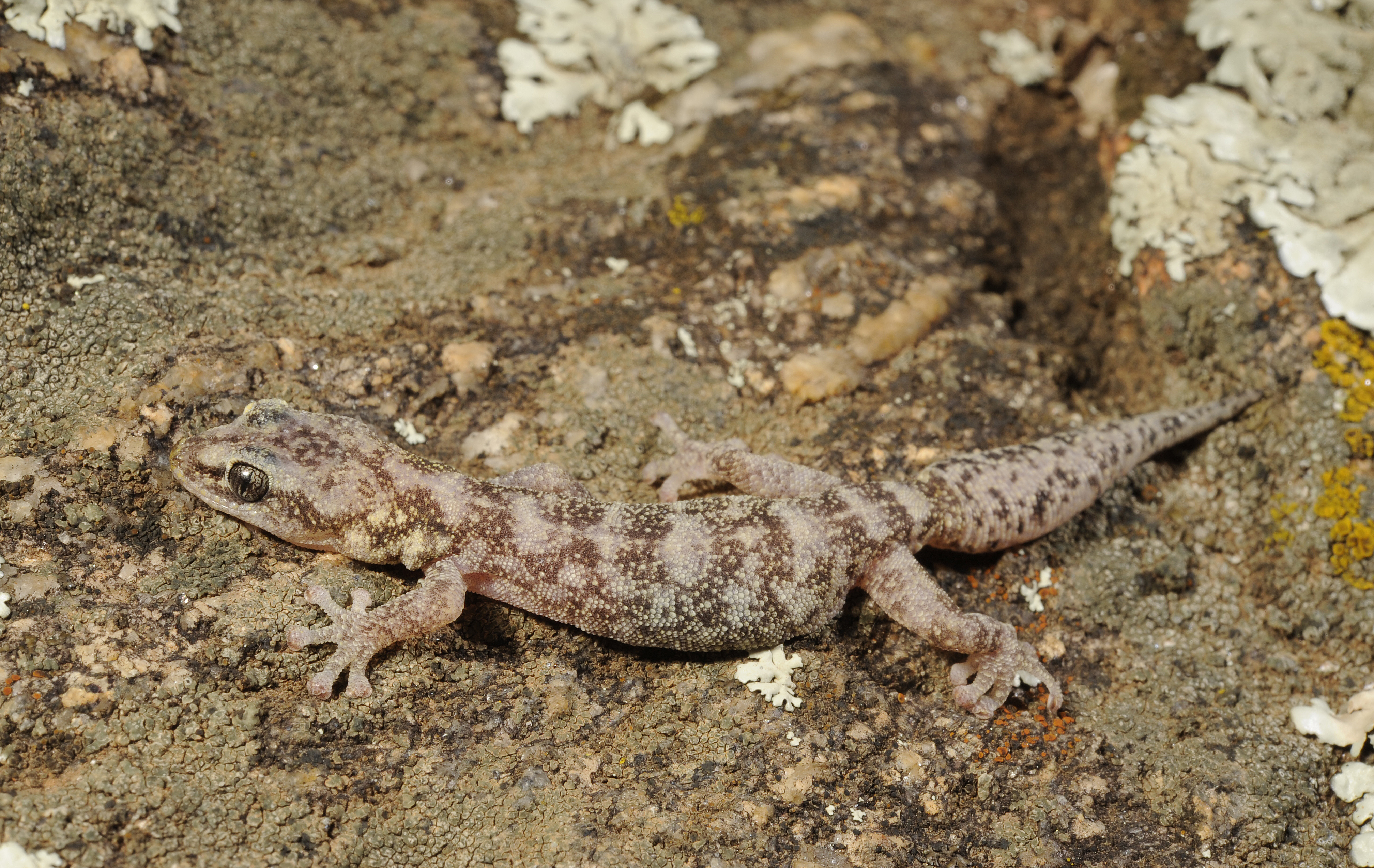
Phyllodactyle d’Europe.
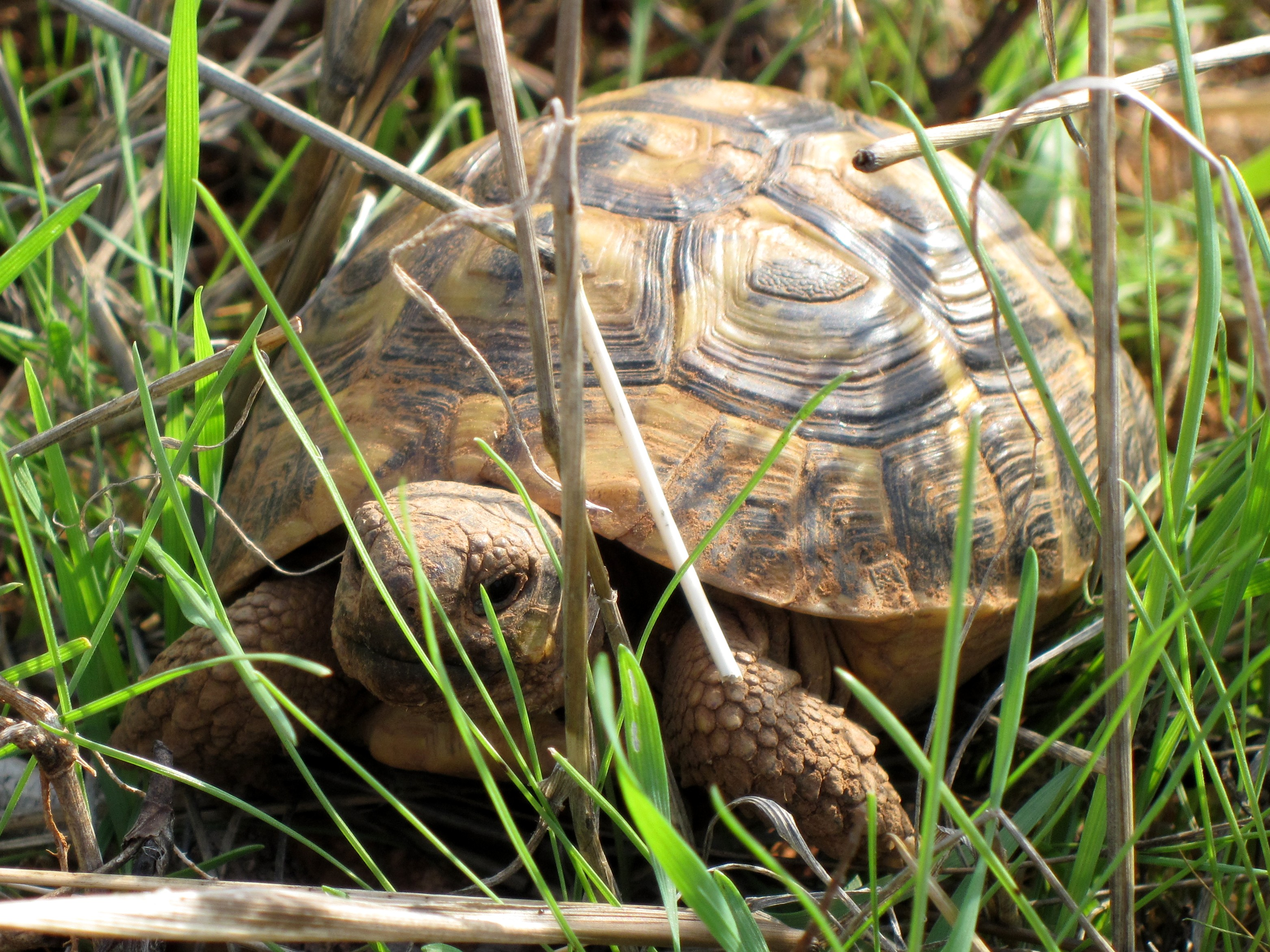
Tortue d'Hermann.

## Urbanisme

### Morphologie urbaine

Carte du domaine civil de l'île.

Selon le plan local d'urbanisme du 10 février 2017 l’île du Levant est portée en zone N. À ce titre « sont interdites toutes constructions nouvelles à usage d’habitation ». L'île, escarpée, est séparée en deux domaines par un haut grillage équipé de caméras de surveillance et surmonté de barbelés,.
Le domaine militaire définit le secteur Nm où toutes les constructions nécessaires pour la défense nationale sont autorisées. Il représente 949,84 ha — soit environ 94,8 % de la superficie l'île. Il abrite deux groupements de constructions au milieu de l'île. Ce sont le Grand-Avis — aussi dit Base-Vie — et la Madone — où se trouve le poste de commandement des tirs de la DGA Essais de missiles.
Le domaine civil — dit domaine naturiste d'Héliopolis — situé à l'extrémité nord-ouest de l'île, est dans un secteur Np où les constructions sont limitées aux seules installations portuaires. Il comprend deux parties. L'une est constituée des lotissements mitoyens d'Héliopolis et des Charbonnières — environ 31,29 ha — dominés par la batterie des Arbousiers à 118 mètres et l'autre, non construite, est constituée du domaine de Beauvalet et de la réserve des Arbousiers qui culmine à 138 mètres — environ 20,78 ha. Les voies s'organisent sous la forme de « corniches » suivant approximativement les courbes de niveau et de « montées » reliant les corniches entre elles. Une partie de leur trajet est en escaliers. Les sentiers côtiers donnent accès à l'unique plage du domaine civil, la plage des Grottes, et à des plaques rocheuses qui servent de solarium et qui sont parfois équipées d'échelles permettant la baignade. L'habitat, sans caractère uniforme, est majoritairement constitué de maisons individuelles, avec quelques établissements plus importants que sont les hôtels.

### Voies de communication et transports
Le caractère insulaire du lieu et sa complète dépendance vis-à-vis du continent donnent toute son importance aux accès maritimes. De façon caractéristique, sur l'île les véhicules sont prohibés dans la partie allouée aux civils.

#### Ports
Quatre points d'accostage peuvent être dénombrés mais leur accès aux civils s'est progressivement réduit.

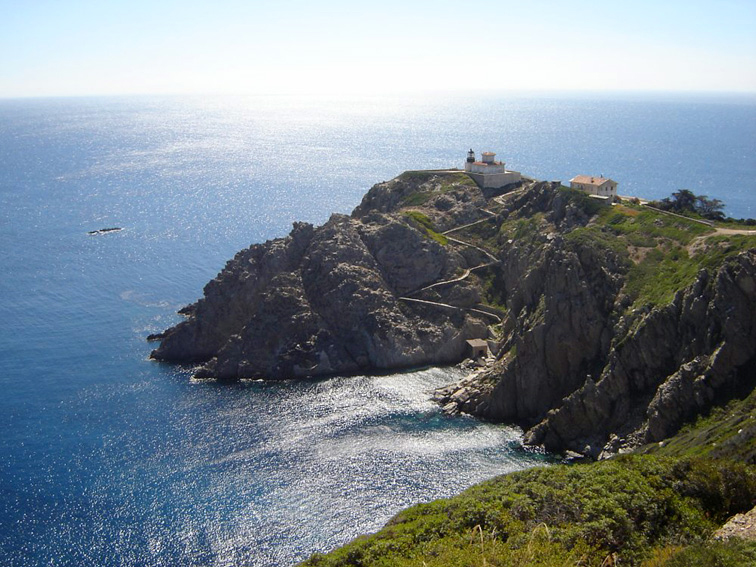
Phare du Titan desservi par le port du Titan vu depuis le sémaphore du Titan, en 2006.

En juillet 1531, François Ier mentionne « ung port appelé le Titoul ». Puis en 1652, Nicolas Sanson porte sur une carte, au niveau de la côte sud-est, le « p. du Titan ». La carte de Cassini dite de Toulon no 155, levée en 1778-1779, emploie exactement ce nom pour désigner l'abri. La calanque de l'île où il se situe, sur la côte sud-est, est dénommée depuis les années 1955 anse du Liserot. De nouveau, et toujours repéré par la tour du Titan, ce « port du Titan » est décrit dans un ouvrage à l'usage des marins en 1840 au même emplacement. Aucune infrastructure n'équipe alors « cette calanque ». Ultérieurement le champ de tir du Liserot est en partie délimité par cette anse où les infrastructures et les activités sont classées secret défense. Probablement depuis les années 1955, un appontement y est régulièrement entretenu rénové en 2022.
Il existe une autre calanque — dite de nos jours calanque du Phare — bordée par le cap Petit-Louis à l'extrémité est de l'île. Dans cette calanque est progressivement aménagé le port du Titan pour la construction en 1836 du phare du Titan puis il permet sa desserte,,.
Une annexe de ce port est rapportée dans la calanque Gardane « où l'on a édifié un embryon de jetée, qui permet à la chaloupe des ponts et chaussées d'atterrir » à l'abri des vents d'est. En 2011, lors d'une visite autorisée en zone militaire, l'abandon du port du Titan est constaté,.
Port Avis, orienté vers le nord, se situe sur la côte nord-ouest. Ce port est mentionné dans un document en occitan dès 1502 : « en lo puort que s’apella l’Avist ». En 1771, il est considéré comme un refuge utilisé par les pêcheurs ou pour les dessertes par les habitants. Il est également mentionné par la carte de Cassini dite de Toulon no 155, levée en 1778-1779, qui le nomme ainsi. En 1865, est construite une petite jetée en maçonnerie aux frais du comte de Pourtalès, qui doit ouvrir le port à tous les navires voulant y trouver refuge. Il est le seul abrité et en eaux profondes et reste le point de débarquement civil jusqu'aux années 1945. Pour fermer son côté ouest plusieurs coques sont successivement embossées comme brise-lames après le déclassement de navires. Au début des années 1950 une première coque est placée  il s’agit probablement de l'ex-pétrolier Lac Noir,, —. Puis de 1959 à 1966, lui succède celle de l'ex-contre-torpilleur Albatros (coque no Q 167),. Celui-ci fait place de 1966 au 5 juillet 1982, à l'ex-pétrolier-ravitailleur d'escadre La Baïse (coque no Q 418),. Vient ensuite, de juillet 1982 à 2009, celle également de l'ex-pétrolier-ravitailleur d'escadre La Saône (coque no Q 622). Après son remorquage à Brégaillon le 14 mai 2009,, se trouve depuis le 15 juin 2009 celle de l'ex-frégate lance-missiles Suffren (coque no Q 847),. Celle-ci ne doit rester en place que cinq à dix ans, cependant elle est prolongée deux fois dans ce rôle pour être remorquée le 12 juin 2023 à Toulon.
Son remplacement, envisagé début 2021 par la coque de l'ex-frégate antiaérienne Jean Bart (coque no Q 903), est effectif le 7 juillet 2023,. Progressivement, localisé en zone militaire, l'accès portuaire est restreint. Ainsi, alors qu'il est déjà interdit lors des campagnes de tir en 1951, il est ensuite définitivement fermé au trafic civil. Toutefois, par exception, il peut être accordé des dérogations notamment pour le transit de véhicules. Ce port est devenu exclusivement militaire. Il sert de port-base à quelques embarcations de la DGA — dont les deux navires-cibles Nahaura et Ness Thor,,. Sa desserte est réalisée depuis le port annexe de Port Pothuau, qui dépend du port militaire de Toulon, situé aux Salins d'Hyères. Deux types de navires assurent une liaison pluri-hebdomadaire. Celui de la Marine nationale, depuis le 7 décembre 1987, est le chaland de transport et de servitude Gapeau alors qu'une vedette civile est affrétée pour les employés de la base militaire.

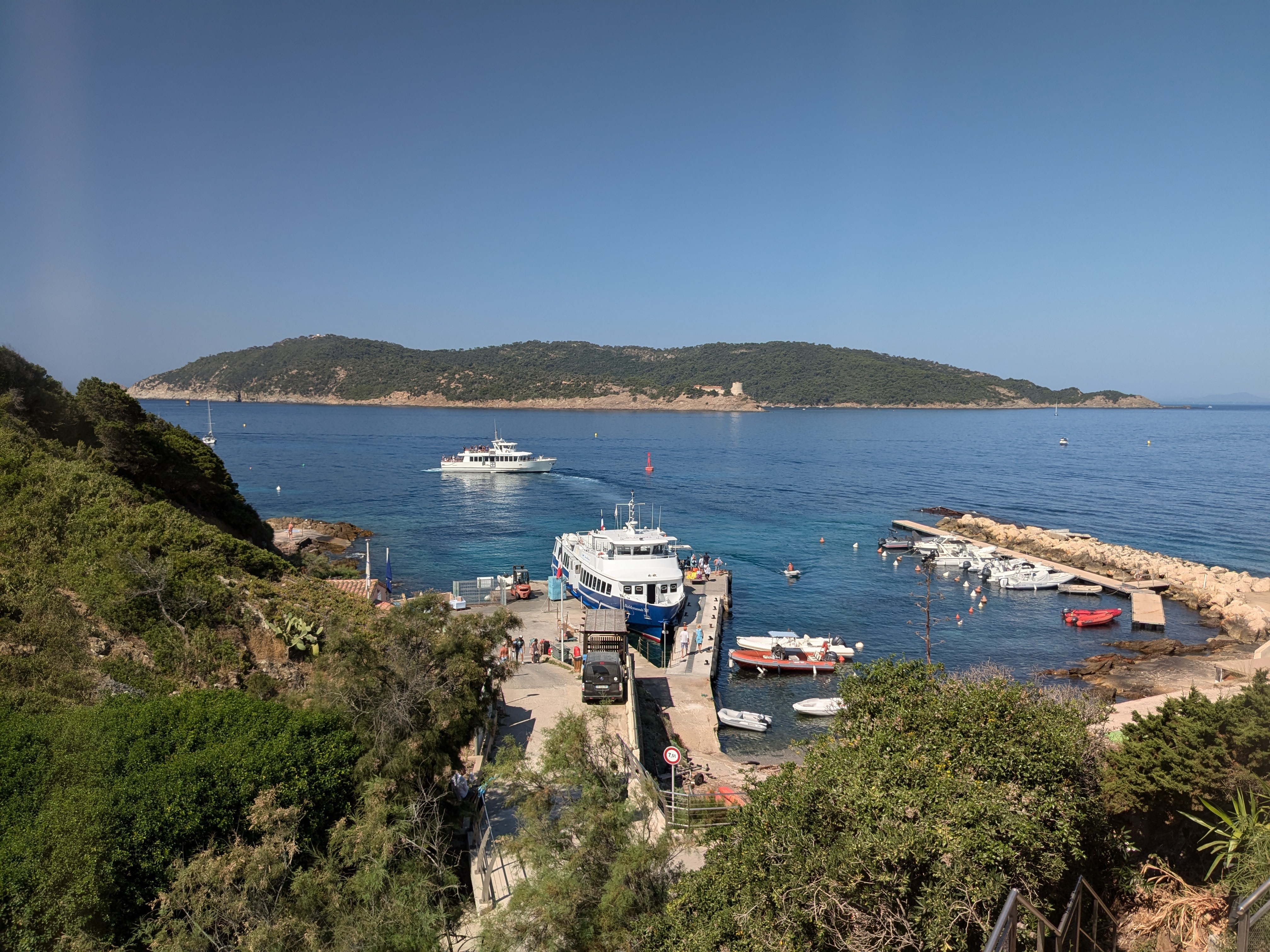
Ayguade du Levant. Île de Port-Cros en arrière plan. 20 juillet 2024.

L'Ayguade du Levant, ouvert au nord et l'ouest, est situé à la pointe occidentale.
Il s'agit du seul port qui reste accessible aux civils. À ses débuts, il ne s'agissait que d'un simple lieu d'accostage qui n'est pas mentionné comme tel en 1771 par les militaires alors qu'ils font état de « la Crottes » comme étant un abri
— vraisemblable actuelle plage des Grottes

.
De surcroît, même en 1912, le Service géographique de l'armée ignore le lieu sur sa carte d'état-major. En 1943, une petite jetée en bois est installée. Puis, afin de s'abriter du mistral, sont mis en place des brise-lames. En septembre 1948 il s'agit de la coque de l'ex-gabare à vapeur Polyphème,, puis est coulée le 3 juillet 1967 celle de l'ex-chaland-pétrolier Benzène, également à vapeur (coque no Q 415),,, qui est partiellement enrochée en 1986 pour constituer une digue qui touche la terre. Mais la protection n'est pas assurée notamment contre les vents du nord et de l'ouest. Ainsi en 2008, il n'offre en été qu'un refuge précaire à une vingtaine de bateaux de 3 à 7 m. Des projets sont élaborés pour abriter l’endroit dont le dépôt de brise-lames ou la construction d'un port ; projets qui restent sans suite. Progressivement la coque du Benzène ne fait plus qu'affleurer le niveau de la mer. L'accueil des bateaux de plaisance est facilité en 2016 par un ponton flottant démonté une fois la saison touristique passée. Cet accès ouvert aux civils reçoit les 21 000 passagers annuels. Par ailleurs 400 tonnes de marchandises transitent pour une capacité de stockage sur le quai limitée à cinq tonnes. Des liaisons régulières le desservent depuis le port du Lavandou et depuis le port Saint-Pierre d'Hyères via Port-Cros,.

#### À terre

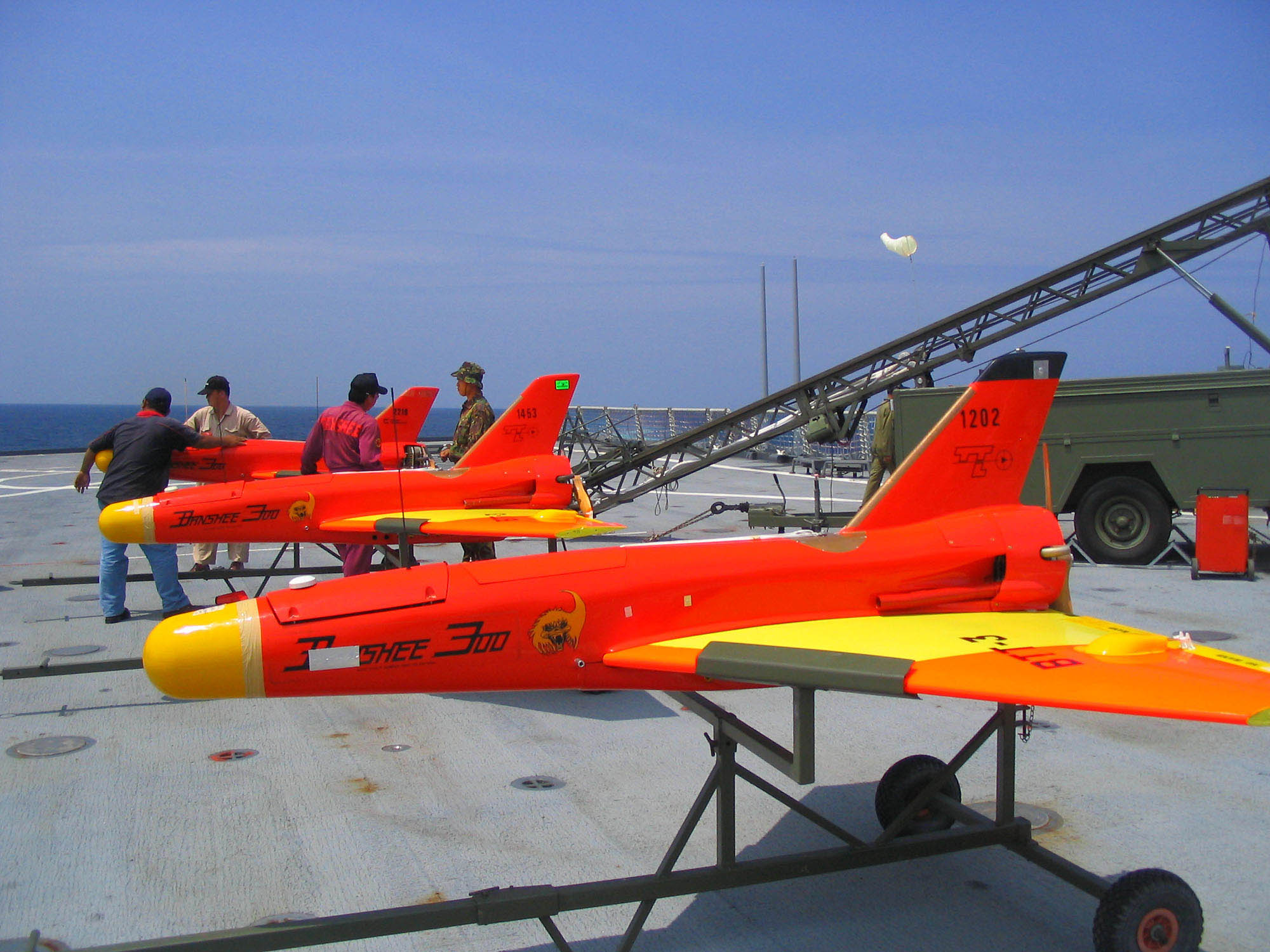
Banshees avec une rampe de lancement sur un porte-avions, en 2004.

À Héliopolis, hormis quelques véhicules utilitaires qui pour la plupart ne possèdent qu'une autorisation temporaire, la circulation est interdite. Cette spécificité est réglementée par des arrêtés municipaux,,,. Ainsi même les bicyclettes n'y sont pas autorisées — d'ailleurs, le relief très escarpé ne convient pas à cette pratique.
Sur le domaine militaire, la seule route se dédouble de part et d'autre de l'arête montagneuse centrale pour reprendre un caractère unique. Des bifurcations perpendiculaires permettent l'accès aux points névralgiques. Il existe une piste de 400 m initialement destinée à l'aviation. Au XXIe siècle, une hélistation y est situé,. Au bout de cette piste sont disposées des rampes de lancement pour deux types de drones-cibles — Banshee (200 km/h) et Mirach (900 km/h) — qui peuvent remorquer, jusqu'à des vitesses subsoniques, des traceurs à l'aide de câbles de plusieurs kilomètres,. À l'extrémité est de l'île, se trouve une hélisurface.

### Projets d'aménagement
La sécurisation du port de l’Ayguade est une priorité pour la population civile dont l'accès depuis 1955 au domaine militaire est de plus en plus difficile. Dès cette date, il s’agit d’une préoccupation du maire d'Hyères qui fait appel au secrétaire d'État à la Marine,. Néanmoins, l'autorité militaire autorise encore l'utilisation de Port Avis en cas de mauvais temps et donc elle s’oppose à l’aménagement du port de l’Ayguade du Levant qui risque de développer le tourisme dans la partie civile de l'île. Malgré tout, toujours la même année, le maire décide pour la desserte de ses administrés, de construire un véritable port,,,. Ce projet à peine débuté n’est pas mené à son terme. D'autant que désormais il s'agit du seul accès pour les civils, de nouveau en 1993, il est nécessaire d'abriter l’endroit car la coque du  Benzène, renforcée par une digue, ne joue plus son rôle. Cette année-là, la Marine nationale propose de nouveau une coque pour servir de brise-lames. Une première est réfutée de même que celle du sous-marin Dauphin (coque no Q 694),,,. Plus tard, en 2007, un projet prévoit toujours un port, mais il ne se réalise pas. En 2011, il semble que l’accord s'établisse sur de nouveaux plans mais l'ensemble demeure sans suite. Il apparaît que la difficulté, au-delà du changement d’entités administratives chargées du dossier, est celui du financement. Après sept ans, le 5 mai 2018, se tient de nouveau une réunion qui envisage l’aménagement d’un port en 2020,. Puis le 20 octobre 2022 s'ouvre une « enquête publique portant sur la demande d’autorisation environnementale ».
Dès la construction d'Héliopolis, l'approvisionnement en eau douce est une préoccupation. En 1997, est réalisée une étude d'alimentation en eau potable des trois îles d'Hyères par conduite sous-marine — le fractionnement des travaux pour chacune d'elles élève le coût. L'île du Levant doit être alimentée soit depuis la presqu'île de Giens via l'île de Porquerolles puis l'île de Port-Cros, soit depuis le cap Bénat via l'île de Port-Cros ou directement. Cette étude reste sans suite. Puis en 2008, « un projet d’usine de désalinisation est à l’étude en lien avec l’aménagement du port. » Ce projet reste sans suite.

### Risques naturels et technologiques

Tout feu est interdit sur l'île.

Le risque de feu est une préoccupation majeure dès l'origine, d'autant que l'eau est rare. Il figure dès 1931 dans le règlement intérieur du domaine d’Héliopolis, de même en 1934 quand le syndicat administrant l'île met en garde les copropriétaires contre ce danger. Tel est l'un des motifs pour lequel la Marine nationale ne renouvelle pas, le 5 février 1955, un bail de location de terrain à la municipalité d'Hyères pour le camping des Grottes. D'autre part, le littoral, avec ses côtes rocheuses, présente un risque d'écroulement — de fait, l'affaissement de la roche du 15 juillet 1984 provoque un tué et deux blessés. Enfin, il existe un risque lié au transport de matières dangereuses sur le site de base de la Marine nationale. Tous ces éléments se trouvent en 2009 exposés dans le document d'information communal sur les risques majeurs.
La prise en charge des risques est réalisée par la compagnie des dix-sept marins-pompiers de l’île du Levant,,. Selon l’organigramme de 2017, celle-ci fait partie du département sécurité incendie, de la division gestion du site Méditerranée auquel est rattaché le site Méditerranée de la direction générale de l'Armement Essais de missiles (DGA EM). Une convention quadripartie, renouvelée en 2022, d’assistance mutuelle lie le site, la DGA EM, le service départemental d'incendie et de secours du Var (SDIS 83), et la préfecture du Var. Ainsi, les marins-pompiers de l’île du Levant peuvent intervenir hors du domaine militaire et réciproquement ils peuvent faire appel au SDIS 83.

### Qualité de l'environnement
Le 22 mai 2017 Héliopolis déclare, selon un acte signé par le syndic, le principe d'un développement durable. L'objectif est d'obtenir à terme un label qui la fédère aux petites îles localisées en Afrique de l'Ouest, dans l’océan Indien, en Europe et en mer Méditerranée retenues par l’association Small Islands Organisation (SMILO).
Le 11 février 2020 est signée une convention avec la Ligue pour la protection des oiseaux Provence-Alpes-Côte d'Azur pour la gestion conservatoire et les animations pédagogiques de l'Espace naturel protégé des arbousiers. Il s'agit d'une part de créer des nichoirs, une observation des oiseaux, etc. d'autre part de sensibiliser aux volatiles.

## Toponymie

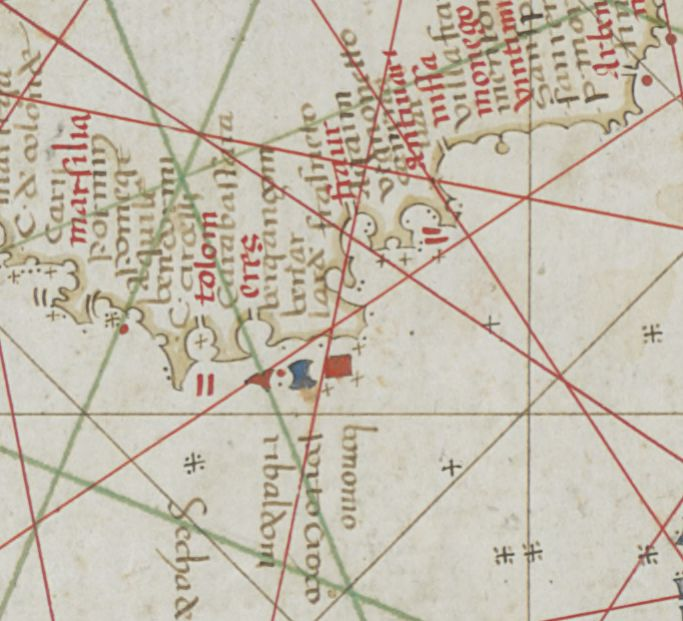
Bonomo désigne sur ce portulan l'île du Levant. Grazioso Benincasa, en 1466.

Dans les terres de longue implantation humaine le toponyme connait une évolution progressive. Les changements complets de celui de l'île marquent la discontinuité de l'occupation humaine et en conséquence la nécessité de la renommer.
Strabon, Pline l'Ancien et Ptolémée désignent les îles d’Hyères comme les Stoechades. Ces îles sont alignées et Στοιχάδες (stoichade) signifie en grec ancien « rangées en ligne ». Cet archipel comprend l’île du Levant alors dénommée par ces auteurs grecs et romain du Ier siècle Φίλα (Phila). Cette appellation ne s'est pas perpétuée sous une forme ou une autre.
Au début du XIIIe siècle un document recense les biens du diocèse de Toulon et mentionne l'« insula de Cabo ros ». Toujours au Moyen Âge, en 1302, le sénéchal des comtés de Provence et de Forcalquier, fait établir un farot sur l'« Insula de Cabaros ». Un autre acte porte la mention « Cabo Russi ». Il s’agit d'une donation le 31 juillet 1348 de Jeanne Ire  à Jacques de Galbert. Ce don comprend Brégançon et des îles qui en dépendent. Celles-ci sont approximativement situées, ce qui permet à Honoré Bouche d’écrire : « Insula de Cabaros, vray-semblablement elle doit estre l’isle du Titan ». « Cabaros » pourrait être une allusion topographique à la pointe orientale de l'île. Cette extrémité porte la mention « C de Rousse » sur une carte de 1652 de Nicolas Sanson, puis la carte de l'IGN de 1978 note « cap Roux » alors qu'actuellement cette extrémité est nommée « cap de Calle-Rousse ».
À la fin du XIIIe siècle, un portulan italien nomme l'île du Levant « isola de boni homeni » (« île des bons hommes »). Dans le premier quart du XVIe siècle Piri Reis dans son كتاب بحرية (Kitâb-ı Bahriye) indique que l'appellation est « « Bon Omu » ce qui veut dire « Bon homme » ». De même un atlas nautique de Louis XII de la fin du XVe ou du début du XVIe siècle fait mention de l’« Isle Des Bons Hommes ». Ceci rappelle probablement qu'elle est occupée par des religieux,.

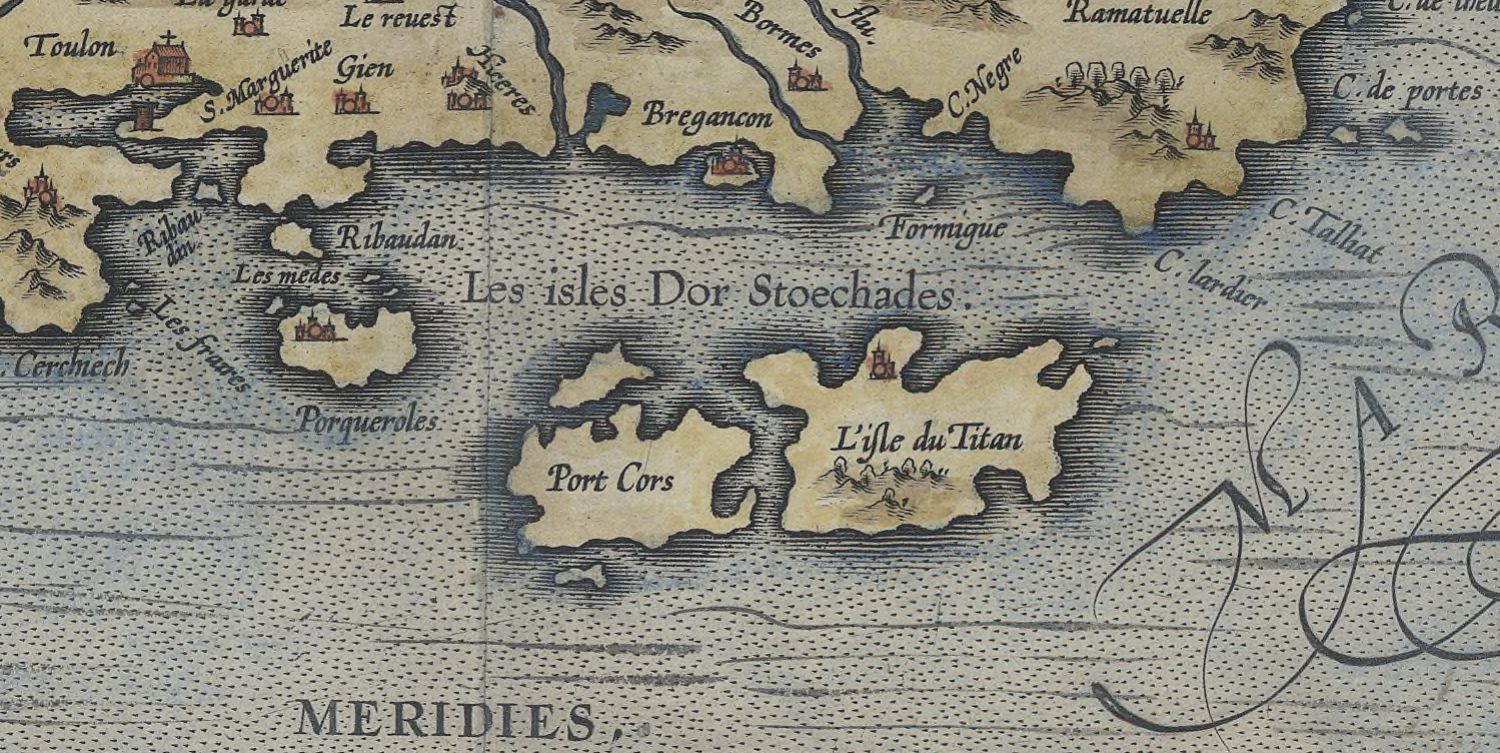
Première attestation d'isle du Titan, en 1594.

En 1501, un document en occitan indique : « aquest vendres matin son intradas dos fustas en las illas et sy sonmessas al Titol, ».
Peu après, deux dénominations toponymiques sont employées par François Ier en 1531 alors qu’il décrit l’île : « et la tierce appellée, l’isle du Levant, ou est assis un port appelé le Titoul. » Par ailleurs en 1537, le récit d’une expédition stipule : « l'armée déploya la voile au vent des isles de Marseilles, passa à Tholon et isles d'Or, du costé de levant nommé le Titoul. » La première attestation d’« isle du Titan » est notée en 1594 sur une carte de la Provence de Pierre-Jean Bompar,,. Puis en 1652, la carte de Nicolas Sanson mentionne deux noms « I. de Levant ou du Titan ». Le premier fait référence à la situation géographique au sein de l’archipel. Enfin, la carte de Cassini dite de Toulon no 155, levée en 1778-1779 porte deux noms « isle du Levant ou du Titan » et y fait état de la « tour du Titan Rnée ».
Il existe une série de noms communs occitans issus du latin titulus, comme títol, titoulet, etc. qui peuvent avoir les sens de « marque, signe, enseigne », éventuellement « monument » et dont l'emploi au sens topographique est avéré dans la microtoponymie des pays occitans ainsi en témoigne « le Titoul », lieu-dit à Bagat-en-Quercy. Étant donné l'antériorité des mentions Titoul sur la dénomination Titan, ce dernier doit être une altération du premier. Elle a dû subir l’attraction analogique de la finale -ant de Levant, motivée par l'existence du nom propre Titan qui a du sens en français, comme en occitan. De nos jours l'île porte les deux noms : île du Levant, car il s'agit de la plus à l'est de l'archipel, et moins fréquemment île du Titan,.
Héliopolis est issu du grec ancien Ἡλιούπολις — soit Ἥλιος (Hếlios) et πολις (polis) — et signifie littéralement « ville d’Hélios » ou « ville du soleil ». Durant l'Antiquité, les Grecs adorent les divinités liées au soleil dans la ville d'Héliopolis — devenue égyptienne sous le nom de في الهير غليفية (Aîn-ech-Chams) (« Œil-du-soleil »). En 1931, André et Gaston Durville donnent ce nom au village, choisi au regard de l'importance qu'ils accordent à l'héliothérapie.

## Histoire

### Préhistoire et Antiquité

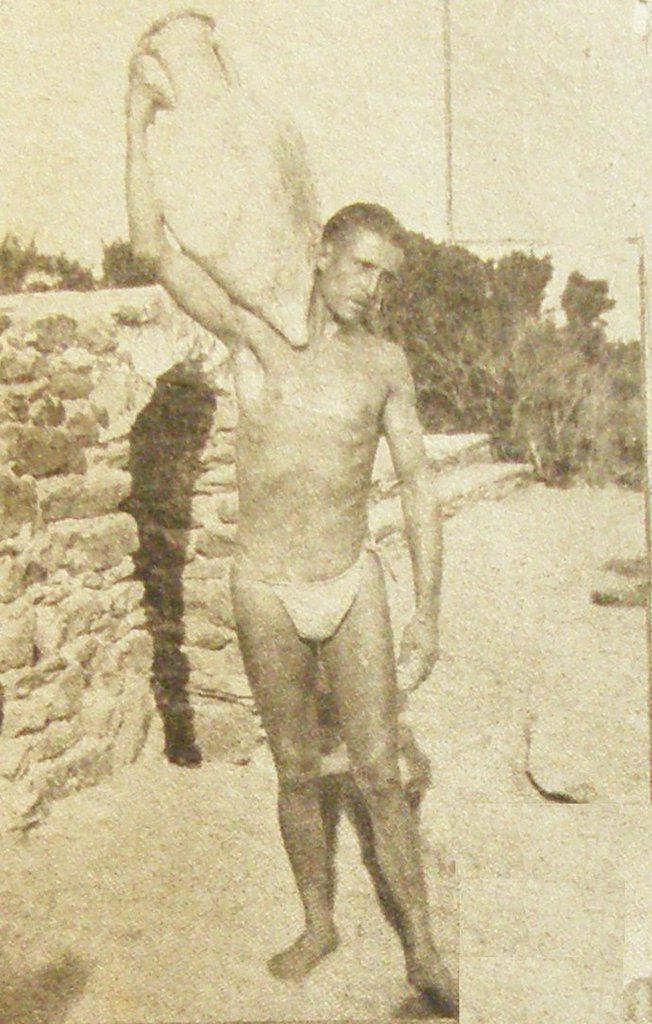
À l'île du Levant, un naturiste transporte une vieille amphore trouvée dans la Méditerranée. Paru en 1934.

À l’âge du bronze ancien (1800 à 1400 av. J.-C.), des gisements au Petit Avis  attestent du passage intermittent de l’homme. Puis à l'âge du fer, dans l'anse du Liserot, au VIIe siècle av. J.-C. l'occupation reste transitoire. Elle n'y devient permanente que du VIe au Ve siècle av. J.-C.. Puis, après une période d'abandon, de nouveau le lieu est occupé au Ier siècle av. J.-C. ainsi qu'en témoignent les vestiges de maisons, de la vaisselle ligure et grecque ainsi que des témoins de consommation de vin de Marseille,. Au Ier siècle, sans précision quant aux îles habitées, les Massaliètes — Grecs de Marseille — possèdent les îles d'Hyères et y entretiennent une garnison. Sur l'île du Levant aux Ier et IIe siècles, il existe des témoignages archéologiques relatant une activité agricole.
Par ailleurs la cargaison de l'épave Héliopolis 2 / Nord Levant, datée de 160 à 150 av. J.-C., témoigne de la fréquentation des eaux. Ce chargement est retrouvé à quatre vingt mètres de fond au nord-ouest de la pointe du Grand-Avis. Parmi cet ensemble, les amphores gréco-italiques sont probablement recyclées pour le transport de la poix,. Toujours au Ier siècle av. J.-C., se trouve l'épave Grand Avis à dix mètres de profondeur dans la baie du Grand-Avis au nord de l'île du Levant. Il s'y trouve notamment 
des amphores vinaires — Dressel 1B —. Plus tard en 50 av. J.-C., l’épave du Titan indique toujours une voie maritime. Ce navire de commerce de 20 à 25 mètres à fond plat transporte entre autres environ sept cents amphores de Bétique pour les produits dérivés du poisson — Dressel 12 — lors de son naufrage à environ 200 mètres à l'est-sud-est de la tourelle de l'Esquillade,,. L’épave Héliopolis 1 dont la cargaison, très majoritairement d'amphores, est datée de la toute fin du IIIe siècle ou du début du IVe siècle, se situe à 200 m au nord-ouest de la pointe des Arbousiers. Ce chargement est estimé à sept cent vingt amphores cylindriques du Bas-Empire romain, d’origine africaine (Byzacène). Elles contiennent du salsamentum ou du vin. Il est probable que ce navire de 14 mètres est au mouillage pour faire aiguade sur cette voie commerçante,.

### Moyen Âge

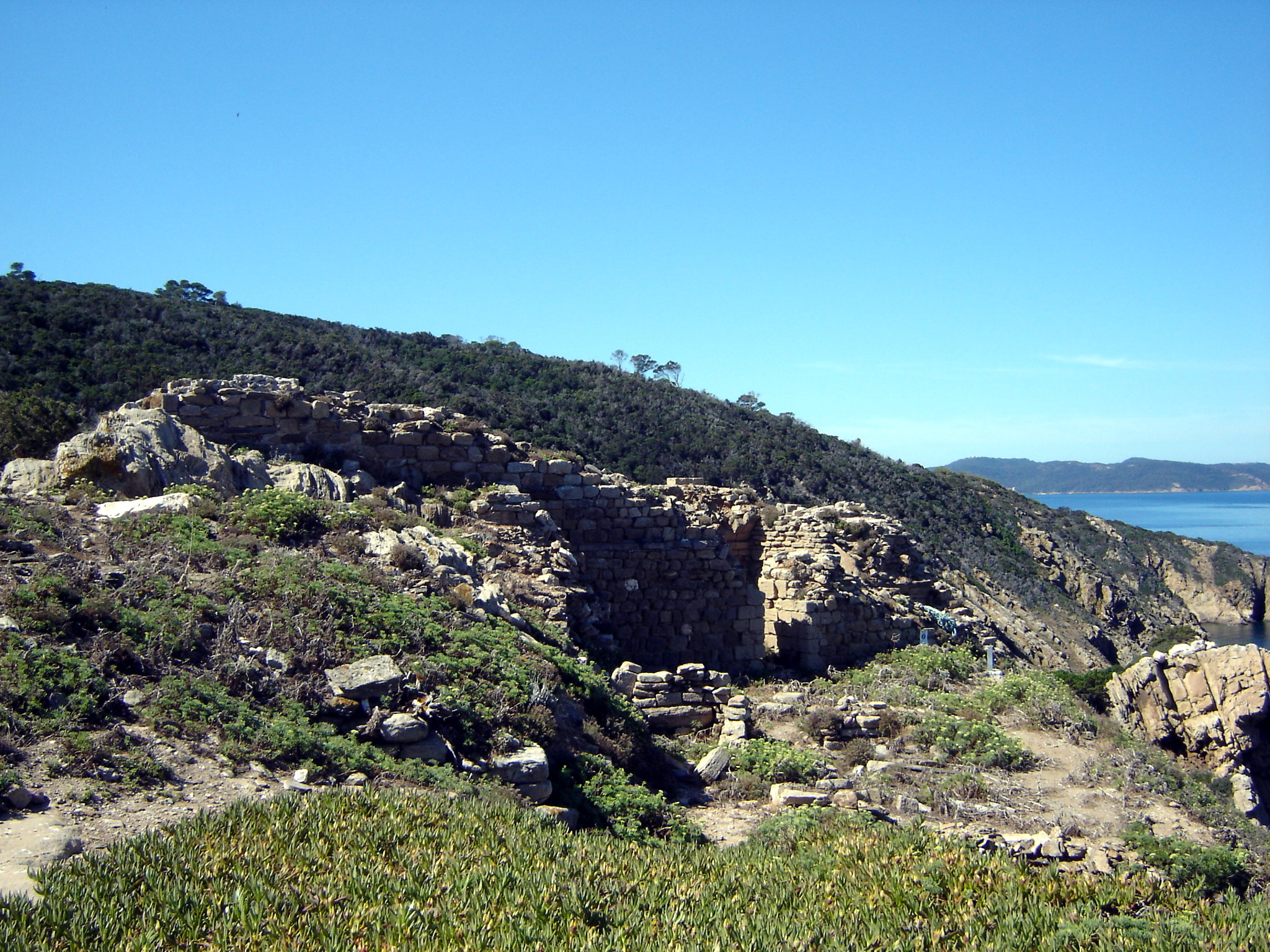
Ruines au Castelas, en 2006.

La présence de moines est formellement attestée au Ve siècle sur les îles d'Hyères et un monastère existe au XIIe siècle.
L'île en cause est sujette à discussion d'autant qu'un « ancien monastère » est mentionné mais… sur l'île de Porquerolles par la carte de Cassini. Cependant les archéologues s'accordent, en définitive, pour retenir l'île du Levant comme siège de l'édifice. « Le Castelas, site fortifié médiéval, est le seul qui, par la présence d'une chapelle, a un caractère religieux. » Le lieu de culte ne suffit pas pour affirmer un monastère, mais la structure modeste de la construction — qui comprend quelques tessons de l'Antiquité tardive — et le caractère isolé de l'île s'accordent bien avec les Conférences que Jean Cassien dédie aux anachorètes vers l'an 420. Enfin ce gisement médiéval correspond bien à la description qui en est faite dans un texte de 1199.
Donc au Ve siècle, les préfaces des deuxième et troisième recueils des Conférences nomment quatre ermites. Ils fréquentent le Castelas répertorié dans la base Mérimée. Celui-ci comprend une chapelle au sein de fortifications,, avec, à proximité, deux tombes,,. À environ un kilomètre, au Coucousson, se trouvent quelques ruines nommées le couvent des moines noirs — dont la datation n’est pas établie. L’île avec ses ressources agricoles, qui parviennent aussi à Hyères, est un grenier de l’abbaye de Lérins. Il n’existe aucune trace archéologique connue indiquant qu’entre le Ve et le XIIe siècle le site soit occupé.
Vers 1150, un monastère, qui dépend de l’abbaye du Thoronet, est fondé. Ces moines appartiennent à l’ordre cistercien. En 1160, ils sont victimes d'un raid de pirates qui les pillent et les vendent comme esclaves. En 1169, des chanoines réguliers de saint Augustin relèvent l’établissement alors placé sous l'autorité directe du Saint-Siège. Mais en 1198 l'abbé du Thoronet veut ramener le monastère sous sa dépendance en lui faisant adopter la règle cistercienne. Il obtient dans un premier temps un parjure par la force. Mais le pape Innocent III, selon une bulle pontificale du 10 juin 1199, condamne la tentative et rétablit la règle de saint Augustin,. Après le XIIIe siècle il n’existe plus de mention du monastère ou d'occupation de l'île.
Il est établi que l'île appartient initialement aux vicomtes de Marseille avant d'appartenir à la ville seule. Puis Charles Ier d'Anjou, devenu comte de Provence, fait perdre à Marseille son autonomie en 1257 avec les Chapitres de paix. Enfin par testament du 10 décembre 1481, Charles III de Provence lègue à son cousin Louis XI ses États. Le roi de France devient alors comte de Provence, et l’île du Levant passe sous sa dépendance.

### Temps modernes

Blason de Bertrand d'Ornézan, premier marquis des îles d'Or.

Sur les côtes du comté de Provence et notamment sur celles des îles d'Hyères, la piraterie est extrêmement répandue depuis plusieurs siècles sans que les propriétaires du territoire puissent y mettre fin. Certes les barbaresques sont en cause mais ils ne sont pas les seuls et les marins italiens ou de Gênes participent aux forfaits. Les actes de pillage se joignent à la capture des habitants, qu’il s’agisse d’hommes, de femmes ou d’enfants, pour la revente comme esclaves. Ce fléau est rappelé en 1531 par la population d’Hyères à François Ier. Par lettres patentes, pour essayer d’y mettre un terme, il érige le marquisat des îles d'Or — ysles d'Or — le 17 juillet 1531. Celui-ci comprend l'île de Bagaud, l'île de Port-Cros et l'île du Levant. Il en fait don à Bertrand d'Ornézan en remerciement des services rendus. Parmi les faits d'armes de ce marin, général des galères, figure la défaite de la flotte de Charles Quint devant Toulon. L'impôt royal étant supprimé, libre à lui d’y percevoir les rentes et d’y instaurer la justice. En fait ceci est assorti de plusieurs conditions au-devant desquelles se trouve celle de fortifier rapidement le nouveau marquisat. Pour ce faire, il lui est loisible de procéder au peuplement avec des criminels extraits des geôles — hormis ceux qui sont accusés d’hérésie, ont commis un crime de lèse-majesté, etc. Une redevance est due à la couronne sous forme annuelle de dix mailles d'or et, lors des mutations, d’un faucon. En réalité aucune fortification n'est élevée et dans une lettre de confirmation d'érection du marquisat, Louis XIII rappelle le 22 mai 1624 cette obligation pressante. Treize propriétaires de l'île, avant la révolution, sont connus puis le marquisat tombe en désuétude.
En 1744, les Anglais — qui demeurent des ennemis potentiels — proposent d'acheter les îles d’Hyères dont celle du Levant. L'offre fait débat mais finalement elle est rejetée en raison de la menace militaire qu'elle fait peser sur l'activité commerciale exercée sur les côtes de Provence.
Le naufrage de la Slava Rossii, le 3 novembre 1780 à la pointe du Russe,,,,, témoigne d'une voie de navigation fréquentée. Ce vaisseau de ligne de trois-mâts et 66 canons de la Marine impériale russe appartient à une escadre en provenance de Kronstadt qui, après escales, se dirige vers Livourne. À la suite d'une erreur de navigation, de nuit et par mauvais temps, la roche surgit et immédiatement l'ancre est jetée en catastrophe mais les attaches se rompent. Le navire fait naufrage et met en péril les 446 marins. Hormis onze malades coincés dans l'infirmerie, ils sont tous sains et saufs après l'intervention des Hyèrois,.

### Révolution française et Empire
En 1793, après le siège de Toulon, les Anglais se replient et occupent l'île du Levant. Ceci s'accompagne du pillage de cultures jugées importantes et de la fin du prieuré des frères de la Sainte-Croix qui s'y sont installés.
En 1811, la flotte anglaise menace toujours la France. Napoléon Ier estime que « la prise de ces îles [celles de la rade d’Hyères], indépendamment du tort maritime et militaire, ferait plus de vingt millions de dommage à la Provence et à Gênes » en interdisant la navigation côtière. Le mouvement de la flotte adverse « aura fixé l’attention sur ce point important » et, « l’ennemi ayant évacué la rade », il se trouve libre d’en assurer la fortification. Certes « l’île du Levant est d’un petit intérêt » en elle-même, mais le fort de Port-Man, sur l’île voisine de Port-Cros, qui constitue un élément de défense, peut être protégé par ses feux. L'État ayant acheté au début de 1802 et de 1804 un terrain de 64,9 hectares, il prévoit sur l'île du Levant un système défensif avec deux postes d'artillerie. L'un possède une tour de modèle no 1— actuelle batterie des Arbousiers — et l'autre une tour de modèle no 3 — dite tour du Titan. Durant la période des travaux, auxquels il alloue 100 000 francs, il ordonne la présence de 1 000 hommes commandés par un colonel avec des canons, une fois ceux-ci terminés seuls 100 hommes doivent suffire. Il prévoit enfin la possibilité de transports avec Port-Cros.

### Époque contemporaine

#### XIXesiècle
Le 16 vendémiaire an V (7 octobre 1796), un Génois, Jean-François Gazzino, achète à Simon de Savornin de Saint Jean l'île du Levant. En 1817, il construit sur l'île voisine, à Port-Man, une usine pour produire de la soude. Celle-ci permet la fabrication du savon de Marseille. À cette date, la production est extrêmement coûteuse en énergie et nécessite l'emploi de fours. Ceci est à l'origine d'une déforestation complète pendant presque vingt ans.
Le 1er janvier 1834, le brick Marsouin de la Marine royale — armé de 12 caronades de 18 livres et 2 canons de 6 livres —, victime d'une légère voie d'eau tente sous un fort mistral de gagner un abri dans la baie d’Hyères. Mais le trois-mâts manque à virer, il essaie de mouiller cependant les attaches des deux ancres rompent et il s'échoue à proximité de la plage des Grottes. L'équipage et les soixante-quinze militaires rapatriés d'Alger une fois sur l'île ne peuvent qu'assister à la dislocation du bâtiment,,. Ce naufrage témoigne de la fréquentation importante des voies maritimes menant à Toulon. Les mises en service du phare du Titan en 1837 et du sémaphore du Titan en 1863 n'influencent pas l'histoire de l'île mais témoignent aussi de cette situation particulière. Il s'agit de l'île de la rade d'Hyères la plus à l'est et presque la plus au large. Pour les navires, la côte est annoncée par cette première terre alors balisée puis avec laquelle il est possible de communiquer.

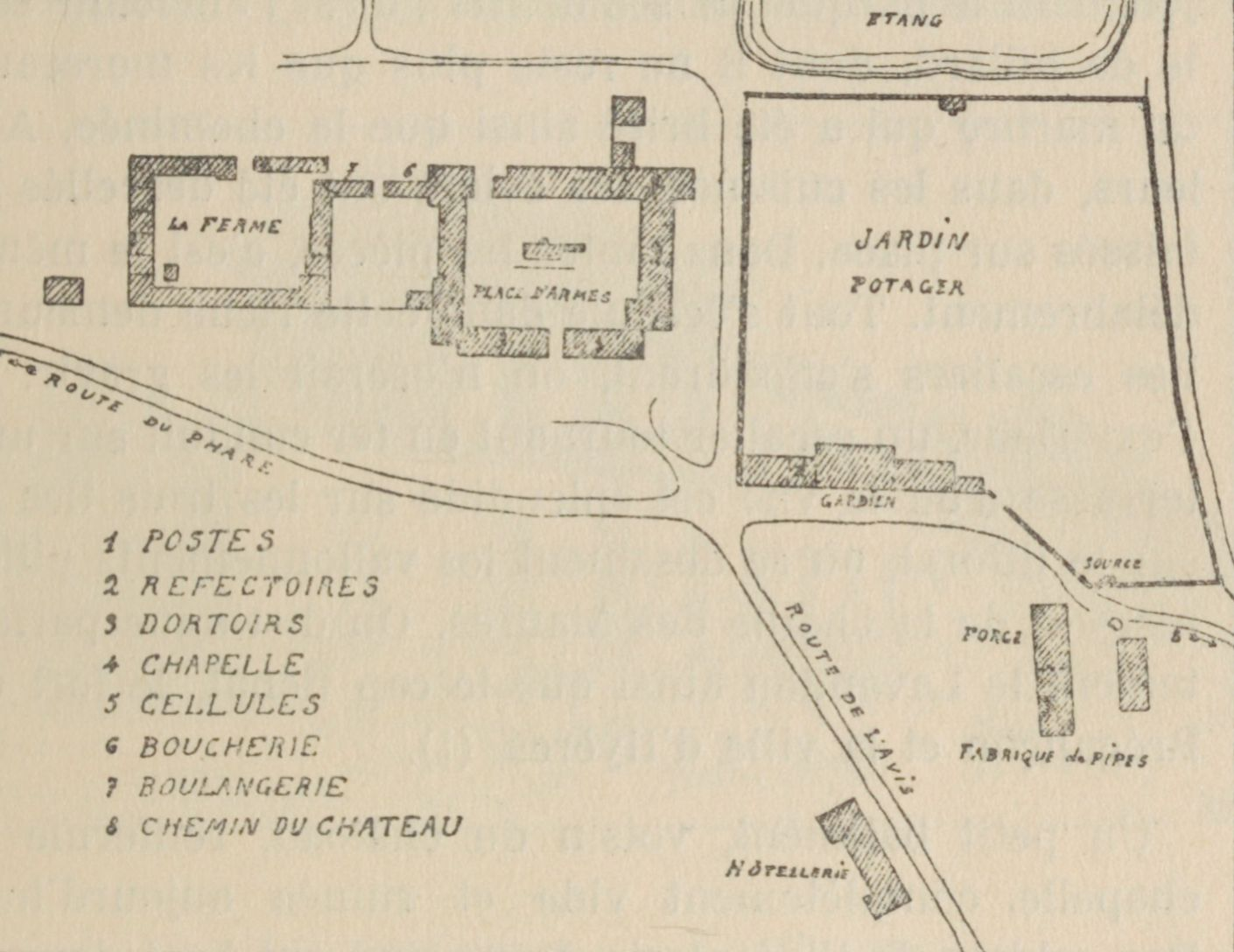
Plan du pénitencier.

Après le décès de Jean-François Gazzino, Antoine Pascal propriétaire-négociant achète aux enchères le 5 juillet 1838 l'île du Levant pour 70 000 francs qu'il ne garde que transitoirement,. Puis succèdent divers propriétaires. Le 6 août 1857, un citoyen suisse, le comte Henri de Pourtalès l'achète à Melchior de Grivel. Le 8 janvier 1861, il est autorisé à y créer une colonie pénitentiaire. Ces lieux sont destinés aux jeunes détenus condamnés à un emprisonnement  de plus de six mois et qui n'excède pas deux ans ainsi que les acquittés ayant agi sans discernement, mais non remis à leurs parents,. Toujours selon la loi, ces mineurs sont « élevés en commun, sous une discipline sévère, et appliqués aux travaux de l'agriculture, ainsi qu'aux principales industries qui s'y rattachent. Il est pourvu à leur instruction élémentaire. » L’idée du législateur en créant les colonies pénitentiaires est de rééduquer les jeunes délinquants, pour la grande majorité coupables de mendicité ou de vagabondage donc issus de milieux pauvres voire sans parents, par des travaux agricoles dans un cadre régi par des règles sociales et religieuses. Ainsi, la colonie agricole pénitentiaire de sainte Anne nait,. Les 148 premiers détenus arrivent le 23 mars 1861 et cette main d'œuvre gratuite atteint presque trois cents individus le 28 septembre 1866. L'agriculture est orientée vers la viticulture, avec un vignoble de 40 ha — vin du Titan —, et la fabrication de pipes de bruyère. Ceci suppose d'arracher des souches de bruyère, d'ébarber des racines, de débiter des ébauchons et enfin de lustrer les pipes sur des tourets à polir. Ces tâches s'effectuent dans des conditions de vie difficiles dues à une nourriture frugale, des vêtements en haillon, une hygiène approximative sur un fond de brimades constantes. Des tentatives d'évasion ont lieu ainsi qu'au moins cinq révoltes.

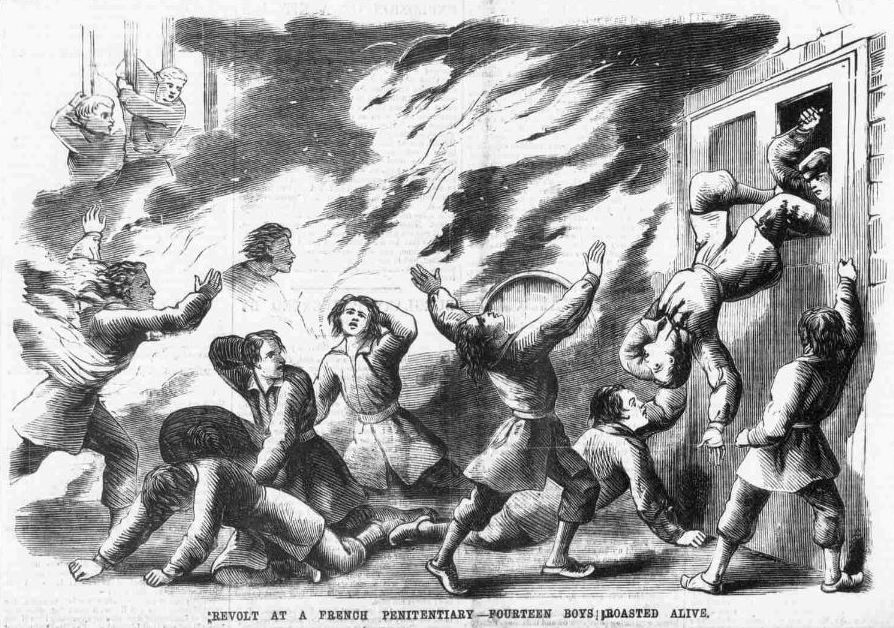
Les espies brûlés vifs selon The Illustrated Police News de 1867.

Le 2 octobre 1866, éclate une révolte tragique au cours de laquelle treize enfants sont brulés vifs. Ceci se déroule quatre jours après l'arrivée de 65 nouveaux en provenance de la colonie horticole de saint Antoine proche d'Ajaccio. Cet établissement, qui vient de fermer, est la colonie correctionnelle destinée aux insoumis des colonies agricoles. Cet apport représente un accroissement soudain de 23 % des 283 résidents préalables. Dès leur arrivée de nombreux « Corses » refusent de travailler. Dans cette ambiance, prenant pour prétexte une mauvaise nourriture, une nuit, après l’extinction des feux, avec force cris les dortoirs sont saccagés. Puis les geôles où se trouvent des camarades punis sont ouvertes. Ensuite les magasins de vivres sont pillés et les révoltés, munis de pioches et de couteaux, s'enivrent. Finalement treize présumés « espies » (mouchards) sont enfermés dans l'un des magasins auquel est mis le feu. L'ensemble se déroule alors que les gardiens, pourtant armés de sabres et de fusils, et autres adultes n'osent pas intervenir hormis le gardien du sémaphore qui, poussé dans une tranchée, a une jambe cassée et assiste impuissant au drame. Le 4 octobre, acheminés par la gabare à vapeur Robuste, le sous-préfet, le procureur impérial, un juge d'instruction et le capitaine de gendarmerie à la tête de 14 gendarmes appartenant à deux brigades de gendarmerie ainsi que  70 hommes de troupes de ligne d'une section d'infanterie coloniale arrivent et l'ordre est rétabli,. Le procès en assises de seize participants est très largement retranscrit dans la presse nationale et anglo-saxonne à partir des données fournies in extenso par Le Droit et la Gazette des tribunaux. Il en résulte quatre condamnations à des travaux forcés à perpétuité, dix peines de détention allant de 3 à 10 ans et deux acquittements,,.

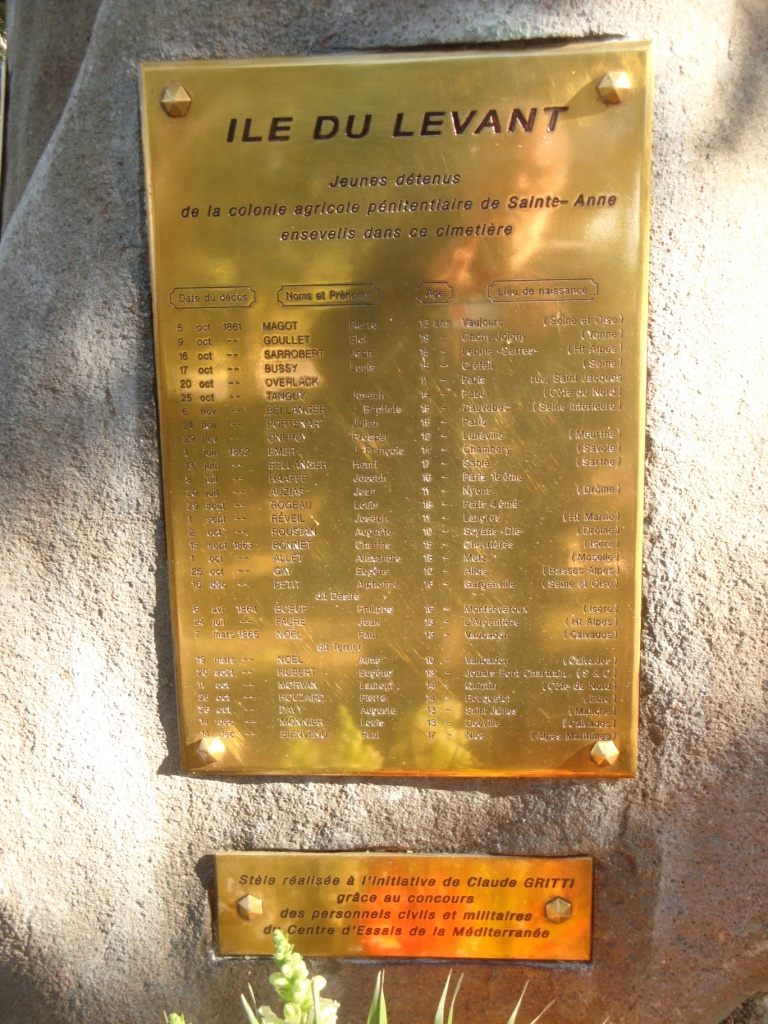
Plaque commémorative au cimetière de l'île du Levant.

La colonie pénitentiaire est évacuée le 23 novembre 1878. Pendant cette période, quatre-vingt-dix-neuf détenus de 10 à 20 ans, soit un peu plus de 9 % des 1 057 détenus, sont morts sur l'île,. Ultérieurement des bâtiments servent de logement aux soldats de l'infanterie de marine de passage. Tel est le cas du château du comte de Pourtalès distant d'un kilomètre du pénitencier. Ce dernier comprend trois grands dortoirs, une école, une chapelle et des bâtiments utilitaires,. Ce pénitencier, dont il ne reste rien, est au XXIe siècle recouvert par des logements militaires,. La base Mérimée ne recense que deux caves possiblement utilisées comme cachots,. Depuis 1994, se trouve dans le cimetière une stèle surmontée d'une croix portant sur ses quatre faces le nom des décédés d'alors,.
Puis le 30 mai 1878, Mme Philipart acquiert l'île, au prix de 260 150 francs, ce qui permet à son époux, Simon Philippart, d'y installer un jardin d'essai au Jas-Vieux — sont visibles des ruines de ferme, bergerie, noria…,. En 1880, Marguerite Linden rachète l'ensemble et le 22 mai 1883 son époux, Édouard Otlet, acquiert par adjudication portée à 5 025 francs  la propriété militaire. Ainsi pendant neuf ans, hormis les terrains du sémaphore et du phare, l’île du Levant redevient une propriété privée.

#### XXesiècle
Le XXe siècle est marqué par la cohabitation de l'Armée et des naturistes. À compter de 1950, la première fait valoir ses droits en s'entourant du secret de la Défense nationale, ce qui s'accompagne de contraintes certaines pour les civils.

##### Domaine militaire

En rouge, limites du domaine militaire de l'île du Levant.

Le 22 mars 1892, considérant son intérêt stratégique, l'État acquiert, selon une adjudication de 175 000 francs, 937 ha de l'île soit seulement 93,5 % de la superficie totale — par inadvertance deux sections cadastrales demeurent la propriété d'Otlet —,,. Elle devient un terrain d'exercice pour des troupes d'infanterie de marine, et pour l'escadre de Toulon. Ainsi en janvier 1896 le cuirassier Amiral Duperré et le croiseur Sfax, la prennent pour cible d'entraînement au pilonnage d'artillerie. Ces campagnes de tir, qui se prolongent au-delà de 1920, provoquent parfois d'intenses incendies. Elles prennent fin en 1928 avec la mise en location du terrain.
Du 17 décembre 1940 au 28 avril 1941, un chantier de la jeunesse française ayant pour objectif de réhabiliter les ruines du pénitencier s'installe sur l'île du Levant.
Lors de la Seconde Guerre mondiale, les Allemands peuvent servir une batterie de quatre canons disposés avant la Guerre à proximité du phare du Titan. Toutefois ceux-ci n’interviennent pas le 9 juin 1944 lorsque, au début de la nuit, le sous-marin français Casabianca et le chasseur de sous-marins auxiliaire de la Kriegsmarine UJ 6078 s'affrontent. Les deux navires se séparent pensant avoir touché l’ennemi. Malgré le rapport du combat, certains alliés pensent que la baie de Cavalaire, alors extrême point ouest du débarquement de Provence, reste menacée. Ceci justifie le 11 août 1944 un bombardement par des B-26 du 320th Bomb Group,,. Puis en ouverture de la bataille, le 15 août 1944 à une heure du matin, les 2e et 3e régiments de la First Special Service Force débarquent par surprise, sans préparation d'artillerie navale, au Grand-Cap et à la calanque du Ponton,, sur la côte sud-est de l'île. Ces 1 300 hommes constituent la Sitka Baker Force, de la Sitka Force qui assaille d'autre part l'île de Port-Cros. Face à eux se trouvent 90 Allemands de la 2e compagnie du Grenadier-Regiment 917. À 4 h 50 l'unité américano-canadienne, emmenée par le colonel Edwin Walker, ne découvre qu'un leurre en bois et à 22 h 30 elle est maîtresse de toute l'île,,.

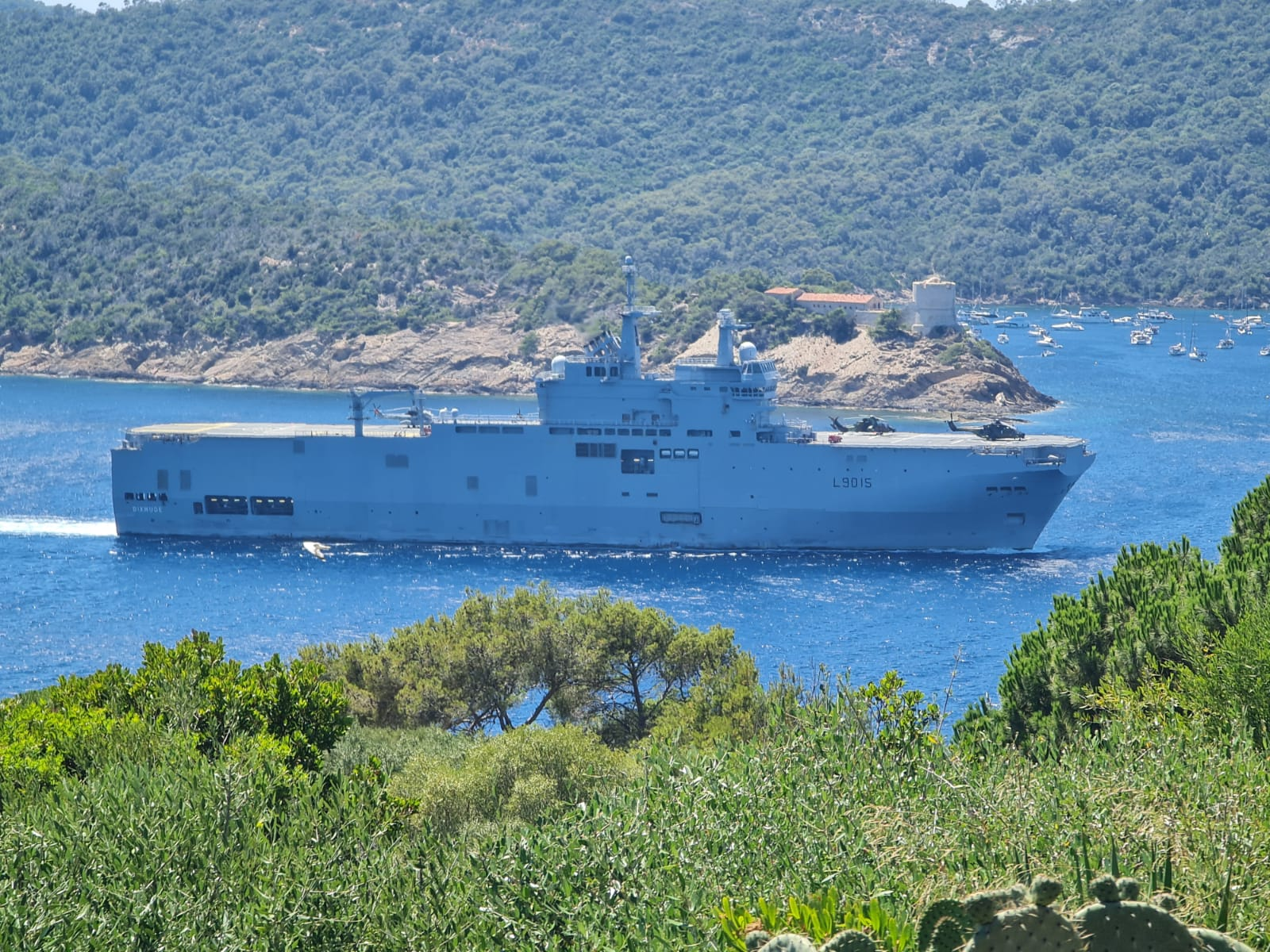
Dixmude dans la passe des Grottes préparant l'exercice interarmées du 14 juillet 2021 localisé sur l'île du Levant.

Alors que depuis 1936 le bail auprès de l'État n'est pas renouvelé par les frères Durville, en octobre 1950 la Marine nationale installe une petite station de lancement de missiles. Il s'agit de la première étape vers la constitution du Centre d'essais et de recherche d'engins spéciaux (CERES). Par exemple dans ce cadre, le 17 avril 1964, au milieu de la face nord-ouest de l'île du Levant, un sous-marin de classe Daphné torpille l’ex-gabarre La Puissante (coque no Q 313) qui sert de cible. Après de nombreuses évolutions, cette base d'expérimentation et d'exercices devient le 5 octobre 2009 la DGA Essais de missiles. Si une très faible part de son activité se fait vers l'expérimentation de fusées pour la recherche scientifique, l'essentiel est d'ordre militaire. Il s'agit de réaliser des essais de missiles, torpilles et autres munitions de gros calibre. Cela se réalise, avec les armées de l'air, de terre et de mer, dans tous les milieux possibles qu'ils soient aérien, terrestre, marin ou sous-marin,. Considéré comme relevant du secret de la Défense nationale, le site hautement sécurisé n'est accessible qu'après habilitation. À ce même titre, l'accès au domaine maritime entourant l'île est, pour sa majeure partie, interdit sauf autorisation. Quant à l'espace aérien, il est placé dans la zone aéronautique LF-P 63 qui interdit formellement le survol de l'île par tout aéronef non autorisé,.

#### Domaine naturiste d’Héliopolis

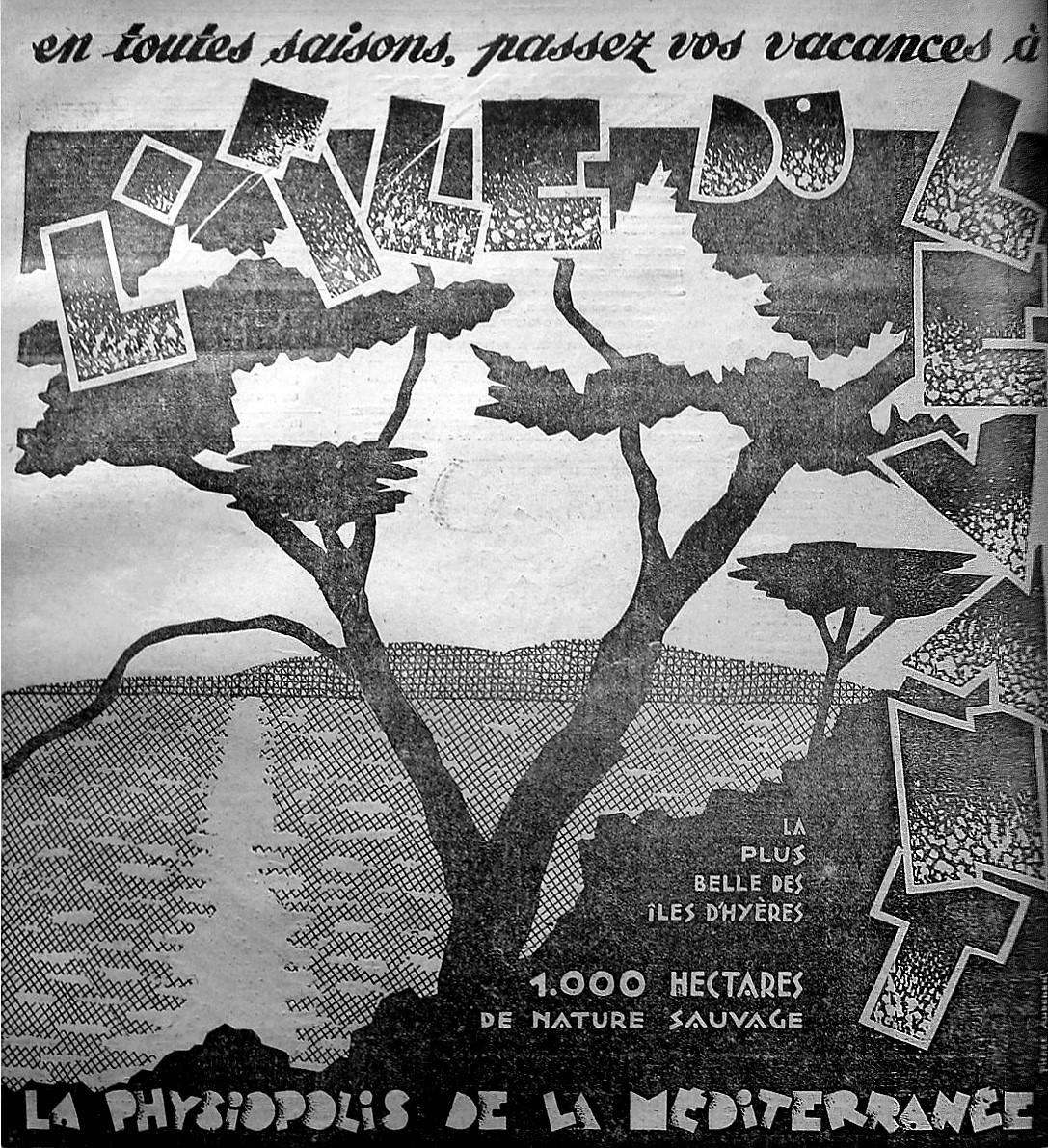
Illustration d'une publicité du périodique Naturisme, en 1931.

En 1928, la société immobilière du Rhône, qui devient la société immobilière des îles d'Or, achète aux héritiers Otlet, outre les 64,9 ha de la batterie des Arbousiers, la voie de 3 ha qui joint la batterie des Arbousiers à celle du Titan. Celle-ci parcourt par les sommets presque toute la longueur de l'île. Elle loue le reste de l'île à l’État, depuis le 1er mars 1928, selon un bail annuel de 50 000 francs pour 9 ans. Gaston et André Durville — sous la dénomination Centre naturiste international de l'île du Levant, cité naturiste d'Héliopolis — la rachètent et inaugurent en avril 1931 Héliopolis,. Il s'agit de créer un lieu dévolu au naturisme, et non pas dévolu au nudisme, tel que les « hommes et filles bronzés […] n'offrent au soleil que leur très sain désir de conquérir par lui plus de santé ». La création de la Société générale d'entreprise des îles d'Or est approuvée par la préfecture du Var le 12 février 1932, le dépôt de son capital est effectif le 23 février 1932. Elle érige les infrastructures, ainsi 1932 est la date retenue comme celle de la fondation d'Héliopolis. Le respect de l'environnement est mis en avant pour que chacun puisse profiter de la nature. Ainsi sont prohibés les panneaux publicitaires, les routes et le bruit. D'emblée le village est conçu pour permettre, non pas un simple séjour le week-end, mais une résidence à l'année. Des bungalows-type, certes sommaires mais en dur et non des tentes, sont proposés. Le succès est certain puisqu'en mai 1932, pour trois cents parcelles, il n'en reste qu'une dizaine disponibles. Enfin, malgré des travaux de viabilité plus coûteux que prévu, l'arrêté préfectoral du 26 juillet 1934 atteste de leur achèvement. Le développement cesse avec la Seconde Guerre mondiale où le quotidien des quelques résidents restés devient difficile. De novembre 1942 à septembre 1943 les Italiens occupent l'île. Après l'armistice avec le gouvernement italien les Allemands exigent l'évacuation de l'ile pour le 15 novembre 1943. Ils placent des Arméniens de novembre 1943 à juillet 1944, puis ils prennent leur place.
Les résidents reviennent dès 1945 puis le camping des Grottes — dont les 18 ha sont loués par la mairie d'Hyères à l'Armée — se remplit en masse en période estivale. Ceci pose des problèmes d'hygiène, d'approvisionnement en eau et de risque d'incendie. En 1955, la Marine clôt avec des barbelés son domaine et le chemin qui va de la batterie des Arbousiers à celle du Titan,. Puis après avoir toléré ce camping l'été, elle le ferme le 1er octobre 1957 en raison du secret de la Défense nationale, ce qui est considéré par les autochtones comme « catastrophique ». Surviennent ensuite des expropriations intéressant les biens qui peuvent donner une vue sur les éléments relevant de ce secret. Les constructions ne sont plus de simples bungalows mais des villas et des hôtels où séjournent l'été, suivant les années, quelques personnalités dont Michel Simon, Madeleine Renaud et Jean-Louis Barrault, Errol Flynn, Monique Watteau, Guy Béart, Annie Girardot, Jayne Mansfield, Rita Renoir ou Georges Moustaki. Si les années 1950 à 1970 voient la fréquentation de l'île augmenter — 3 800 visiteurs en 1950 —, à compter de 1970 sa fréquentation décroit et 87 résidents à l'année sont recensés en 2018. Ce n'est qu'en 1989 que l'île est électrifiée, ce qui change considérablement la vie quotidienne.

## Politique et administration

### Administration
L'île du Levant relève de la commune d'Hyères dont elle est une fraction— c'est-à-dire un quartier — ainsi créée le 30 novembre 1863. Deux propriétaires y appliquent leurs règles. L'un est institutionnel et l'autre privé.

#### L'État
L'autorité du ministère des Armées, représentée depuis 1892 par la Marine nationale, est assurée depuis le 1er janvier 2010 par l'ingénieur en chef de l'armement, directeur du site Méditerranée de la DGA Essais de missiles, qui agit de concert avec l'amiral commandant en chef pour la Méditerranée. L’Armée peut se prévaloir du secret de la Défense nationale pour s’affranchir de l’autorité civile, qui s’exerce sur toute l’île du Levant, si elle l’estime utile.
Le ministère de la Transition écologique et solidaire est également un acteur avec le service public des phares et balises de la Méditerranée dont le siège est à Marseille. Pour l'île du Levant, le centre opérationnel de balisage se trouve à Toulon.

#### L'Association syndicale libre du domaine naturiste d’Héliopolis

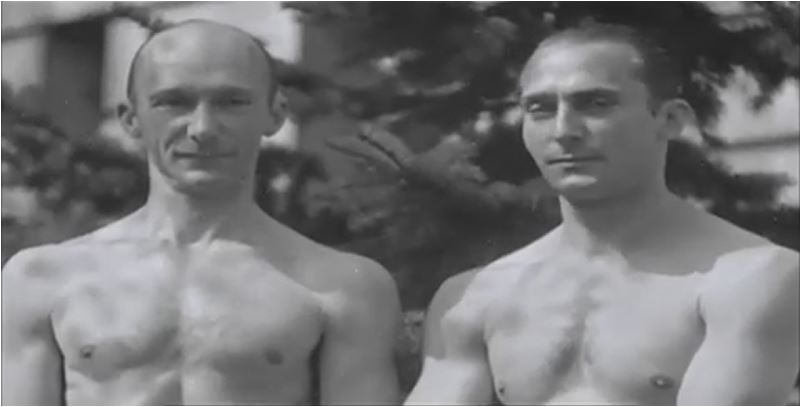
Gaston Durville (à gauche). André Durville (à droite), en 1930.

Héliopolis est un domaine naturiste privé ouvert au public. En d'autres termes, l'ensemble de la partie civile de l'île est constituée de lots dont les propriétaires privés sont obligatoirement réunis au sein de l'Association syndicale libre du domaine naturiste d’Héliopolis (ASL),. Ils donnent au public l'accès aux parties communes du domaine.
De 1862 à 1900 et depuis le 6 janvier 1932, les adjoints spéciaux pour la fraction de l'île du Levant se succèdent. En effet, la loi prévoit que « lorsque les communications entre le chef-lieu et une fraction de commune sont difficiles, dangereuses ou momentanément impossibles […] le conseil municipal peut instituer un ou plusieurs postes d'adjoint spécial. » Elle indique qu'il « remplit les fonctions d'officier d'état civil et peut être chargé de l'exécution des lois et règlements de police dans la partie de la commune pour laquelle il a été désigné, et précise qu'il n'a pas d'autres attributions. » Donc sans mandat électif obligé, il est le plus souvent choisi parmi les résidents pour accomplir ces fonctions administratives. Au-delà, son rôle est celui d'« un être hybride, un médiateur, intermédiaire, véritable relais entre la population et la ville. »
Les statuts de l’ASL disposent que « le président est élu pour trois ans […] indéfiniment rééligible. Le président représente l’ASL vis-à-vis des tiers et de toutes administrations […] Il peut engager l’ASL, et chacun de ses membres individuellement […] » Ceci lui donne un rôle primordial dans la gestion de la partie civile de l'île tant dans sa vie intérieure que vis-à-vis de toutes les autorités.

### Liste des présidents de l'ASL
| Début | Fin      | Identité               | Qualité                                                           |
| ----- | -------- | ---------------------- | ----------------------------------------------------------------- |
| 1932  | 1963     | André Durville         | Médecin                                                           |
| 1963  | 1968     | Guy Deloupy            | Ingénieur (ex-pilote de chasse — Première Guerre —)               |
| 1968  | 1970     | Jacques Paris          | Commerçant en quincaillerie                                       |
| 1970  | 1971     | Pierre Chataignon,     | Agent d'assurances                                                |
| 1971  | 1977     | Paul Augier            | Géomètre de l'île (ex-militaire)                                  |
| 1977  | 1995     | Philippe Fourneau-Faye | Viticulteur en Beaujolais puis retraité                           |
| 1995  | 1995     | Jean Miaille,          | Journaliste, photographe et éditeur                               |
| 1995  | 1998     | Felix Poli             | Retraité (ex-propriétaire de discothèques)                        |
| 1998  | 2001     | René Nicot             | Retraité (ex-pharmacien biologiste puis pharmacien homéopathique) |
| 2001  | 2013     | Jacques Ollive         | Retraité (ex-directeur à l'institut Pasteur)                      |
| 2013  | 2016     | Jean-Yves Gacon        | Retraité (ex-administrateur civil)                                |
| 2016  | 2019     | Chantal Aumasson       | Retraitée (ex-gérante de société)                                 |
| 2019  | 2022     | Brigite Gelman,        | Retraitée (ex-cogérante de TPE)                                   |
| 2022  | 2023     | Gérard Cercet,         | Ex-cadre de banque                                                |
| 2023  | 2023     | Laurette Alario,       | Artiste (et ex-propriétaire d'hôtel-restaurant)                   |
| 2023  | 2023     | Jacques Ollive,        | Retraité (ex-directeur à l'institut Pasteur)                      |
| 2023  | En cours | Jacques Ollive         | Retraité (ex-directeur à l'institut Pasteur)                      |

### Rattachements administratifs et électoraux
Électoralement, en tant que fraction, l'île ne peut pas être une entité. Une mairie annexe témoigne de son appartenance à la commune d'Hyères. À ce titre elle dépend du canton d'Hyères, de la 3e circonscription législative du Var ainsi que de la région Provence-Alpes-Côte d'Azur.

### Tendances politiques et résultats
Depuis le 11 avril 1932, au sein de la mairie annexe est installé le bureau de vote no 10 qui permet d'établir les scrutins. Son ressort géographique est celui de la totalité de l'île du Levant. La présidence est assurée par l'adjoint spécial de l'île élu par le conseil municipal d'Hyères — pour la première fois le 6 janvier 1932 —. Depuis au moins 2014, un certain nombre de constations sont possibles. Le nombre d'inscrits sur les listes électorales, tout en le suivant, est supérieur à celui du nombre de résidents. La participation est superposable à celle de l'ensemble de population française. Localement le suffrage des électeurs se porte avec un score supérieur vers l'élu final de la circonscription. Ceci hormis les élections municipales et législatives. Les résultats des seconds tours font apparaître un territoire administratif dominé par la droite alors que le parti plus à son extrême arrive parfois en seconde position.
| Années | Élections      | Inscrits | Votants | Élus                              | Élus   | Nb vx | Battus                                       | Battus   | Nb vx  |
| ------ | -------------- | -------- | ------- | --------------------------------- | ------ | ----- | -------------------------------------------- | -------- | ------ |
| 2024   | Législative    | 126      | 85      | Stéphane Rambaud                  | RN     | 16    | Isabelle Monfort                             | Ensemble | 69     |
| 2022   | Présidentielle | 139      | 95      | Emmanuel Macron                   | EM     | 71    | Marine Le Pen                                | RN       | 17     |
| 2021   | Régionale      | 134      | 69      | Renaud Muselier                   | LR     | 51    | Thierry Mariani                              | RN       | 16     |
| 2021   | Départementale | 134      | 69      | Véronique Bernardini Francis Roux | LR-UDI | 55    | Jean-Michel Eynard-Tomatis Jacqueline Pentel | RN       | 8      |
| 2020   | Municipale     | 161      | 74      | Jean-Pierre Giran                 | LR     | 15    | Jacques Politi / Yves Kbaïer                 | DVD / RN | 52 / 3 |

## Équipements et services publics

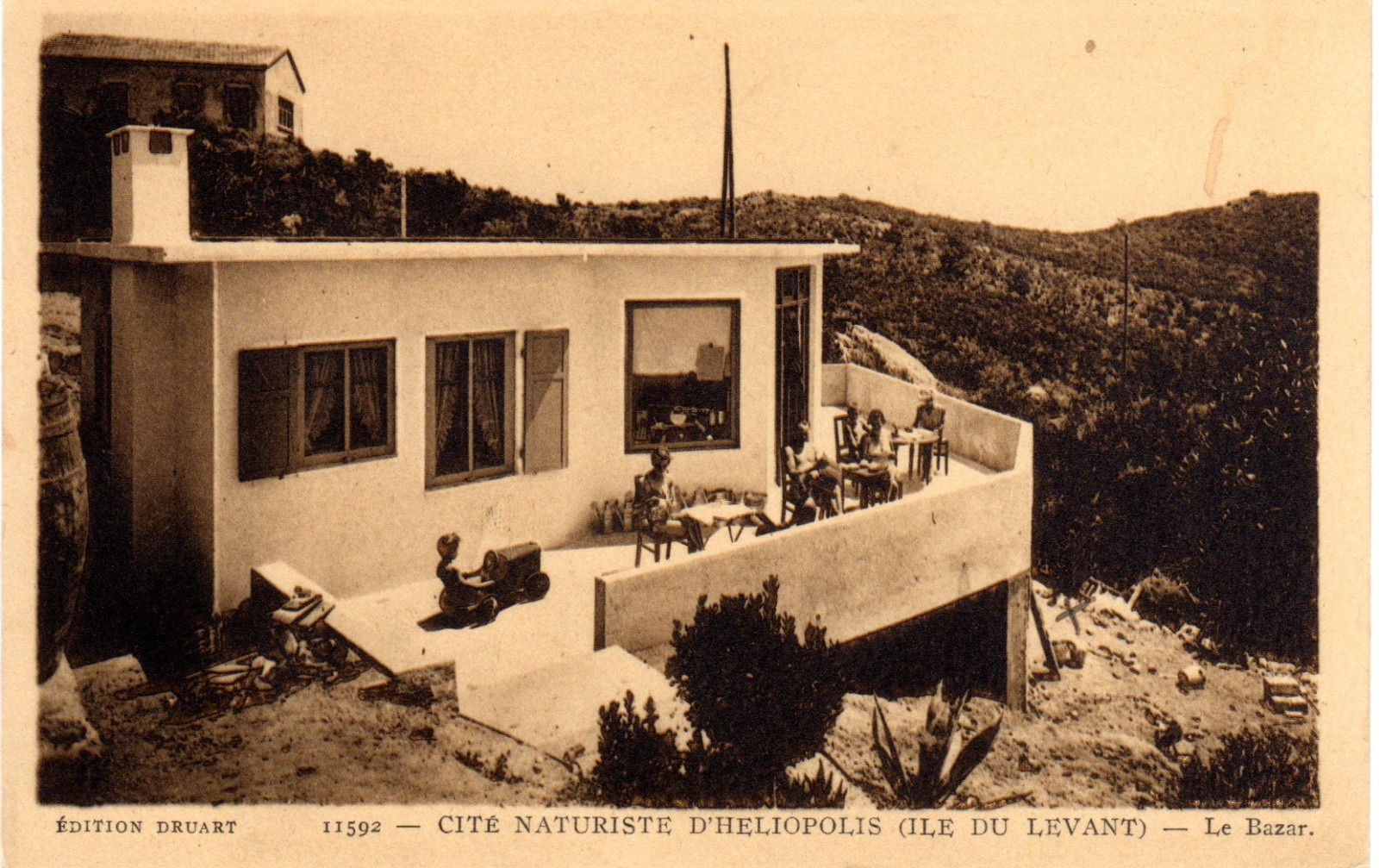
Le Bazar, en 1934.

Dans le village se trouvent un bureau de poste, une boulangerie, Le Bazar — avec alimentation —, quelques commerces, plusieurs bars et restaurants.

### Électricité
Lors de la construction d’Héliopolis, une centrale électrique doit assurer les besoins du lotissement. Mais du fait d'un fonctionnement insuffisant elle est abandonnée — devenue la maison du syndicat. Sur le domaine militaire dès le début des années 1950 — début des essais —, des groupes électrogènes sont installés puis leur nombre est augmenté. Sur la partie civile, les années 1970-1980 annoncent l’installation de groupes électrogènes bruyants et malodorants. L’intervention de Philippe Fourneau, syndic, — dont les intérêts convergent avec ceux du domaine militaire — permet l’arrivée de l’électricité depuis Le Lavandou via l’anse de Port-Man. Ceci représente 24,8 km de câbles entre le poste source du Lavandou jusqu'à la centrale du Centre d'essai de missile pour un coût de 35 millions de francs. Ainsi le 1er juillet 1989 en a lieu l’inauguration,,. Il n'existe pas d'éclairage public sur l'île. Ce choix, qui oblige à se munir d'une lampe-torche la nuit, est inscrit dans le cahier des charges. Il permet de profiter du ciel étoilé.

### Eaux et déchets

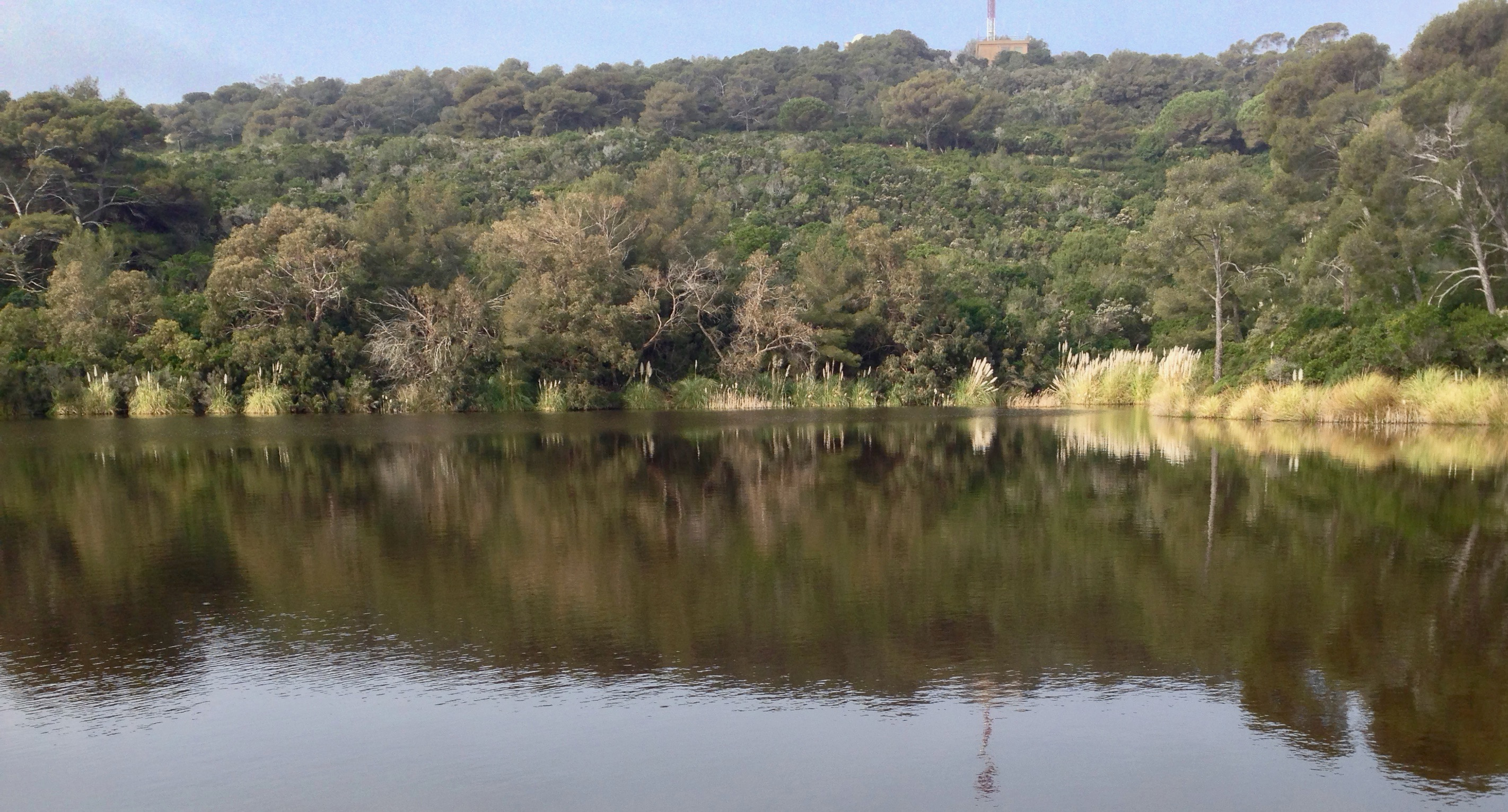
Retenue collinaire du Jas-Vieux, en 2015.

L’eau potable n’est pas distribuée dans l’île. Toutefois en 1771, il est précisé que « les barbaresques mouillent pour faire de l’eau » — ils font aiguade. Il apparaît que lors de la création d’Héliopolis, avant 1934, cinq puits sont creusés. Dans les années 1970, ceci est progressivement complété par un forage de 200 mètres puis un autre qui alimentent un réservoir de 1 000 m3 — dont 600 m3 en réserve incendie — et des forages privés. Sur la partie militaire, il existe onze forages cartographiés et deux réservoirs qui représentent une capacité de stockage totale de 1 280 m3 — environ deux jours de consommation en période de pointe. S'adjoignent trois retenues collinaires que sont les étangs du Jas-Vieux (62 000 m3), et du Haut (8 000 m3), qui alimentent le barrage du Bas (12 000 m3),. Une usine après traitement délivre l’eau aux installations militaires. En cas de déficit leur ravitaillement est assuré par le Gapeau qui alimente le point d’eau du Haut,.
Il n'existe pas de réseau de tout à l'égout. Par ailleurs l'absence d'activité artisanale ou industrielle permet de s'affranchir de toute pollution chimique. Sur la partie civile chaque habitation est théoriquement équipée d’une fosse septique. Sur le domaine militaire les eaux usées sont rejetées en mer après broyage. L’exutoire se trouve à 1,5 km de la côte nord à environ 45 m de profondeur. Le flux polluant généré varie suivant les effectifs militaires présents en cours d’année, estiment les responsables du parc national de Port-Cros sans pouvoir l'étudier. Ceci doit rendre complexes les méthodes de traitement envisageables. Il existe aussi des fosses septiques.
Les déchets font l’objet d’une collecte, depuis 1984 — précédée d'un tri depuis la saison estivale 2017 —, au moins mensuelle pour être ensuite recyclés ou entreposés dans une déchetterie située sur le continent.

### Enseignement
En décembre 1932, est ouverte une « école de plein air » privée. Selon la conception des frères Durville, les activités physiques prédominent ce qui sert de modèle pour quelques établissements. Mais, faute de moyens financiers, elle doit fermer fin 1935,,. Puis une école publique primaire est en place le 3 mai 1937 puis inaugurée le 18 juillet 1937. Cependant dès le 16 juillet 1938 l'inspecteur juge les locaux inhabitables et, en absence d'intervention du propriétaire ou du maire, ferme l'établissement,. Elle rouvre après la guerre le 18 octobre 1945 puis l'académie de Nice, après l'année scolaire 2006-2007, décide sa fermeture. Ainsi plus de vingt instituteurs se succèdent pendant soixante-quinze ans.

### Santé
Aucun médecin n'est installé de façon pérenne sur l'île. Le SAMU est appelé en cas d'urgence médicale. Celui-ci en cas de nécessité contacte le CROSS La Garde. Le premier temps de l'évacuation sanitaire est assuré par les marins-pompiers dans le cadre du secours à la personne. Puis sont sollicités soit la vedette de secours de la SNSM station Le Lavandou — SNS 222 Patron Memin Giraudo, — ou d'Hyères — SNS 078 Bâtonnier Alphonse Grandval —, soit en période estivale un hélicoptère de la sécurité civile — Dragon 83 — pré-positionné sur l'aérodrome du Luc - Le Cannet avec un médecin à bord qui assure un transfert vers le centre hospitalier Marie-José Treffot à Hyères ou l'hôpital d'instruction des armées Sainte-Anne à Toulon,.

### Justice et sécurité
Au titre de la commune d'Hyères, l'île du Levant relève du tribunal de proximité et du tribunal de grande instance de Toulon. Elle dépend également du tribunal pour enfants, du conseil de prud'hommes et du tribunal de commerce de cette ville. La cour d'appel d'Aix-en-Provence peut être amenée à statuer pour ces juridictions. Également à Toulon se trouve le tribunal administratif dont l'instance supérieure est la cour administrative d'appel de Marseille.
À terre, sur le domaine militaire la brigade de gendarmerie de l'Armement de Toulon assure la présence continue de quatre gendarmes. Elle dispose de tous les pouvoirs de police judiciaire, administrative et militaire. Elle est compétente pour les personnes civiles et les militaires. Avec la surveillance des embarquements, les patrouilles terrestres et maritimes — bateau semi-rigide Pégase — et la vidéosurveillance, son rôle est important dans le respect du secret de la Défense nationale,. Sur le domaine civil, la police municipale d'Hyères est sur place sachant que le commissariat de police d'Hyères est compétent. Toutefois les gendarmes de l'Armement y interviennent ponctuellement en qualité de primo-intervenants pour stabiliser ou sécuriser une situation lorsque la vie d’autrui est en danger. En mer, le groupement de la gendarmerie maritime Méditerranée agit sur toutes les eaux territoriales,.

## Population et société

### Démographie
Comme tout habitant du levant, de l’orient, les habitants sont appelés les Levantins.
Au travers des écrits, il apparaît que la population de l'île fluctue selon la présence de groupes au début religieux puis pénitentiaire et enfin naturiste.
Un peuplement monacal certain mais restreint est attesté au Ve siècle selon les Conférences de Jean Cassien. Puis de nouveau, des moines sont présents aux XIIe et XIIIe siècles, selon des bulles pontificales. Après un abandon du lieu, en 1536 « soixante-dix chrétiens l’habitaient. » Il est possible de dénombrer en 1755 huit familles. Ce nombre reste stable en 1757 avec quatre familles de paysans puis huit ménages en 1771. À ceux-ci s'adjoignent les frères de la Sainte-Croix. Mais « leur établissement […] se trouva ruiné presque complètement par les Anglais, en 1793. » Ainsi en 1796, la population est réduite à « quatre familles et les frères de la Croix à onze ». Plus tard, en 1827, il ne se trouve que « quelques paysans [ainsi qu']une dizaine de douaniers. » Entre 1861 et 1878, la colonie pénitentiaire va jusqu’à 500 habitants sachant qu'en 1876 ne sont comptés que 81 occupants. Ce chiffre décroît à 19 habitants en 1898 puis se stabilise les trente années suivantes avec 20 personnes en 1913 puis 14 habitants en 1928,.
Survient ensuite la création d'Héliopolis par les naturistes. Ainsi à sa création en 1931, le recensement relève toujours 15 habitants alors qu'en 1933, soit seulement deux ans après les données précédentes, un quotidien estime cette population à 250 personnes. Ce nombre est confirmé par le recensement du 22 décembre 1937 auquel s'adjoignent 6 000 baigneurs. En juillet 1941, la population est réduite à 83 personnes avant que les Allemands ordonnent pour le 15 novembre 1943 une évacuation complète de l'île hormis 9 habitants. En 1955 la population est estimée de nouveau à 450 personnes. Mais en 2003, celle-ci n'est plus que de 123 habitants. Puis, en 2006, le déclin persiste avec 110 résidents permanents.
Selon les îlots regroupés pour l'information statistique (IRIS) employés par l'Institut national de la statistique et des études économiques (Insee) il est possible d'analyser la population de l'île. En 2018, la population totale est de 87 habitants pour 55 588 habitants sur le territoire de la commune d'Hyères.
| Hommes | Classe d’âge  | Femmes |
| ------ | ------------- | ------ |
| 14     | 75 à ans ou + | 7      |
| 24     | 60 à 74 ans   | 14     |
| 11     | 45 à 59 ans   | 4      |
| 2      | 30 à 44 ans   | 5      |
| 2      | 15 à 29 ans   | 0      |
| 2      | 0 à 14 ans    | 2      |

| Hommes | Classe d’âge  | Femmes |
| ------ | ------------- | ------ |
| 3 265  | 75 à ans ou + | 5 296  |
| 5 170  | 60 à 74 ans   | 6 205  |
| 5 008  | 45 à 59 ans   | 5 684  |
| 4 414  | 30 à 44 ans   | 4 452  |
| 4 348  | 15 à 29 ans   | 3 818  |
| 3 880  | 0 à 14 ans    | 3 530  |

La répartition est très particulière ainsi qu'en témoigne l'année 2018. La population masculine de l'île (64 %) est largement supérieure à la population féminine (36 %). Ceci est sans comparaison avec la répartition locale d'Hyères qui est même légèrement inverse (45 % et 52 %) ou avec la répartition nationale (48,47 % et 51,53 %). Le taux de personnes âgées de plus de 60 ans (68 %), est supérieur à celui d'Hyères (35 %) et au taux national (24,4 %). Par ailleurs, l'absence d'enfant indique que le renouvellement de cette population, déjà âgée, ne peut résulter dans l'avenir que d'un solde migratoire positif.
Toutefois ceci n'inclut pas certains résidents à l'année et, sans que le nombre de militaires soit divulgué, début 2012 il est établi que « la direction générale de l’Armement emploie 250 personnes sur l’île du Levant. ». En 2022 ce nombre varie peu, il est porté à 300 personnes. Enfin, il faut prendre en compte l’accueil touristique, estimé en 2008, à 1 600 personnes aux beaux jours.

### Manifestations culturelles et festivités
Plusieurs associations contribuent à la vie du village, en proposant des expositions, des concerts, des visites, des actions en faveur du patrimoine et de la nature, des activités culturelles et sportives ou simplement ludiques. Parmi ces dernières la plus ancienne date de 1946. À la mi-août, au cours de ce qui devient une institution, est procédé à l’élection de Miss et Mister Levant — initialement Reine de l’île, puis Reine naturiste, puis Reine d'Héliopolis, puis Miss Levant jusqu’en 2013,,,. Depuis 1949, est organisé l’aller-retour à la nage vers Port-Man — extrémité est de l'île de Port-Cros soit un kilomètre. Cette compétition annuelle a pour prétexte un écrit de 1882. Il y est indiqué qu’une vieille Levantine réalise ce trajet pour assister aux offices religieux chaque dimanche et jour de fête,.

### Sports
Un centre UCPA est consacré à la pratique de la plongée sous-marine pour les membres de plus de dix-huit ans. Il est ouvert à partir du niveau 1 (ou P1 CMAS). Il permet de découvrir les randonnées palmées et la plongée autour du parc national de Port-Cros.

### Cultes

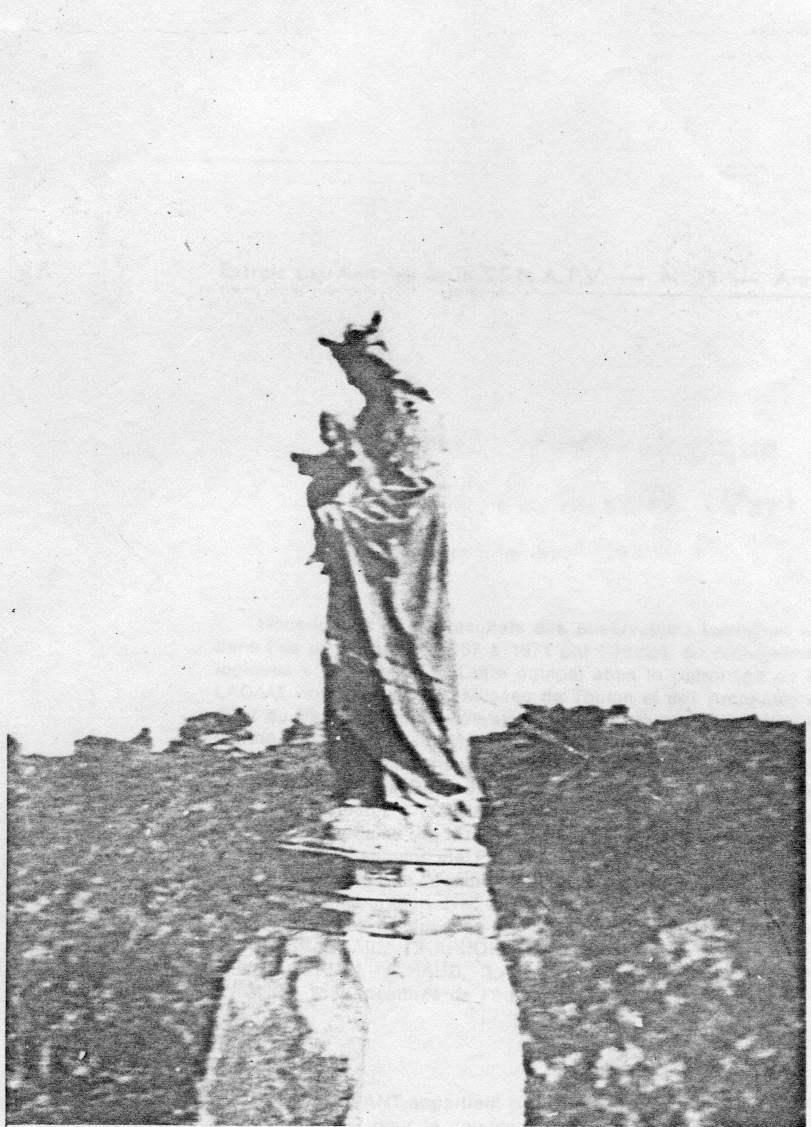
Statue de sainte Anne offerte au comte de Pourtalès vers 1870.

Le rite romain prévaut largement et fait de sainte Anne la patronne de l'île. Sa statue est offerte au comte de Pourtalès par les habitants. Il s’agit d’un élément en bronze d'un mètre de hauteur. Érigée sur une pyramide quadrangulaire, sur la cote 121 — devenue la Madone — son visage et celui de l’enfant Jésus sont tournés vers la colonie pénitentiaire qu’ils protègent. Celle-ci toujours décrite en 1937 repose décapitée au pied de son piédestal en 1949 puis elle disparaît. Son socle est encore visible en 1950. Une consécration de l'île a lieu le 15 mai 1937 puis les messes sont célébrées en plein air. Ultérieurement une chapelle est édifiée sur les plans d'Arnaud Moulin, curé et possesseur d'un terrain dont il fait don. Ainsi, depuis fin 1954, les messes sont célébrées à la chapelle du Christ-Roi,. Au XXIe siècle, en juillet et août chaque semaine, une messe catholique romaine est célébrée par un prêtre de la paroisse du Lavandou dont elle dépend. Le cimetière se trouve en zone militaire et n'est accessible qu'exceptionnellement le jour de la Toussaint et lors de sépulture. Un mur du souvenir, permettant d'apposer une plaque en mémoire d'un décédé, est donc érigé le 18 mai 2014.

## Économie
La pêche professionnelle n’est exercée que par un seul habitant. D’une façon plus étendue une vingtaine de pêcheurs de la prud’homie du Lavandou, dans un cadre extrêmement règlementé dépendant des autorisations temporaires accordées par l’autorité militaire, peut fréquenter une partie des eaux de l’île.
L'accueil touristique est la ressource de l'île. L'hébergement touristique est assuré par quatre hôtels, vingt villas en location et de façon rémunérée auprès de certains particuliers.

## Culture locale et patrimoine

### Lieux et monuments
Bien qu'il n'existe pas sur l'île de monument inscrit sur l'Inventaire supplémentaire des monuments historiques ou classé au titre des monuments historiques français, la batterie des Arbousiers, et le phare du Titan, sont répertoriés à l'inventaire général du patrimoine culturel français.
Le sémaphore du Titan est également un monument notoire de l'île.

#### Batterie des Arbousiers

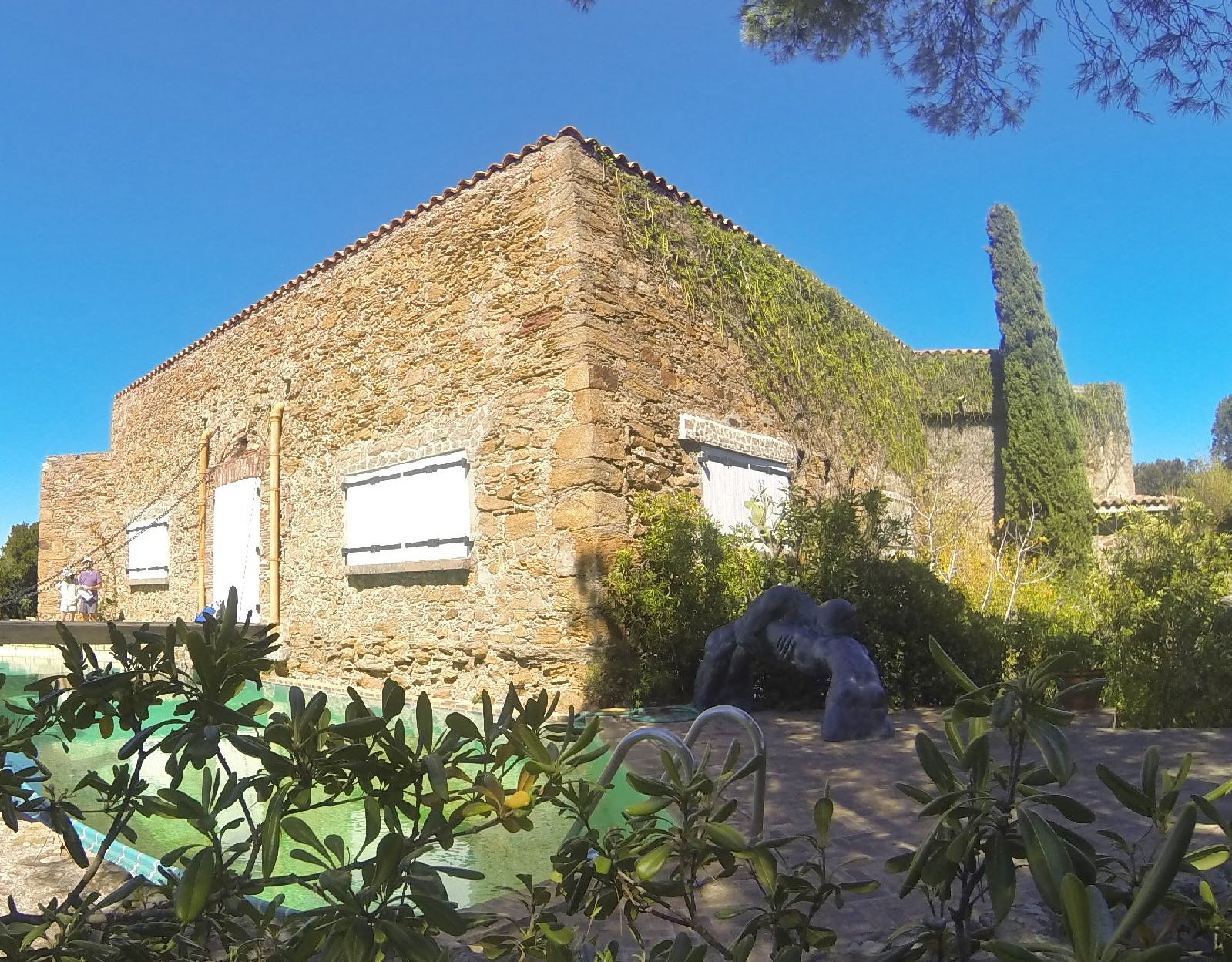
Reste de la tour modèle no 1 de la batterie des Arbousiers, en 2015.

Deux appellations rappellent la fonction de l’ouvrage et son commanditaire. Ainsi la batterie des Arbousiers est le nom figurant sur les anciens cadastres et repris dans la base Mérimée puis la tour est dite est « fort Napoléon » par les frères Durville qui en font leur résidence. Il s'agit d'une demeure, désormais privée, qui appartient à Héliopolis, et le domine à 118 mètres.
En 1531, François Ier crée le marquisat des îles d'Or, dont fait partie l’île du Levant, qu’il donne à Bertrand d'Ornézan. En contre-partie, celui-ci doit s’engager à fortifier l’ensemble de son marquisat contre les pirates, les corsaires ou les troupes régulières. En réalité, ni lui ni ses successeurs ne semblent établir de fortification. En 1634, alors que les Espagnols rassemblent à Naples une flotte qui menace la France, Richelieu dote les îles voisines de Porquerolles et de Port-Cros de forteresses mais néglige l’île du Levant. De Peiresc, contemporain, explique l'absence de fortification car « ils [les Espanols] n'y pourroient pas faire d'estalissement eux mesmes qui fust tenable, non plus que nous ». En 1747 puis en 1752, Milet de Monville mentionne un ancien fort du Titan qui contient dans son enceinte des casernes, une chapelle, une citerne et des magasins ainsi qu’une tour abandonnée avec sur la plateforme quelques tronçons de canons de 10 livres aux armes des Gondi,,,. Il situe celui-ci au milieu de l’île sur la carte qu’il produit, mais il n’envisage pas de réarmement.
En décembre 1793, le siège de Toulon chasse les Anglais. Ils vont alors dans la rade d’Hyères et en occupent toutes les îles. Sur l'île de Port-Cros la destruction du fort de l'Estissac laisse sans défense la rade. Pour qu’elle constitue de nouveau un abri pour la flotte française, qui n’a pas la maîtrise de la haute mer, Napoléon Ier estime le 25 août 1811 nécessaire en attendant la reconstruction, d’installer sur l’île du Levant qu'il considère en elle-même comme « d'un petit intérêt ; une tour modèle no 1 […] protégeant une batterie qui croiserait avec le cap Bénat et Port-Man ». Une tour carrée de 15 mètres de côté est alors construite à compter de 1813. Elle est conforme aux directives de l’Empereur  avec une hauteur, depuis les fossés, de 12 mètres soit trois niveaux en comptant le niveau inférieur. Ce fossé encore visible, de trois mètres de large et de deux mètres de profondeur, est partiellement creusé dans la roche. S’y adjoint une contrescarpe non maçonnée seulement visible au nord-ouest. L’ensemble constitue une redoute qui comprend aussi une citerne toujours en fonctionnement. La plateforme supérieure est occupée par les petites pièces de campagne qui battent la passe des Grottes et la rade de Port-Man par ailleurs elles interdisent un débarquement à l’Avis. Les canons de 36 livres sont placés en contrebas sur une plateforme de tir taillée dans le rocher. Ils battent la passe vers le cap Bénat. Ainsi « des débris de pièces éparpillés décorent aujourd’hui une délicieuse propriété, Le Refuge, en contrebas du fort Napoléon. » L’ouvrage est très rapidement abandonné par l’Armée d’autant que dès 1860 l’île de Bagaud est armée. Ainsi en 1862, la position est simplement dénommée sur les cartes d'état-major vigie du Titan. Le 24 mai 1881 à la demande de l'Armée la place est supprimée donc rayée de tout tableau de classement. La parcelle de 62 ha sur laquelle elle se trouve est vendue en 1883.

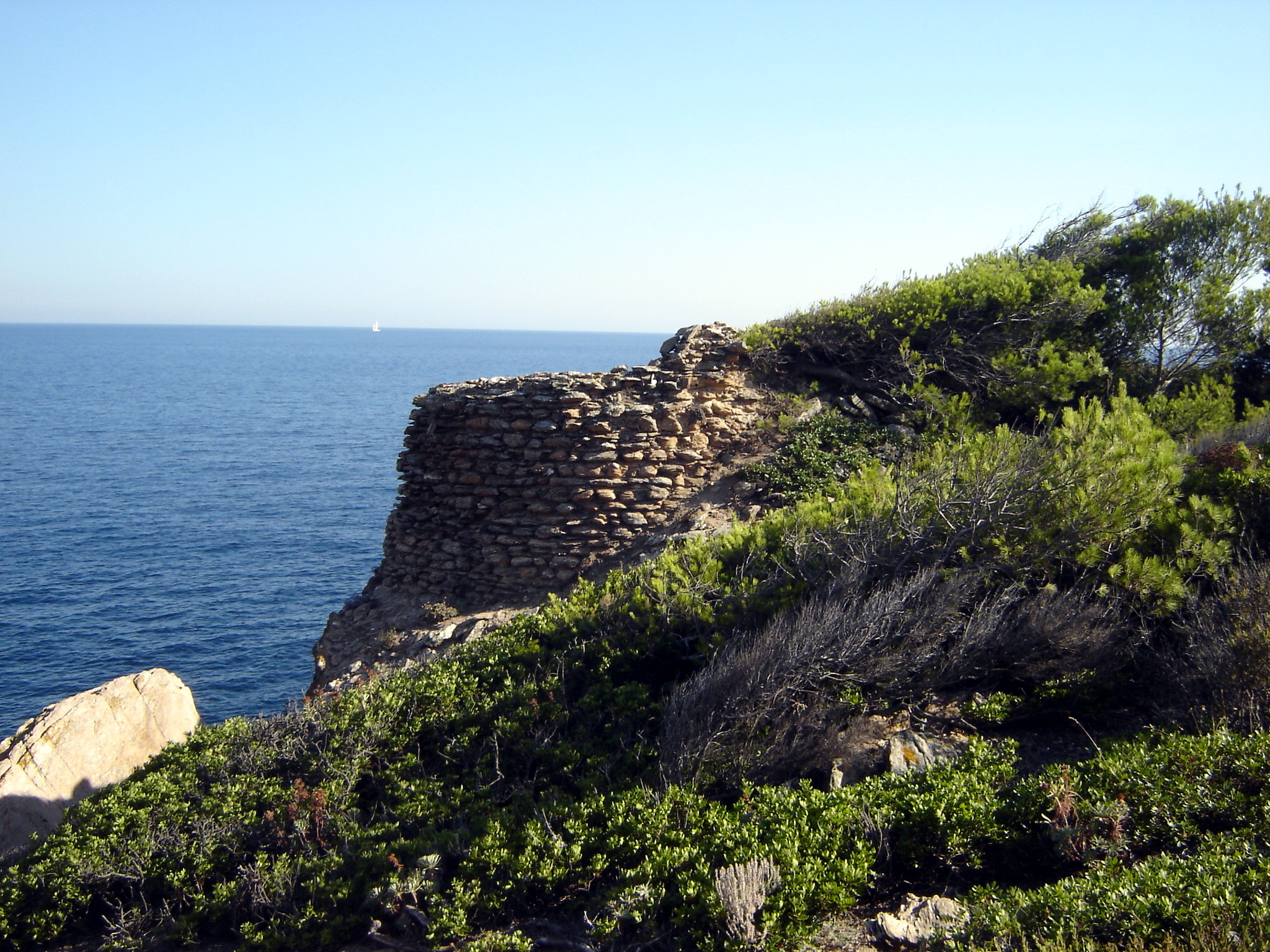
Vestiges de la tour du Titan, en 2007.

Les frères Durville décident d’en faire leur résidence et conservent l'enceinte avec ses annexes en pratiquant simplement quelques ouvertures. L'aspect crénelé d'origine fait place à un toit en terrasse. Durant la Seconde Guerre mondiale l’ensemble brûle puis est reconstruit en 1950. Ultérieurement le toit est en tuiles à quatre pans et une piscine, partiellement recouverte d'un pont-levis fictif, est installée dans les fossés. Sur l'un de ses bords se trouve une statue en bronze de Hans Jörg Limbach figurant un couple nu enlacé.
Toujours selon les directives de Napoléon de 1811, la défense des côtes est complétée par une batterie de bien moindre importance dotée d’une tour modèle no 3, — dite tour du Titan. L'ensemble comprend alors une tour antérieure au XVIIe siècle qui apparaît cylindrique « intégrée à la batterie 1er Empire ». Celle-ci est située sur un terrain de 100 mètres-carrés, vers l'extrémité sud-est de l'île donc de situation opposée à la fortification précédente. Elle défend l’anse du Liserot et le port qui s’y trouve — alors dit port du Titan. Il n’en reste que les ruines ainsi que celles d'un parapet adjacent.

#### Phare du Titan
Sans ruine connue, les écrits indiquent que les Massaliètes choisissent les îles d'Hyères pour établir un poste fortifié permettant d’envoyer un signal d’alerte lumineux dans le cadre de la défense de leurs possessions. Il est probable que ce soit l'île du Levant. De même la présence d’un farot sur l'île est ordonnée en 1302 par Richard de Gambatezza, sénéchal des comtés de Provence et de Forcalquier. Ce système de signal — feux la nuit et fumées le jour — lorsqu’il est bref indique que le guetteur voit un ennemi, alors que lorsqu’il est durable il constitue un élément de sécurité. Il est visible d’une part depuis le cap Bénat et d’autre part depuis le cap Camarat, constituant l’un des maillons d’une chaine qui s’étend sur la façade maritime du comté de Provence de la pointe de l'Espiguette à La Turbie.

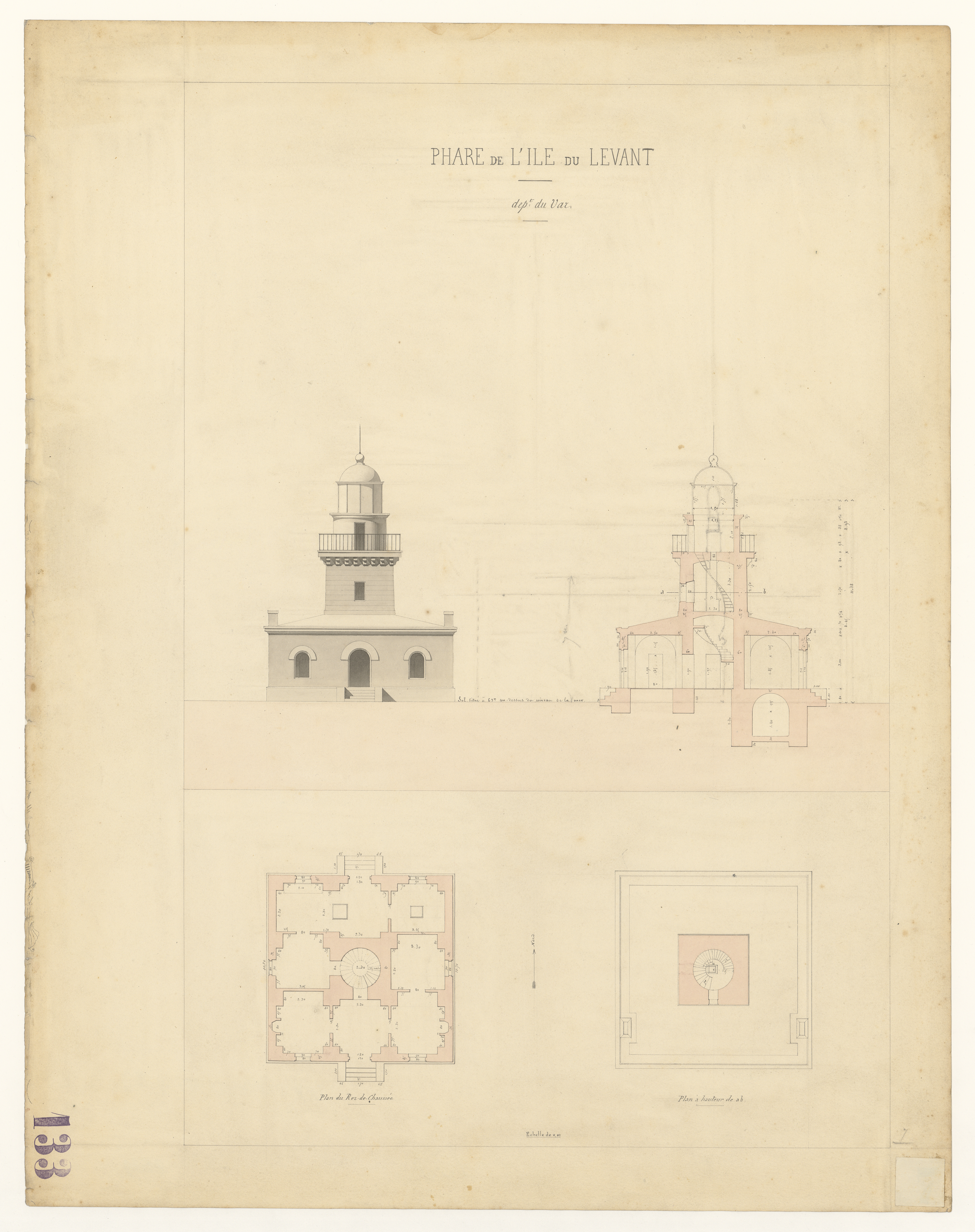
Phare de l'île du Levant. Avant 1893.

La décision de la construction d'un phare est consécutive au développement de l’activité maritime, due notamment au transport de troupes et de marchandises lors de la conquête de l’Algérie. En effet, la région du port de Toulon devient stratégique. L'acquisition des terrains est confiée le 1er août 1835 au préfet du Var, qui négocie donc initialement avec le propriétaire, Jean-François Gazzino. Bien que les travaux débutent rapidement, l'affaire n’est close qu'avec le marquis de Retz, devenu propriétaire entre-temps des terrains d'assise du phare, le 16 février 1841,. L'accès se fait depuis une calanque — dite depuis calanque du Phare — où accoste le navire des Ponts et Chaussées. Il comprend un accès difficile qui permet de « monter les pierres de taille et les charpentes du phare » dans la roche. Cette première partie représente un dénivelé de soixante-trois mètres par rapport à la mer. L'emplacement retenu pour la construction est alors proche et les matériaux sont acheminés par charrettes,.
« Très sobre », le bâtiment entièrement blanc a une base carrée. De part et d’autre de la porte d’entrée, à laquelle on accède par quelques marches, se trouvent deux fenêtres qui correspondent à des pièces techniques. Puis leur succèdent deux chambres ayant chacune une fenêtre sur les autres façades. Enfin, le rez-de-chaussée se termine par un vestibule distribuant sur un salon et une cuisine dont les fenêtres encadrent une porte extérieure. Au centre se trouve la tour carrée du phare, en maçonnerie de pierres lisses, de 8,5 mètres entre le sol et la plateforme. Ce feu blanc fixe est de 3e ordre, dioptrique avec une optique de focale 0,5 m. Visible depuis cinq lieues marines, il s’adresse aux navigateurs venant de l’Est. La mise en service du phare a lieu le 15 juillet 1837. Les Ponts et Chaussées décident, le 30 décembre 1836, de construire un bâtiment annexe pour accueillir les familles des gardiens. Il s’agit d’une maison rectangulaire d’un étage avec sur chaque façade trois ouvertures par étage. Celles du bas sont plus hautes et plus larges que celles du haut. Ce logement, à quelques mètres du phare, est bien équipé.
Par ailleurs, plein est, le haut-fond de L’Esquadillon représente un écueil peu visible par grosse mer et qui se trouve seulement à environ trois cent vingt mètres du phare. Enfin, exactement dans la même direction, un rocher affleure à deux kilomètres du phare constituant un danger isolé. Celui-ci est indiqué en 1838 par un système de signaux supporté par des tiges métalliques auquel fait place depuis la fin du XIXe siècle la tourelle de L’Esquillade,,.

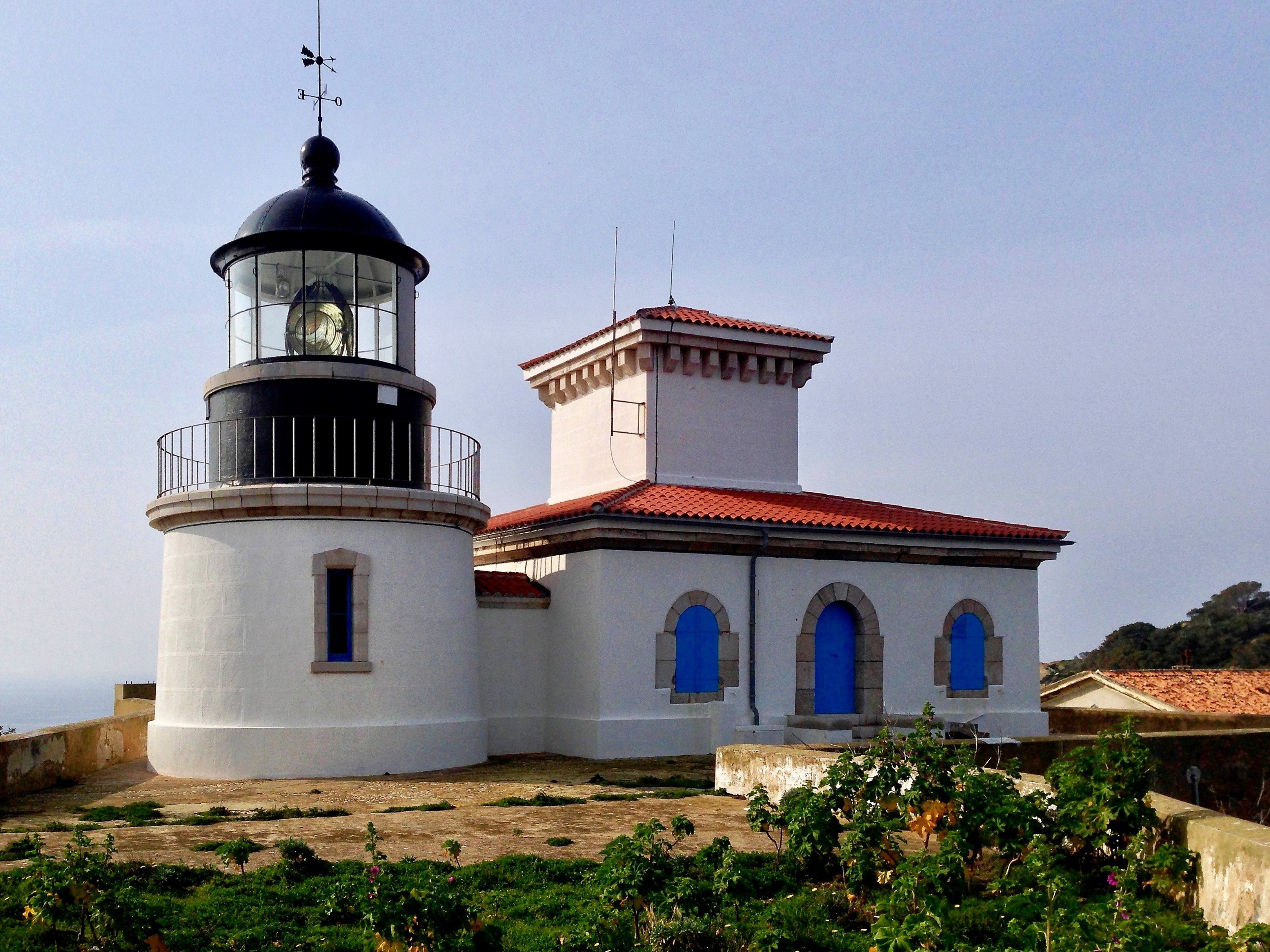
Façade nord du phare du Titan, en 2015.

Le 11 juin 1893, le phare d'origine est jugé insuffisant. Il est donc complété d'une tour légèrement tronconique. Celle-ci, blanche, est adossée au bâtiment carré avec lequel elle communique par un petit couloir. La tour centrale initiale est étêtée ; elle présente des corniches de pierres apparentes et un toit en tuiles arrondies. La nouvelle tour domine la mer à 73,20 m avec une taille générale de 10,23 m au-dessus du sol et une hauteur de la focale de 7,10 m. Ce feu, à éclat blanc toutes les cinq secondes, possède une lentille de quatre panneaux au quart avec une focale de 0,50 m, ce qui permet une portée de 26 milles marins — celle-ci est presque doublée par rapport à la portée du feu qu'il remplace —. Il existe une cuve de rotation de trois litres, au mercure, séparée du plateau de l'optique. Cet élément est remarquable car il est le seul encore existant en France. Durant la Seconde Guerre mondiale, le phare est mitraillé mais reste en état de marche. Malgré les réparations, notamment en 1948, la lanterne en porte encore les traces. À l'inverse, les installations qui permettent son accès depuis la mer sont détruites par les bombardements, de même que la toiture et les dépendances de l'habitation. Le phare est automatisé en 1984 avec une garde assurée depuis Toulon. En 1988, la maison du gardien est murée pour la protéger.

#### Sémaphore du Titan

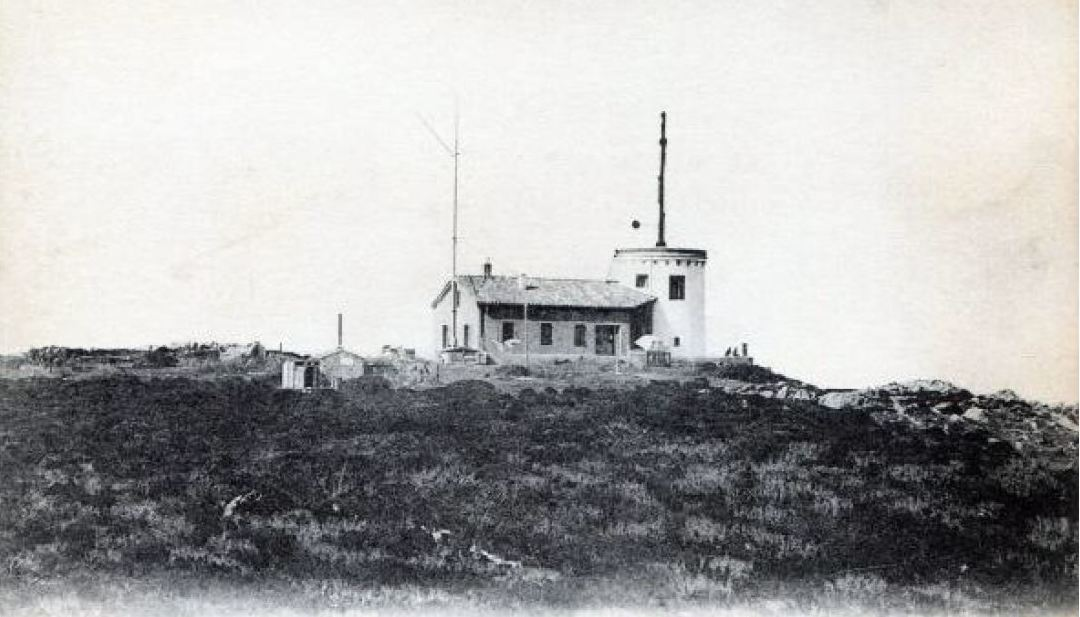
Sémaphore du Titan avant 1925.

Le sémaphore du Titan, construit en 1862, est mis en service en 1863. La parcelle, achetée par l'État les 15 et 18 mai 1850,, se situe en regard du phare du Titan, vers l’extrémité orientale de l’île. Ainsi, sans occuper une pointe il ferme la calanque du Phare,. Il est de type Toulon ou Méditerranée correspondant au modèle approuvé en 1860 pour la 5e région maritime — Méditerranée métropolitaine. Le bâtiment d'habitation de plain-pied est rectangulaire et comporte deux appartements de trois pièces pour les guetteurs. Un hall accède à la tour ronde qui le prolonge. Celle-ci sur trois niveaux comprend deux pièces circulaires et un toit terrasse. Ainsi l’édifice occupe 181 m2 au sol, pour une hauteur, avec la tour, de dix mètres soit cent-onze mètres au-dessus de la mer. Sa fonction essentielle, puisqu’il permet les communications entre la terre et les navires, tient au mât de signaux. Celui-ci comporte un haut-mât de 13,20 mètres et un bas-mât de 9,26 mètres ce qui permet un total de 22,56 mètres. Quant au mât porte-pavillons il est haut de 20 mètres. L'ensemble de type Depillon est déposé en octobre 1925 au profit, sur la terrasse de la tour, d'un abri hexagonal pour loger un projecteur de communications. Il est occupé successivement par les armées italienne de novembre 1942 à septembre 1943 puis arménienne jusqu'en juillet 1944 et enfin allemande de cette date jusqu'au débarquement de Provence qui l’endommage. Plus tard, il est utilisé par la DGA Essais de missiles comme poste de direction de tirs. Toujours présent en 2018, l'utilité du bâtiment étant contestable, sa destruction est envisagée faute de crédits pour l'entretien.

### Patrimoine culturel

#### Naturisme

Association naturiste Le Levant Naturiste (LLN), créée en 2014.

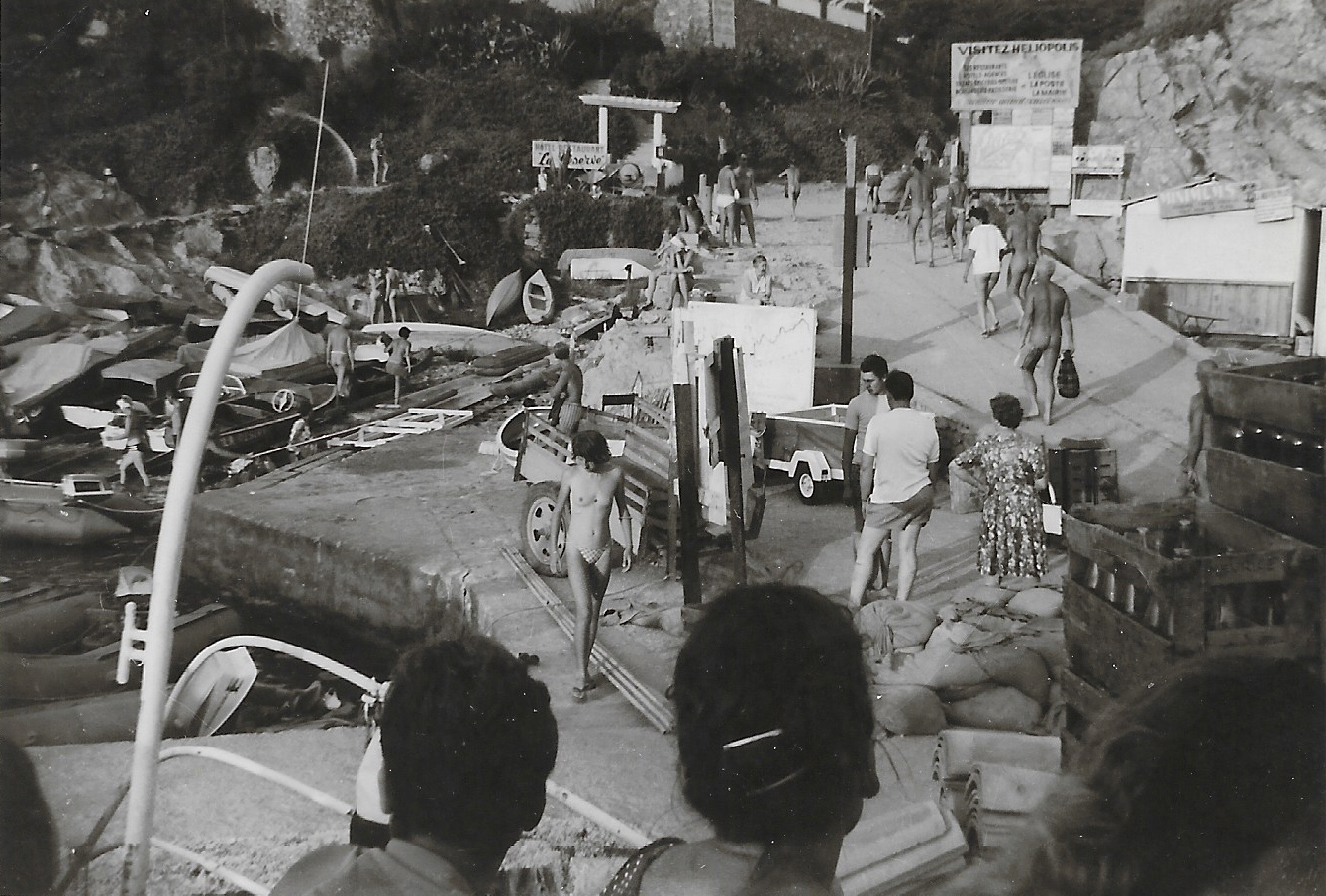
Ayguade du Levant depuis un bateau en 1964 : des nudistes bravent l'interdit.

Le naturisme nait en Allemagne au XIXe siècle. La pensée se diffuse en Europe mais il se structure toujours en Allemagne au XXe siècle. Le rôle des frères Durville, parmi d’autres, avec la création de Physiopolis puis d’Héliopolis en 1931, qui acquiert une réputation internationale, survient en France alors que le Troisième Reich bannit le concept. Les Durville préconisent alors un « psycho-naturisme ». Leur doctrine allie une alimentation moins riche, l'exercice physique, une exposition du corps à l'air libre et au soleil et un travail mental.

Avant la Seconde Guerre mondiale, Héliopolis se développe très rapidement ainsi qu’en témoignent plusieurs événements. Une boulangerie est inaugurée puis un premier mariage est célébré le 23 août 1932, viennent ensuite en décembre 1932 l'ouverture d'une école privée et le 12 juillet 1936 celle de la poste, qui marque aussi l'arrivée du téléphone,,. Cependant, dès le lancement, une promotion précise que « la pratique du nu intégral est interdite dans toute l’île du Levant. » Et un arrêté municipal du 23 juin 1933 confirme que « le minimum » a été imposé sur le domaine public. Ce village devient une destination célèbre dans les années 1930. Il correspond à l'idéal sociétal de proximité avec la nature et au développement des congés payés qui démocratisent les vacances. La commune d’Hyères s’est semble-t-il ouverte au tourisme grâce à la création d’Héliopolis décrite comme « la tour Eiffel de la Côte d'Azur. » La conception du lieu est ainsi résumée : 

« Héliopolis doit être dans l'esprit de ses fondateurs non pas une ville ou un village, non pas une agglomération de maisons ou de villas luxueuses, avec ses garages, ses casinos, ses théâtres, ses usines, ses maisons de commerce, mais une simple cité rustique, où les amateurs d'air et de soleil viendront dans le calme d'une nature splendide, se reposer des fatigues de la civilisation artificielle des villes, en passant des vacances simples et saines, avec le seul luxe d'un idéal élevé, et le seul souci d'une santé plus robuste. »

— Extrait de l'art. 1, Cahier des charges, 1932.

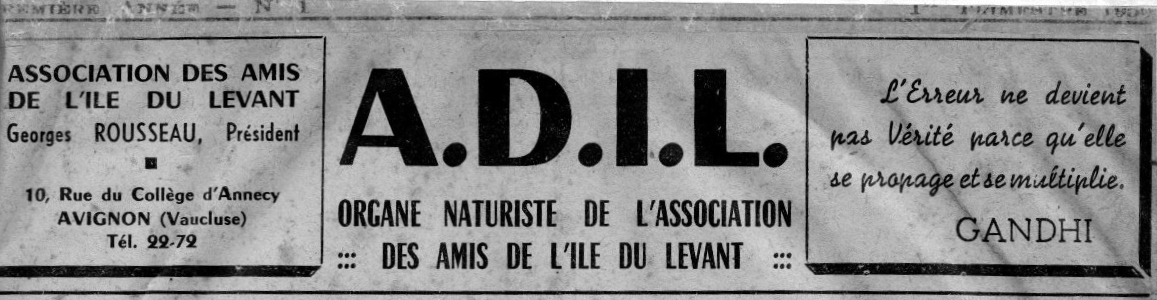
En-tête du premier numéro du périodique de l'ADIL, en 1950.

Après la Seconde Guerre mondiale, les frères Durville sont absents. Le naturisme ne peut plus reposer sur le principe hygiéniste dévoyé par les nazis. Le nudisme de loisirs est de mise dans certains centres, précédant ainsi la libéralisation des corps. Dans ce contexte, en 1947 est fondée l'association des Amis de l’île du Levant (ADIL) qui compte en 1950, au travers de la France, 2 000 adhérents. En 1958, elle adhère à la Fédération française de naturisme (FFN). Son histoire est symptomatique de l'évolution du naturisme qui accepte ou non la nudité. À Héliopolis, le tourisme de masse se développe ainsi que le camping — pratique proche de la nature — qui reste une excellente affaire pour la commune d’Hyères — mais celui-ci doit fermer en 1957. Ainsi l’afflux touristique est certain avec 1 800 personnes au village et 14 100 campeurs dont 55 % d’étrangers. En 1952, la nudité reste interdite dans le village mais autorisée sur les plages. Ceci fait débat entre les Textiles et les tenants d'une nudité possible. En 1973, la Fédération naturiste internationale — à laquelle appartient la FFN — arrête pour définition : « Le naturisme est une manière de vivre en harmonie avec la nature caractérisée par une pratique de la nudité en commun qui a pour conséquence de favoriser le respect de soi-même, le respect d’autrui et celui de l'environnement. » Entre 1971 et 2015, sur l'île, la pratique du naturisme fait l'objet de plusieurs arrêtés municipaux complétés d'une note qui définissent trois zones où la nudité est interdite, tolérée ou possible,,,. Dans les années 2010, la fréquentation ne cesse de décliner alors que la FFN recense 1,5 million de Français pratiquants. Ceci est attribué à la multiplication des plages où le nudisme se pratique.

#### Ouvrages
- Paul Otlet, L’île du Levant, Bruxelles, Typographie et lithographie E. Guyot ; projet Gutenberg, 2019, 2e éd. (1re éd. 1882), 39 p. (OCLC 1316516455, lire en ligne).
- Aug[uste] Piguet, Petite monographie du Castelas : Île du Levant, s.l., auteur, [1936 ?] (médiathèque d’Hyères : indice FP 702).Première étude connue avec des photographies et un plan[I 57] du Castelas.
- Claude Gritti, Des Maures aux Îles d'Or : chronique historique, sociologique et toponymique, Le Lavandou, À compte d'auteur (Impr. Delmas), 1989, 255 p., 23 cm (BNF 35413900).
- Jean-Pierre Brun (dir.), Jean-Marie Guillon, Marc Heller, Michel Pasqualini, Philippe Rigaud et Paul Turc (préf. Henry de Lumley, postface E[mmanuel] Lopez), Les îles d'Hyères : fragments d'histoire, Arles ; Hyéres, Actes Sud ; Parc national de Port-Cros, coll. « Essais Sciences », 1997 (réimpr. 1999), 1re éd., 172 p., 24 cm (ISBN 2-7427-1479-0). Ouvrage référencé dans tous les écrits traitant de l'archipel. Ordonné selon quatre chapitres écrits chacun par un spécialiste de la période et du lieu avec des notes et des références soignées. Une bibliographie générale figure.
- Claude Teilhol (photogr. sous-marines Philippe Robert), Flore et faune de l'île du Levant : Découverte du sentier nature. Réserve naturelle volontaire, Île-du-Levant, Éditions du Syndicat d'administration d'Héliopolis, 1er mai 1998, 63 p.Fascicule d'accompagnement du sentier nature.
- Claude Gritti (préf. Jean Esquerré, ill. Albert Marquet, photogr. Akg-Paris), Les enfants de l’île du Levant, Paris, Éditions Jean-Claude Lattès, 1999, 376 p., 23 cm (ISBN 978-2-7096-3423-6). Roman reposant sur des archives qui sont respectées quant aux personnages, leurs fonctions, les dates et les lieux[cd].
- Philippe Rigaud, « Les îles de la Provence (Liber insularum Provinciae) : Essai sur la toponymie insulaire (XIIe – XVIe siècles) », dans Michel Pasqualini (dir. publ.), Pascal Arnaud (dir. publ.), Carlo Varaldo (dir. publ.),  Mireille Pagni (coll.) et al. , Des îles côte à côte : histoire du peuplement des îles de l'antiquité au Moyen Âge (Provence, Alpes-Maritimes, Ligurie, Toscane) (actes de la table ronde de Bordighera, 12-13 décembre 1997), Aix-en-Provence ; Bordighera, Association Provence archéologie ;  Istituto internazionale di studi liguri, 2003, 255 p., 30 cm (ISBN 2-9519-7040-4, BNF 39276387, lire en ligne [PDF]), vues 1-46. Ouvrage réalisé par des spécialistes (historiens, géographes, archéologues, etc.) qui aborde dans le détail notamment l’île du Levant. L'extrait redonne une interprétation de la toponymie.
- Frédéric Capoulade et Hélène Goldet (préf. George Reuchlin), L’histoire du fort Napoléon : la batterie des Arbousiers, Île-du-Levant, Éditions du Syndicat d'administration d'Héliopolis, coll. « Île du Levant », 2013, 1re éd., 77 p., 15 x 21 cm (ISBN 978-2-9512-7591-1). Ouvrage centré sur le type de défenses préconisé de façon générale par Napoléon Ier avec ses directives à propos de l'île du Levant.
- Julie Manfredini (préf. Jean-Marie Guillon, postface Pascal Ory), Héliopolis : une communauté naturiste sur l'île du Levant, 1931-1970 (texte issu de : Master : Histoire contemporaine : Aix-Marseille 1 : 2005), Forcalquier, C'est-à-dire, coll. « Un territoire et des hommes », 2014, 192 p., 23 cm (ISBN 978-2-9182-3511-8). Ouvrage construit en dehors des archives locales qui traite du naturisme en France, de la place occupée par André et Gaston Durville et de la doctrine « psycho-naturiste » qu'ils développent en fondant Héliopolis.
- Frédéric Capoulade et Hélène Goldet (préf. Jean-Pierre Giran, postface Jacques Ollive), Héliopolis : Histoire d'un village expérimental devenu un jardin d'essais, Île-du-Levant, Éditions du Syndicat d'administration d'Héliopolis, coll. « Île du Levant », 2015, 4e éd. (1re éd. 2012), 288 p., 15 x 21 cm (ISBN 2-9512-7590-0 et 978-2-9512-7590-4). Ouvrage basé majoritairement sur les archives du syndicat d'Héliopolis exposées chronologiquement et sans concession pour André et Gaston Durville.
- (fr + en) Olivier Amsellem et Jean Da Silva (texte) (préf. Gaston Durville et André Durville), Île du Levant : Île du Titan (recueil de photographies artistiques), Paris ; Hyères, Archibooks ; villa Noailles, octobre 2014, 1re éd., non paginé, 25 cm (ISBN 978-2-3573-3314-7 et 978-2-9192-9017-8, présentation en ligne).Quelques photographies se rapportent au paysage offert par l'île.

#### Cahiers du Levant
- Jean Miaille (photogr. Louis Miaille), Bribes levantines, Île du Levant, Agir O Levant, coll. « Cahiers du Levant » (no 1), 1998, 37 p., 21 cm (ISBN 2-9131-1300-1, BNF 36984257).Modes de vie sur l'île, à compter des années 1950, suivant les époques au travers de quelques portraits.
- René Faucon, Alain Billerot, André Kretz, Yannick Philouze-Bordier, Claude Lutz, Gaston Durville, André Durville et Robert Charraix (photogr. Jean Miaille, Guy Thouvignon, archives du  Syndicat d'Héliopolis et collections particulières), Héliopolis : Documents, souvenirs, Île du Levant, Agir O Levant, coll. « Cahiers du Levant » (no 2), 2000, 62 p., 21 cm (ISBN 2-9131-1300-2 (édité erroné)).Vie sur l'île depuis l'arrivée des auteurs à nos jours — dont la réédition de la brochure quant à la découverte et aux règles régissant Héliopolis d'André Durville et Gaston Durville, L'île du Levant : Héliopolis cité naturiste, Paris, Imprimerie de l'Institut Naturiste, 1956, 6 p.
- Philippe Fourneau (préf. Jacques Salomé, photogr. Jacques Berger, Richard Destatte, Louis Fleck, Claude Frossard, Claire Lafontaine, Collection Serres, Collections particulières), Notes fugitives, Île du Levant, Agir O Levant, coll. « Cahiers du Levant » (no 3), 2005, 47 p., 21 cm (ISBN 2-9131-1300-3 (édité erroné), BNF 45165318).Portraits esquissés de certains Levantins photographiés.
- Léonard Lassalle (fils) (trad. de l'anglais par Claude Ouvrard, préf. Édith Héry, Laurette Alario et Patrick Bellet, photogr. Collection Léonard Lassalle), Honor 1932-1942, Île du Levant, Agir O Levant, coll. « Cahiers du Levant » (no 4), 2009, 48 p., 21 cm (ISBN 978-2-9131-1303-9, BNF 41480799).Mémoires sur la vie et l'environnement à Héliopolis entre sa création et décembre 1942.
- Hélène Goldet et Frédéric Capoulade (photogr. Jean Miaille, Guy Thouvignon, archives du  Syndicat d'Héliopolis et collections privées, textes par collectif), Gens du Levant, Île du Levant, Agir O Levant, coll. « Cahiers du Levant » (no 5), 2012, 64 p., 21 cm (ISBN 978-2-9131-1304-6).Naissance d'Héliopolis puis témoignage de quelques résidents de souche.
- Laurette Alario, Jean-Luc Alziary, Gilles Marchal, Frédéric Capoulade, Baptiste Rossi et Jean-Pierre Blanc, Phare du Titan, Île du Levant, Agir O Levant, coll. « Cahiers du Levant » (no 6), 2015, 21 cm (ISBN 2-9131-1300-6 (édité erroné)).  Ouvrage largement orienté sur les gardiens du phare du Titan.
- Jean Da Silva et Frédéric Capoulade (iconographie et documents) (photogr. Serge de Sazo, Pierre Audebert, Jacquier, Olga Durand, Catherine Boulard, Jacques Lefèvre et Jean-Pierre Blanc), L'été en minimum : Histoire du minimum et par conséquent de la nudité à Héliopolis, Île du Levant, Agir O Levant, coll. « Cahiers du Levant » (no 7), octobre 2020, 40 p., 21 cm (ISBN 978-2-9131-1306-0).Malgré les difficultés, comment s'est maintenu le naturisme à Héliopolis face au nudisme. Récit particulièrement bien supporté par de très nombreuses références de qualité.

#### Vidéos
- [vidéo]  [vidéo][DVD] « Naissance d’Héliopolis. 1931-1932 » : « durée 37 min », Syndicat d’administration d’Héliopolis (prod.), Allo cinéma Nevers (réal.), Pascal Rigaud (dir. de réal.), Jean-Louis Turdule (mont.), René Nicot (script) et Bernard Foury (mus.), juillet 2000, Hyères, Syndicat d’administration d’Héliopolis (consulté le 23 octobre 2017).Film en noir et blanc d'époque, destiné à promouvoir le nouveau lotissement, son environnement et le mode de vie offert. Secondairement sonorisé

### Illustrations en ligne
1. 1 2  S. M. (photogr.), « Le barrage du Jas-Vieux d'une capacité de 62 000 m3 », photographie [jpg], sur iledulevanthodie.fr (blog), 31 juillet 2013 (consulté le 26 avril 2018).
2. 1 2  S. M. (photogr.), « Le barrage haut d'une capacité de 8 000 m3 », photographie [jpg], sur iledulevanthodie.fr (blog), 31 juillet 2013 (consulté le 26 avril 2018).
3. 1 2  S. M. (photogr.), « Le barrage bas d'une capacité de 12 000 m3 », photographie [jpg], sur iledulevanthodie.fr (blog), 31 juillet 2013 (consulté le 26 avril 2018).
4. ↑  Anonyme (photogr.), « Grillage : Avant il était vert et se voyait moins, dommage ! », photographie [jpg], sur iledulevanthodie.fr (blog), 26 mai 2013 (consulté le 3 octobre 2017).
5. ↑  Panneau de sortie de Base-Vie sur Wikimedia Commons.
6. ↑  « Plan : île du Levant 2018 » [PDF], sur iledulevant.com.fr, Union des commerçants du Soleil Levant, 2018 (consulté le 16 mars 2018).
7. 1 2 3  La carte est visible sur Wikimedia Commons.
8. ↑  Anonyme (photogr.), « Île du levant (Var) : Le port du phare du Titan », photographie sur carte postale noire et blanche [jpg], sur iledulevanthodie.fr (blog), Agence Officielle (consulté le 3 août 2017).
9. ↑  S. M. (photogr.), « Le Titan en 2008 », photographie [jpg], sur iledulevanthodie.fr (blog) (consulté le 3 août 2017).
10. ↑  Anonyme (photogr.), « Le port du Titan en 1956 », photographie [jpg], sur iledulevanthodie.fr (blog) (consulté le 3 août 2017).
11. ↑  Anonyme (photogr.), « Le port du Titan en 2011 », photographie [jpg], sur iledulevanthodie.fr (blog) (consulté le 3 août 2017).
12. ↑  Daniel Bursaux (dir. publication), « Identifiant de la mission : C3246-0361_1950_LACIOTAT-CAP-LARDIER_0225 : Cliché no 225 », cliché argentique ; échelle : 1/27862, sur remonterletemps.ign.fr, Paris, IGN, 20 août 1950 (consulté le 20 juillet 2018).
13. ↑  Daniel Bursaux (dir. publication), « Identifiant de la mission : C3346-0161_1955_F3346-3446_0076 : Cliché no 76 », cliché argentique ; échelle : 1/25463, sur remonterletemps.ign.fr, Paris, IGN, 2 août 1955 (consulté le 20 juillet 2018).
14. ↑  « La pointe Rousse en arrière plan / Le port militaire de l'Avis », photographie [jpg], sur iledulevanthodie.fr, 13 août 2017 (consulté le 16 mars 2018).
15. ↑  France, France (côte Sud) : Du cap Croisette à la frontière italienne, D2.2, Brest, Service hydrographique et océanographique de la Marine (Shom), coll. « Instructions nautiques », 2015, 298 p., 30 cm (lire en ligne [PDF]), chap. 4 (« De la presqu’île de Giens au cap Camarat – Îles d’Hyères »), p. 152.
16. ↑  [vidéo] « France3 Var  Nahaura le navire d'essais de la DGA livré par iXblue », sur YouTube.
17. ↑  Anonyme (photogr.), « Barge autopropulsée Ness Thor », photographie [jpg], sur iledulevanthodie.fr (blog), 14 avril 2016 (consulté le 25 mars 218).
18. ↑  « Arrivée du Benzène à l'Ayguade », La Revue naturiste internationale, Paris, s.n., no 143,‎ novembre 1967 (BNF 32860905, lire en ligne [jpg], consulté le 3 août 2017).
19. ↑  [Anonyme] (photogr. André Dupeyroux), « Le Levant : un sous-marin-digue ! » (montage photographique), Var-Matin, Ollioules, Var-Matin,‎ 15 juillet 1993 (ISSN 0221-3524, lire en ligne [jpg], consulté le 8 avril 2017).
20. ↑  P[orts] T[oulon] P[rovence] [Méditerranée] (schéma couleur), « Zoom sur les aménagements portuaires » [jpg], sur iledulevanthodie.fr (blog), Ports Toulon Provence Méditerranée, 22 janvier 2014 (consulté le 7 juin 2018).
21. ↑  Anonyme (photogr.), « Débroussaillage au chemin de ronde de la réserve des Arbousiers », photographie [jpg], sur iledulevanthodie.fr (blog), 14 octobre 2017 (consulté le 2 août 218).
22. 1 2  Provinciae, Regionis Galliae, vera exactissimaque descriptio sur Gallica.
23. ↑  Castelat. Habitat fortifié médiéval et vestiges de l'Antiquité tardive : Vue aérienne (photogr. Anonyme), Hyères, Région Provence-Alpes-Côte d'Azur, coll. « Inventaire général du patrimoine culturel » (no 20098301292X), 1982 (lire en ligne [jpg]).
24. ↑  Marc Borréani, Lucie Chabal, Laurent Mathieu, Jean-Marie Michel, Michel Pasqualini et Mireille Provansal-Lippmann, « Peuplement et histoire de l'environnement sur les îles d'Hyères (Var) : Île du Levant. Ruines des constructions médiévales sur la crête du Castelas » (photographie), Documents d'archéologie méridionale, Éditions ERAMS, vol. 15 « Espaces et monuments publics protohistoriques de Gaule méridionale », no 1,‎ 1992, p. 395 col. 1 (lire en ligne [png], consulté le 21 septembre 2017).
25. ↑  Marc Borréani, Lucie Chabal, Laurent Mathieu, Jean-Marie Michel, Michel Pasqualini et Mireille Provansal-Lippmann, « Peuplement et histoire de l'environnement sur les îles d'Hyères (Var) : Île du Levant. Le Castelas. Vestiges du cœur de l’église » (photographie), Documents d'archéologie méridionale, op. cit., vol. 15, no 1,‎ 1992, p. 395 col. 2 (lire en ligne [png], consulté le 21 septembre 2017).
26. ↑  Castelas. Cimetière : Vue rapprochée (photogr. Anonyme), Hyères, Région Provence-Alpes-Côte d'Azur, coll. « Inventaire général du patrimoine culturel » (no 20098301296X), 1982 (lire en ligne [jpg]).
27. ↑  « Vue de la localisation de l'épave sur l'île du Levant (fouille M. Guérout) », notice no ARN01_20128324753, sur la plateforme ouverte du patrimoine, base Mémoire, ministère français de la Culture
28. ↑  « Vue de la localisation de l'épave sur l'île du Levant XVIIIe siècle », notice no ARN01_20128324757, sur la plateforme ouverte du patrimoine, base Mémoire, ministère français de la Culture
29. ↑  [vidéo] « L'épave du Slava Rossii — épave du vaisseau russe découverte en 1957 », sur YouTube.
30. ↑  La gabare à vapeur Robuste est visible sur Wikimedia Commons.
31. 1 2  Le logement des troupes au château du comte de Pourtalès ainsi que les troupes d'infanterie de marine dans leur cantonnement à proximité du pénitencier est visible sur Wikimedia Commons.
32. ↑  Le bâtiment des dortoirs est visible sur Wikimedia Commons.
33. ↑  Claude Gritti (réalisation maquette) et Jeannot Raybaud (réalisation maquette) (photogr. Anonyme), « Maquette des bâtiments de la colonie pénitentiaire de sainte Anne de l'île du Levant », photographie [jpg], sur iledulevanthodie.fr (blog), Île du Levant. Base-Vie (salle de restaurant de la DGA Essais de missiles), 15 septembre 2011 (consulté le 5 octobre 2017).
34. ↑  Pierre Hervé, L’île du Levant : Le paradis nudiste (guide pratique et complet), s.l., Bazar du Levant (R.  Comby), 1938 (lire en ligne [jpg]), « Carte ».
35. ↑  Colonie pénitentiaire agricole d'enfants dite colonie pénitentiaire de sainte Anne (photogr. Marc Heller), Hyères, Région Provence-Alpes-Côte d'Azur, coll. « Inventaire général du patrimoine culturel » (no 89832363ZA), 2010 (lire en ligne [jpg]).
36. ↑  Jean Miaille (photogr.), « La tombe des enfants de l’ancien bagne de l’île du Levant : Jeudi 1er novembre », photographie [jpg], sur jeanmiaille.fr, site personnel, 1er novembre 2007 (consulté le 21 novembre 2017).
37. ↑  [vidéo] « Préparatifs du débarquement de Provence. Vues aériennes du bombardement de la batterie du Titan le 11 août 1944 par des B-26 », sur YouTube.
38. ↑  (en) Headquater 320th Bomb Group, « 320th Bomb Group Strike photographs : Mission 300 11 August 1944 Île du Levant Gun Positions, France » [« 320e Groupe de bombardement. Photographies des frappes : Mission 300 11 août 1944 Île du Levant Emplacement des canons, France »], photographies noires et blanches, sur 320thbg.org, 11 août 1944 (consulté le 12 juin 2018).
39. ↑  [vidéo] Exercice ZOHAN, Armée de terre, 4 novembre 2014 sur Dailymotion.
40. ↑  Daniel Bursaux, Institut national de l'information géographique et forestière (IGN), « Mission C3246-0121_1960_F3246-3446_0192 : cliché 192 », photographie argentique au 1/25696, Saint-Mandé, IGN, 18 juin 1960 (consulté le 29 mai 2018).
41. ↑  [vidéo] Frédéric Charles (dir. publication), « Duplex avec Jacques Ollive : 80 ans d'Héliopolis » (Vidéo de 2 min 49 s sur www.naturisme-tv.com), Magazine naturiste Natmag, Vielle-Saint-Girons, Camp Hot Landes « Édition 9 »,‎ 5 mai 2012 (lire en ligne, consulté le 18 mars 2017).
42. ↑  Mairie d’Hyères, « Vie municipale. Services municipaux : Mairies annexes », photographie [jpg], sur hyeres.fr, Hyères, Mairie d’Hyères (consulté le 20 décembre 2017).
43. ↑  Yves Maucherat (dir. publication), EDF-GDF services (Var), « L'électricité sur l'île du Levant », La Bélugue : bulletin d'information du centre de distribution de Toulon, Toulon, EDF-GDF, no 22,‎ juillet 1989 (ISSN 1163-8478, résumé, lire en ligne [jpg], consulté le 21 septembre 2022).
44. ↑  FRC (photogr.), « Évacuation du 18 juin 2013 : Chute descente bas de la Perspective (cheville cassée) », photographie [jpg], sur iledulevanthodie.fr (blog) (consulté le 24 avril 2018).
45. ↑  « Évacuation sanitaire : SNS078 Bâtonnier Alphonse Grandval à l'Ayguade du Levant et retour sur le port d'Hyères », photographie [jpg], sur iledulevanthodie.fr (blog), 22 octobre 2019 (consulté le 29 octobre 2019).
46. ↑  J.-L. Viale (photogr.), « Évacuation sanitaire au port de l'Ayguade du Levant », photographie [jpg], sur iledulevanthodie.fr (blog), 2 octobre 2016 (consulté le 24 avril 2018).
47. ↑  Les restes de la statue de sainte Anne en 1949 sont visibles sur Wikimedia Commons.
48. ↑  Geneviève Négre (photogr. Marc Heller), Vue d'ensemble [chapelle], Hyères, Région Provence-Alpes-Côte d'Azur, coll. « Inventaire général du patrimoine culturel » (no 99830682XA), 12 mars 2007 jo (lire en ligne [jpg]).
49. ↑  Atlas des batteries de côte (dessin), Vincennes. Bibliothèque du génie, Service historique de la Défense, 1818-1822, 97 x 62 (lire en ligne [jpg]), « Plan et profil de la batterie des Arbousiers », pl. 21, ms. 201.
50. ↑  Atlas des batteries de côte, op. cit., (lire en ligne [jpg]), « Plan et profil de la batterie du Titan dans l'île du Levant », pl. 22, ms. 201.
51. ↑  Philippe Truttmann et David Faure-Vincent (photogr. Marc Heller), Ensemble fortifié des îles d'Hyères : Batterie du Titan sur l'île du Levant. Vestiges du soubassement d'une tour, Hyères, Région Provence-Alpes-Côte d'Azur, coll. « Inventaire général du patrimoine culturel » (no 89832364ZA), 1997 (lire en ligne [jpg]), Les quatre grandes générations d'ouvrages, chap. I (« Des origines à François Ier »).
52. ↑  Philippe Truttmann et David Faure-Vincent (photogr. Marc Heller), Ensemble fortifié des îles d'Hyères : Batterie du Titan sur l'île du Levant. Vue rapprochée du parapet de la batterie (no 89832365ZA, op. cit.,) (lire en ligne [jpg]), Les quatre grandes générations d'ouvrages, chap. I (« Des origines à François Ier »).
53. ↑  Vue de volume rapprochée prise du nord-est [phare du Titan] (photogr. Marc Heller), Hyères, Région Provence-Alpes-Côte d'Azur, coll. « Inventaire général du patrimoine culturel » (no 89832361ZA), 2010 (lire en ligne [jpg]).
54. ↑  Phare dit phare du Titan : Bâtiment annexe. Vue de volume prise du sud (photogr. Marc Heller), Hyères, Région Provence-Alpes-Côte d'Azur, coll. « Inventaire général du patrimoine culturel » (no 89832362ZA), 2010 (lire en ligne [jpg]).
55. ↑  Conservatoire du littoral, Catalogue des phares et sémaphores de méditerranée française (photographie de 2009), Rochefort, Conservatoire du littoral, coll. « Olivier Trebaol », septembre 2016, 298 p. (ISBN 978-2-9541-7154-8, lire en ligne [jpg]), Inventaire des sémaphores, « Provence-Alpes Côte d’Azur », p. 211.
56. ↑  Sémaphore dit sémaphore du Titan : Vue d'ensemble (photogr. Marc Heller), Hyères, Région Provence-Alpes-Côte d'Azur, coll. « Inventaire général du patrimoine culturel » (no 89832363ZA), 2010 (lire en ligne [jpg]).
57. ↑  Auguste Piguet, « Le Castelas : le plan de 1936 relevés par Auguste Piguet » [jpg], sur iledulevanthodie.fr (blog), Auguste Piguet (consulté le 21 novembre 2020).
58. ↑  Net-Marine (association, loi 1901) (photogr. Marine nationale), « 20 août 1987 : L’Alouette II no 1080 de l'escadrille 23S est contrainte à un amerrissage au large du Levant », photographie [jpg], sur www.netmarine.net, 20 août 1987 (consulté le 27 mai 2018).

### Coordonnées
1. 1 2  Le port Saint-Pierre d'Hyères a pour coordonnées 43° 04′ 48″ N, 6° 09′ 28″ E.
2. ↑  Le cap Bénat a pour coordonnées 43° 05′ 22″ N, 6° 22′ 08″ E.
3. 1 2  Le port du Lavandou a pour coordonnées 43° 08′ 12″ N, 6° 22′ 16″ E.
4. ↑  Le point culminant a pour coordonnées 43° 01′ 18″ N, 6° 26′ 31″ E.
5. 1 2  L'étang du Jas-Vieux a pour coordonnées 43° 02′ 17″ N, 6° 27′ 46″ E.
6. 1 2  L'étang du Haut a pour coordonnées 43° 01′ 34″ N, 6° 28′ 34″ E.
7. 1 2  Le barrage du Bas a pour coordonnées 43° 01′ 20″ N, 6° 27′ 26″ E.
8. ↑  La mare de l'Âne a pour coordonnées 43° 02′ 03″ N, 6° 28′ 42″ E.
9. 1 2  La Madone a pour coordonnées 43° 01′ 57″ N, 6° 28′ 11″ E.
10. 1 2  L'anse du Liserot a pour coordonnées 43° 02′ 34″ N, 6° 29′ 22″ E.
11. 1 2  La calanque du Phare où se trouve le port du Titan a pour coordonnées 43° 02′ 49″ N, 6° 30′ 33″ E.
12. 1 2 3  Le phare du Titan a pour coordonnées 43° 02′ 47″ N, 6° 30′ 37″ E.
13. ↑  La calanque Gardane a pour coordonnées 43° 03′ 05″ N, 6° 30′ 12″ E.
14. 1 2  Port Avis a pour coordonnées 43° 01′ 34″ N, 6° 27′ 14″ E.
15. ↑  Port Pothuau a pour coordonnées 43° 06′ 57″ N, 6° 12′ 05″ E.
16. ↑  Le port de l'Ayguade du Levant a pour coordonnées 43° 00′ 56″ N, 6° 26′ 04″ E.
17. ↑  La plage des Grottes a pour coordonnées 43° 00′ 40″ N, 6° 25′ 59″ E.
18. ↑  L'héliport a pour coordonnées 43° 01′ 17″ N, 6° 27′ 36″ E.
19. ↑  L'hélisurface a pour coordonnées 43° 02′ 51″ N, 6° 30′ 09″ E.
20. 1 2  La tourelle de L'Esquillade a pour coordonnées 43° 03′ 03″ N, 6° 31′ 58″ E.
21. ↑  La pointe du Castelas a pour coordonnées 43° 02′ 50″ N, 6° 28′ 31″ E.
22. ↑  Le Courcousson a pour coordonnées 43° 02′ 31″ N, 6° 28′ 25″ E.
23. 1 2  La batterie des Arbousiers — aussi dite fort Napoléon — a pour coordonnées 43° 01′ 11″ N, 6° 26′ 18″ E.
24. 1 2  Les ruines de la tour du Titan ont pour coordonnées 43° 02′ 29″ N, 6° 29′ 31″ E.
25. 1 2  Le sémaphore du Titan, bâtiment militaire, a pour coordonnées 43° 02′ 54″ N, 6° 30′ 22″ E.
26. ↑  Selon la  carte du guide de 1938, la colonie agricole de sainte Anne a pour coordonnées 43° 01′ 22″ N, 6° 27′ 29″ E[I 34].
27. ↑  Le cimetière a pour coordonnées 43° 01′ 36″ N, 6° 28′ 00″ E.
28. ↑  Le Jas-Vieux a pour coordonnées 43° 02′ 24″ N, 6° 28′ 46″ E.
29. ↑  Grand-Cap a pour coordonnées 43° 01′ 00″ N, 6° 28′ 12″ E.
30. ↑  La calanque du Ponton a pour coordonnées 43° 02′ 04″ N, 6° 28′ 52″ E.
31. ↑  L'Esquadillon a pour coordonnées 43° 02′ 49″ N, 6° 30′ 42″ E.